# 朝鮮料理

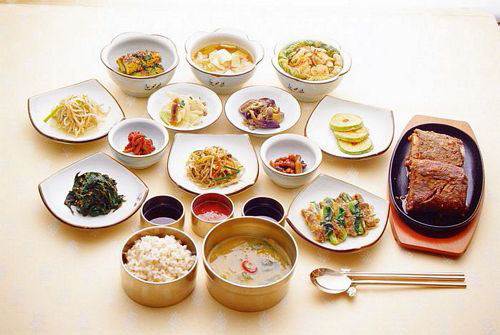
韓国における宴会料理

朝鮮料理（ちょうせんりょうり、朝鮮語: 조선료리）または韓国料理（かんこくりょうり、朝鮮語: 한국 요리）は、朝鮮半島に伝わる料理のこと。
韓方や陰陽五行の思想にのっとり、五色（赤・黄・白・緑・黒）、五味（酸・甘・渋・辛・塩）、五法（生・煮る・焼く・蒸す・炒める）をバランスよく献立に取り入れることを良しとする。

## 特徴

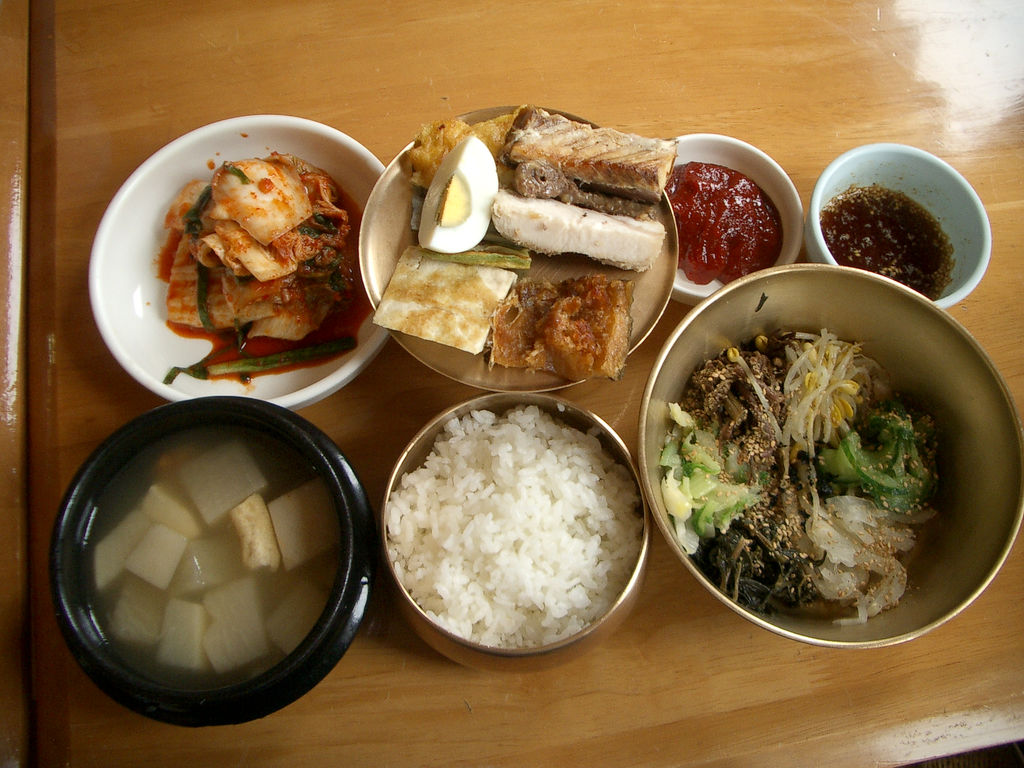
虚祭祀飯（ホッチェサパプ。헛제삿밥）の膳

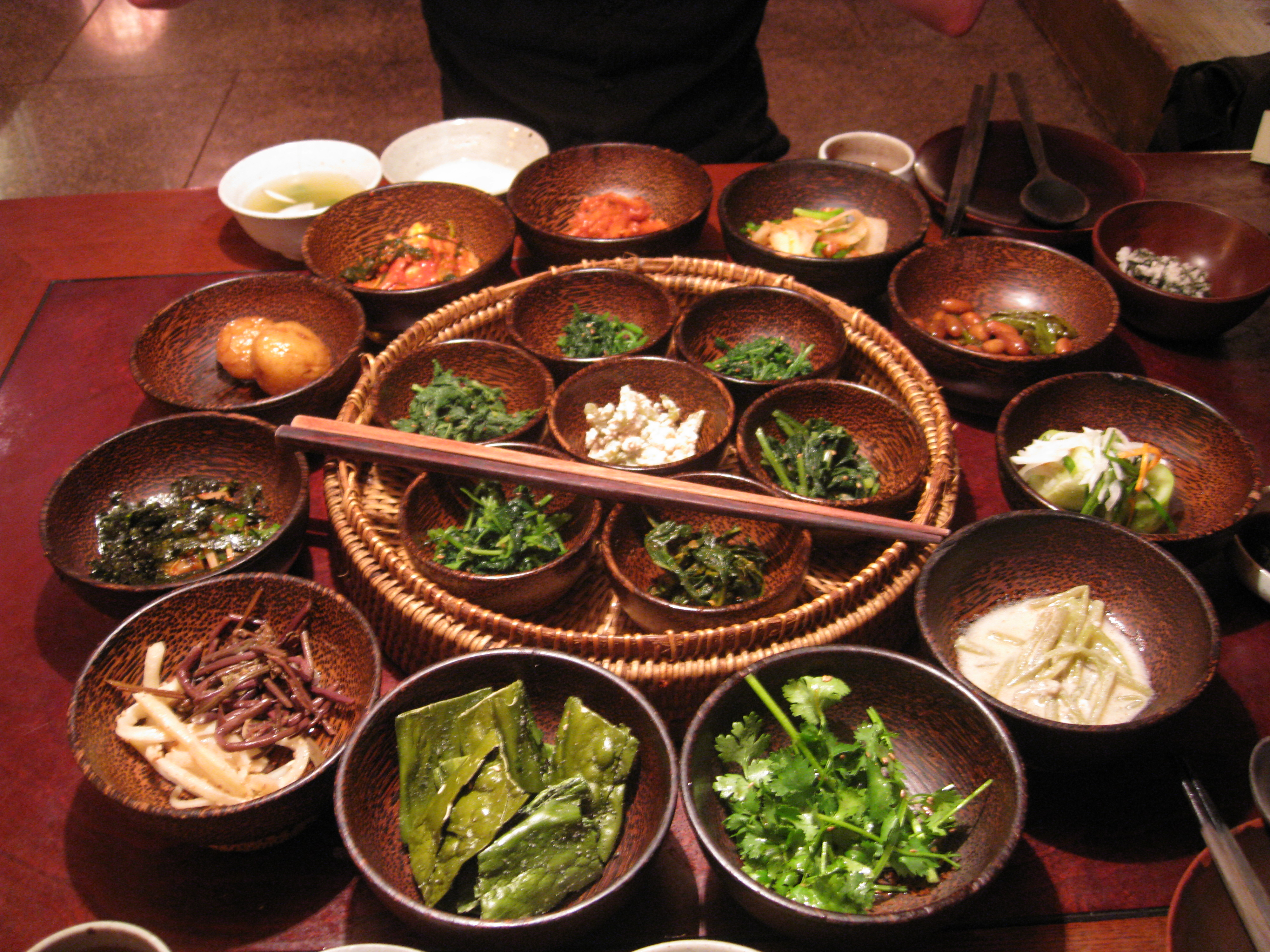
ソウルの精進料理店の膳

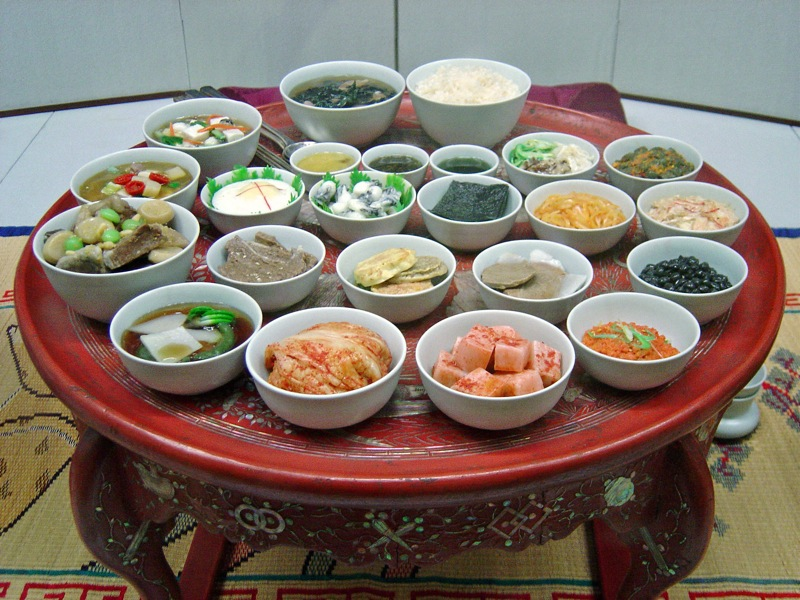
王の食膳「水刺床」の再現。奥に白米飯とわかめ汁、手前にキㇺチ数種

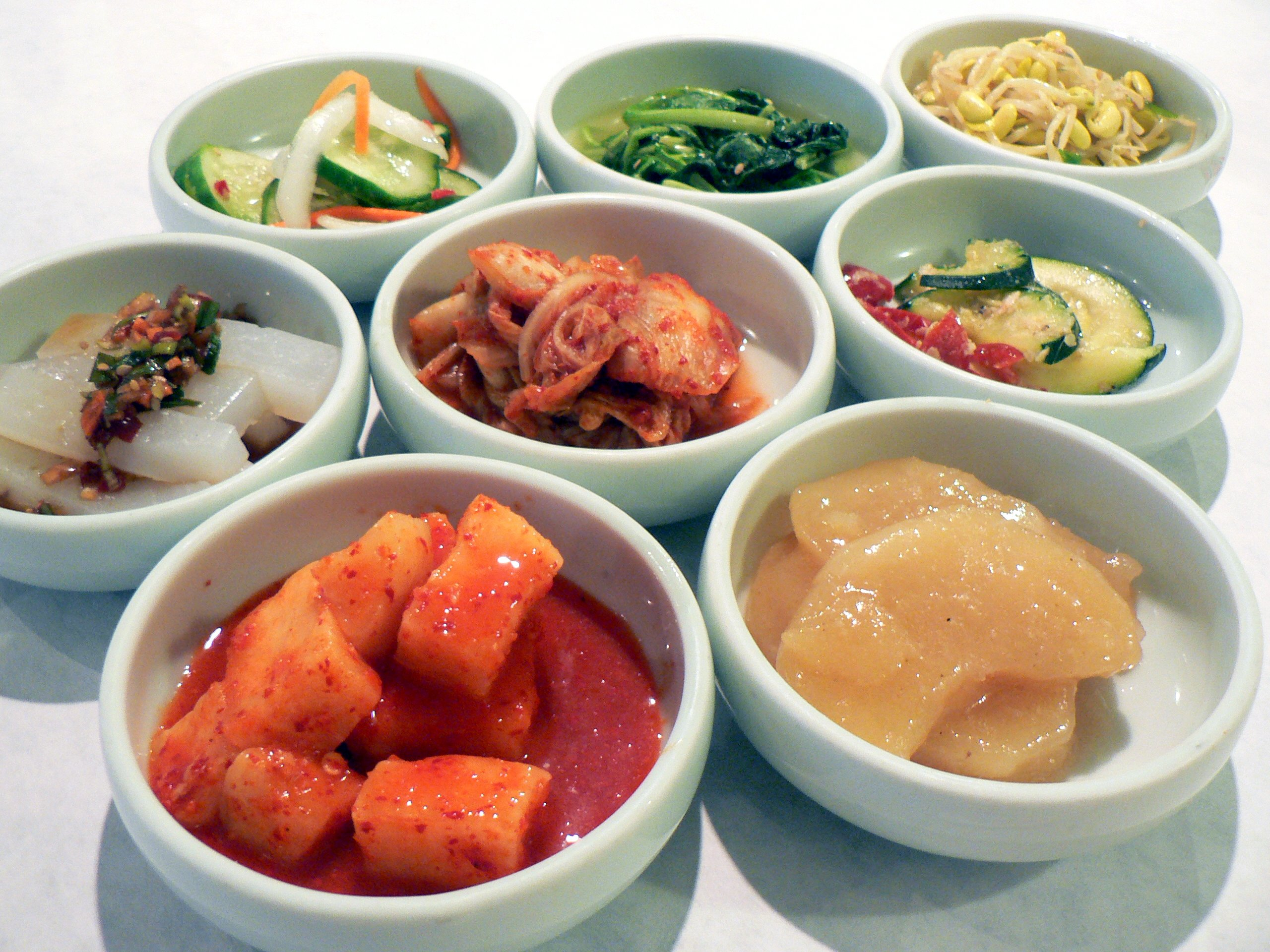
パンチャン（朝鮮料理のおかず）

### 米と穀物中心の食文化
一食の構成は韓定食の飯床（パンサン）のルール（「韓定食の献立」で後述）にある程度従って、メインメニュー（多くはスープ類）に御飯（白米、赤米や、その他の穀物を炊き合わせた雑穀米など）と、キㇺチ、ナムㇽ等のおかず（ミッパンチャン）が数種類。食堂では点心（軽食）とみなす粥や麺類等には小膳が組まれ、キㇺチなどのミッパンチャンは無料で提供される。
ユーラシア大陸東部全域を見渡すと、南方の稲作文化圏と北方の雑穀畑作・牧畜文化圏の境界線の接点に位置する朝鮮半島は、米食中心と考えられることが多いが、伝統的に稲作が行われていた地域は温暖湿潤気候地域の南西部の一部に限られており、半島の北半分は亜寒帯冬季少雨気候に属するため、食文化的には粟や黍・小麦・蕎麦・高粱といった畑作で得られる穀物を主食素材としてきた地域も多い。
仏教の影響を受けた朝鮮半島の一部の人々は寺刹料理・精進料理を食べる。また毎回の食事で多種類のおかずが食卓に並ぶように配慮するのが一般的である。

### 山菜の多用
近隣国の日本料理や中華料理と比べ、ワラビ・ゼンマイ・キキョウ（トラジ）といった山菜を使った料理が多い。特に17世紀に日本を経由して18世紀後半の朝鮮王朝時代で一気に普及した中南米原産の唐辛子は、現在の朝鮮料理に彩りと辛みを添える上で欠かせない食材の一つである。
野菜の消費量は世界的に見ても高く、それらを用いたナムㇽ、発酵食品としてテンジャンやコチュジャン、チョングッチャンといった味噌類、キㇺチ、マダラの内臓を発酵させたチャンジャ等が冬の保存食として各家庭で常備される。その他に魚の干物・チョッカㇽ・シッケ・乾燥させた山菜や海草類も作られている
植物からの香辛料や薬念については、韓国式醤油・胡麻油・ニンニク・ネギ・生姜・唐辛子等が多く、また色んな香辛料により合わせ調味料ヤンニョム、つまり「薬念」を用いる。

### スープの文化
朝鮮半島のスープ類、つまり「湯（タン・クㇰ）」は発達していて、野菜や香辛料を大量に用いることが最大の特徴である。

### 焼肉の文化
肉は牛・鶏・豚、又その内臓も使う。
又、朝鮮半島にはヌロンイという食用犬種が存在し、韓国では犬肉が食べられている。年間100万頭が食べられており中国、ベトナムに次ぐ消費量である。
時代の流れにより犬肉食は少なくなっておりソウル市で犬肉の鍋料理ポシンタンを出す店は100店以下となっている。

### 海産物
朝鮮半島は海に囲まれた地理のため、海藻類や魚介類の消費量も多く、生の魚介類も食されるようになった。韓国の朝鮮時代では一般家庭では肉よりも魚や野菜を主とした食卓が普通であったが、現代の韓国では逆になる。

### 飯饌
朝鮮料理の惣菜は専用名詞の「飯饌（パンチャン）」と呼ぶ。一般的な韓国料理屋の場合、ナムルやキムチなどの一部惣菜を注文とは別に提供する事が多い。その惣菜は食べきれない場合、残すことがマナーとされている。一方、多数の店で客の残した惣菜や料理の食べられない部分を盛り直して提供、あるいは他の料理に再利用することがあり、衛生上の問題や客からの苦情が多い。2009年6月の改正食品衛生法で禁止されるものの、依然そのような行為が横行している。

### 飯床
伝統的なご飯膳の組み方を「飯床（パンサン）」という。「床」とは食べ物をのせる膳のことであり、飯床とは朝夕の献立で、主食のご飯と副食で成り立っている（昼食は点心（チョムシム）と呼ばれ、「心に点をつけるように」お粥や麺類で軽く済ませることが多い）。
飯床では、ご飯、スープまたはチゲ、キㇺチはすべての場合についてくる。その他におかずの数によって、三楪飯床（サンチョプパンサン）、五楪飯床（オーチョプパンサン）、七楪飯床（チㇽチョプパンサン）、九楪飯床（クーチョプパンサン）、十二楪飯床（シビチョプパンサン）とおかずの数が増える（楪（チョプ）とは蓋付きの器の意）。一般家庭では三楪か五楪の膳が組まれ、七楪、九楪となるとかなり豪華な膳である。十二楪はかつての宮廷だけの献立であった。飯床は、日本の本膳の立て方とも共通点が多い。
飯床を基に食堂のメニューとして発達したのが韓定食（ハンジョンシク）であるが、韓定食の名は古い文献には出てこない。各地の両班の御膳が商品化されたという説が有力。
- 三楪飯床：一汁三菜。ご飯、スープ、キㇺチ一品、醤（ジャン）類（調味料）一品、チョリㇺ（煮付け）またはクイ（焼き物）一品、ナムㇽまたは生菜（センチェ）一品、常備菜（チャンアチ、塩辛、チャーバン（干物））一品
- 五楪飯床：二汁五菜。ご飯、スープ、チゲとチㇺ（煮物）とジョンゴㇽ（鍋物）との中から一品、キㇺチ二品、醤類二品、チョリㇺ一品、クイ一品、ナムㇽまたは生菜（センチェ）一品、ジョン（煎）一品、常備菜（チャンアチ、塩辛、チャーバン）一品
- 七楪飯床：二汁七菜。ご飯、スープ、チゲ、チㇺまたはジョンゴㇽ、キㇺチ二品、醤類二品（または三品）、ジョン一品、片肉（ピョニュク、茹で肉）またはフェ（刺身）一品、チョリㇺ一品、クイ一品、ナㇺル一品、生菜一品、常備菜（チャンアチ、塩辛、チャーバン）一品
- 九楪飯床：二汁九菜。ご飯、スープ、チゲ二品、チㇺ一品、ジョンゴㇽ一品、キムチ三品、醤類三品（または二品）、ジョン一品、片肉またはフェ一品、チョリㇺ一品、クイ一品、ナムㇽ一品、生菜一品、チャンアチ一品、塩辛一品、チャーバン（干物）一品
- 十二楪飯床：二汁十二菜。ご飯二品、スープ二品、チゲ二品、チㇺ一品、ジョンゴㇽ一品、キㇺチ三品、醤類三品、片肉一品、ジョン一品、フェ一品、チョリㇺ一品、クイ二品、ナムㇽ一品、生菜一品、チャンアチ一品、塩辛一品、チャーバン（干物）一品、卵一品

## 様式・マナー

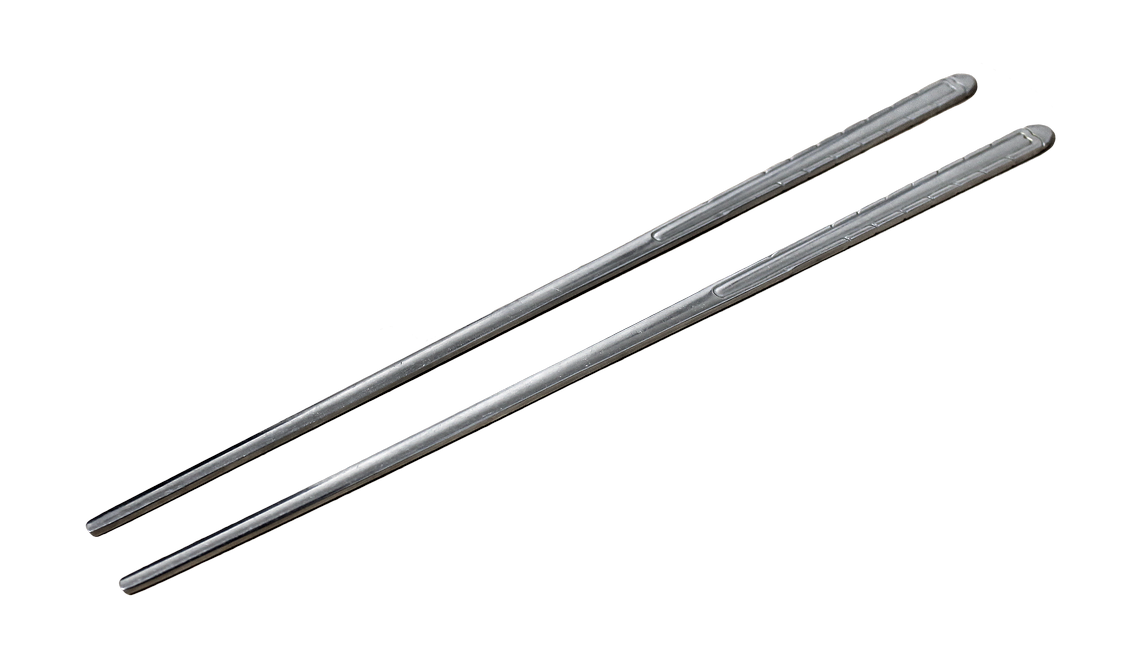
チョッカラッ

### 金属製の箸と匙
食事には、金属製の箸（チョッカラッ）と匙（スッカラッ）を用いる。
かつて王族や両班は銀や真鍮の食器や食具を使用していた。これは、権力争いによる毒殺から身を守るためで、銀は砒素に触れると変色することから、銀が使用されるようになったが、現在の韓国では、白いプラスティック製やステンレス製の食器が一般的である。匙と箸は、日本と同じく横向きに置いていたが、現在では食卓の右側に縦向きに並べる。匙と箸を併せてスジョ（匙箸）といい、匙と箸を置く日本の箸置きのようなものはスジョパッチム（수저받침）という。箸を器の上に置くのは日本と同様にマナー違反であるが、食事中、匙を器の中に入れておいたり、器の端にかけておいたりすることもある。
米飯が盛られたステンレス容器を「コンギパッ（空器飯/공깃밥）」といい大韓民国朴正煕政権下で増え続ける米の消費量に対して米の消費を抑えるために1976年からステンレス製の小盛りの米飯を飲食店に義務付けた名残とされる。正確に直径10.5cm、高さ6cmであったが現在はこの規制は存在しない。

### 茶碗・鉢などの食器を持ちあげない
食事中、茶碗・平鉢・鍾子・蒸し器・皿などの食器を手で持ち上げるのはマナー違反である。そもそも金属製の器は熱伝導が良いため、熱い料理を盛られた器を持ち続けることは器自体の重さも相まって困難である。
韓国料理での食器は持ち上げずに卓上に置いたまま、ご飯や汁物は匙で、汁のないおかずは箸を使って口に運ぶ。ただし、スンニュン（お焦げに湯を加えてお茶のようにしたもの）を飲む時や、冷麺を食べる時、汁物を食べ終わって最後に飲み干す時などは、器を持ち上げても構わないとする見解もある。ご飯（パプ）を汁物（クㇰ）に浸し、混ぜて食べる（クㇰパプ=クッパ）のはマナー違反ではない。床に座って食事をする場合、片膝立座で座るのが朝鮮の正式座法である。

### 年長者への敬畏
儒教の影響で、目上の人より先に箸を付けず、目上の人と酒を酌み交わす際には左手をひじや胸に添える。また目上の人の前で飲酒をする場合、目下の者は目上の人から顔を背け、手で口元を隠して飲まなければならない。また女性は、酌をしてはいけない。食事中の喫煙は目上の人の前では許されず、たとえ街角の屋台であっても、年長者に先立って煙を吹かすのは不快感を与える場合があり、言付け程度の許可は必要である。ただし現在は、完食して「ごちそうさまでした」でも問題ない。

## 韓国伝統料理の種類

### 節日の料理

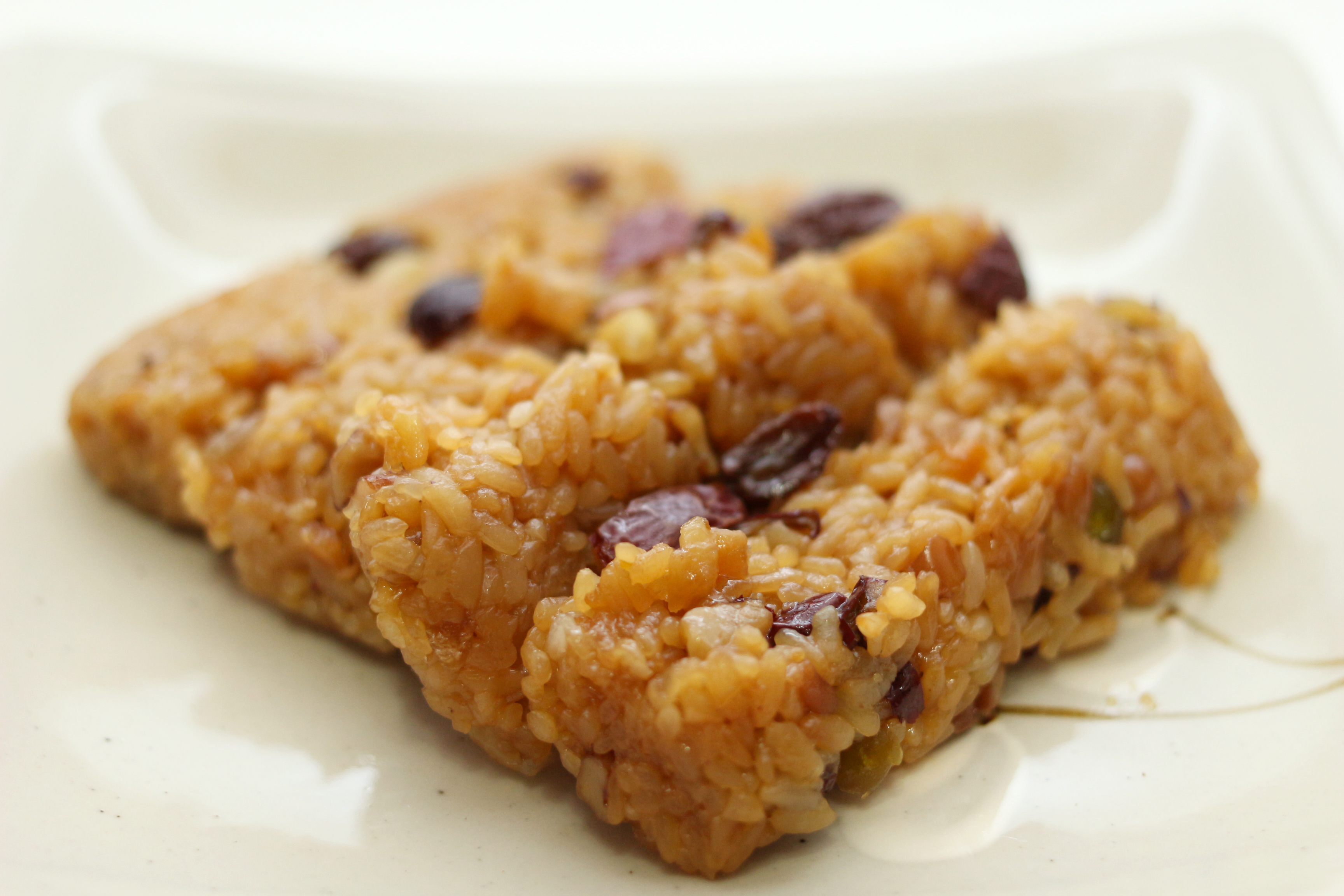
薬食

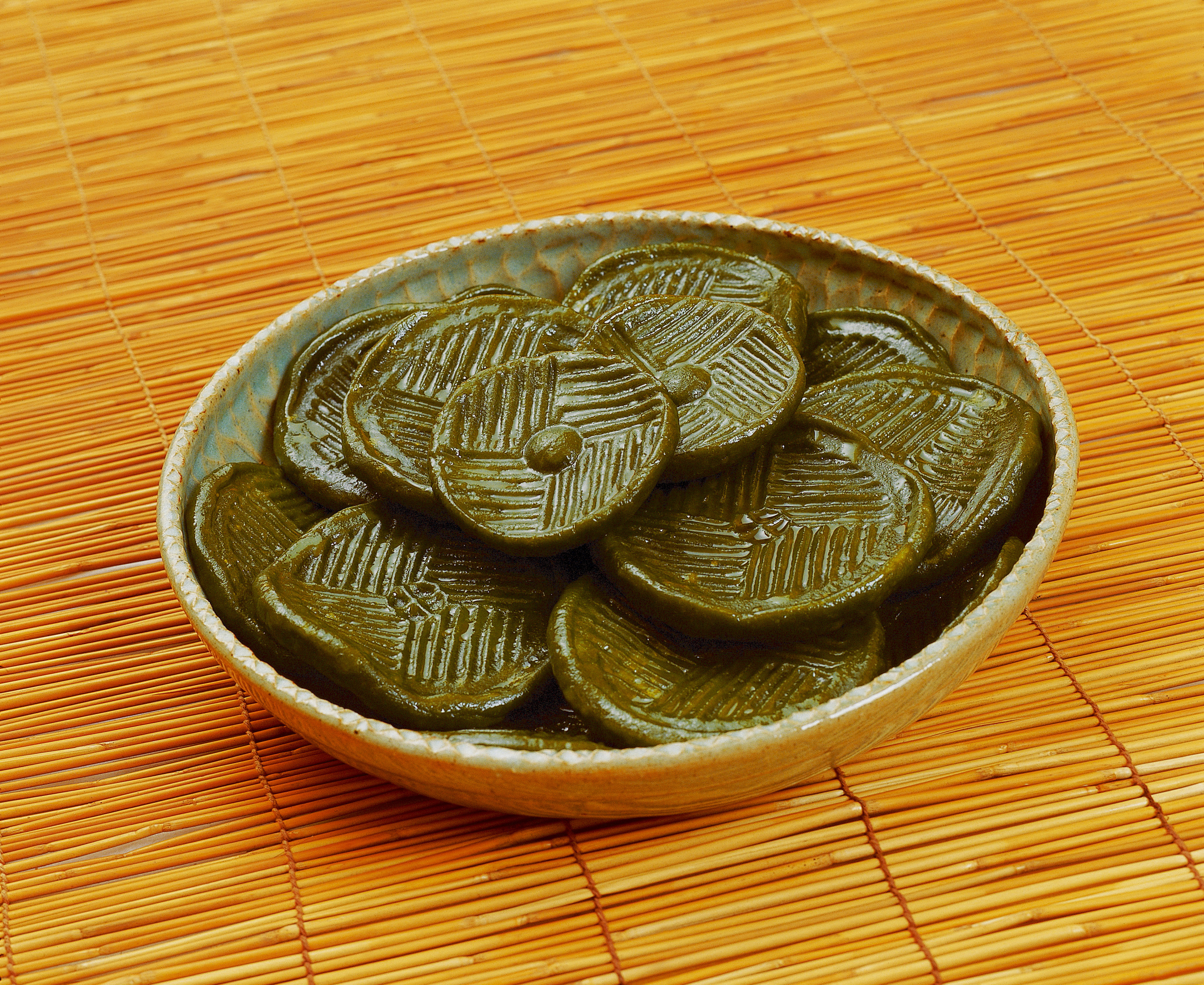
車輪餅

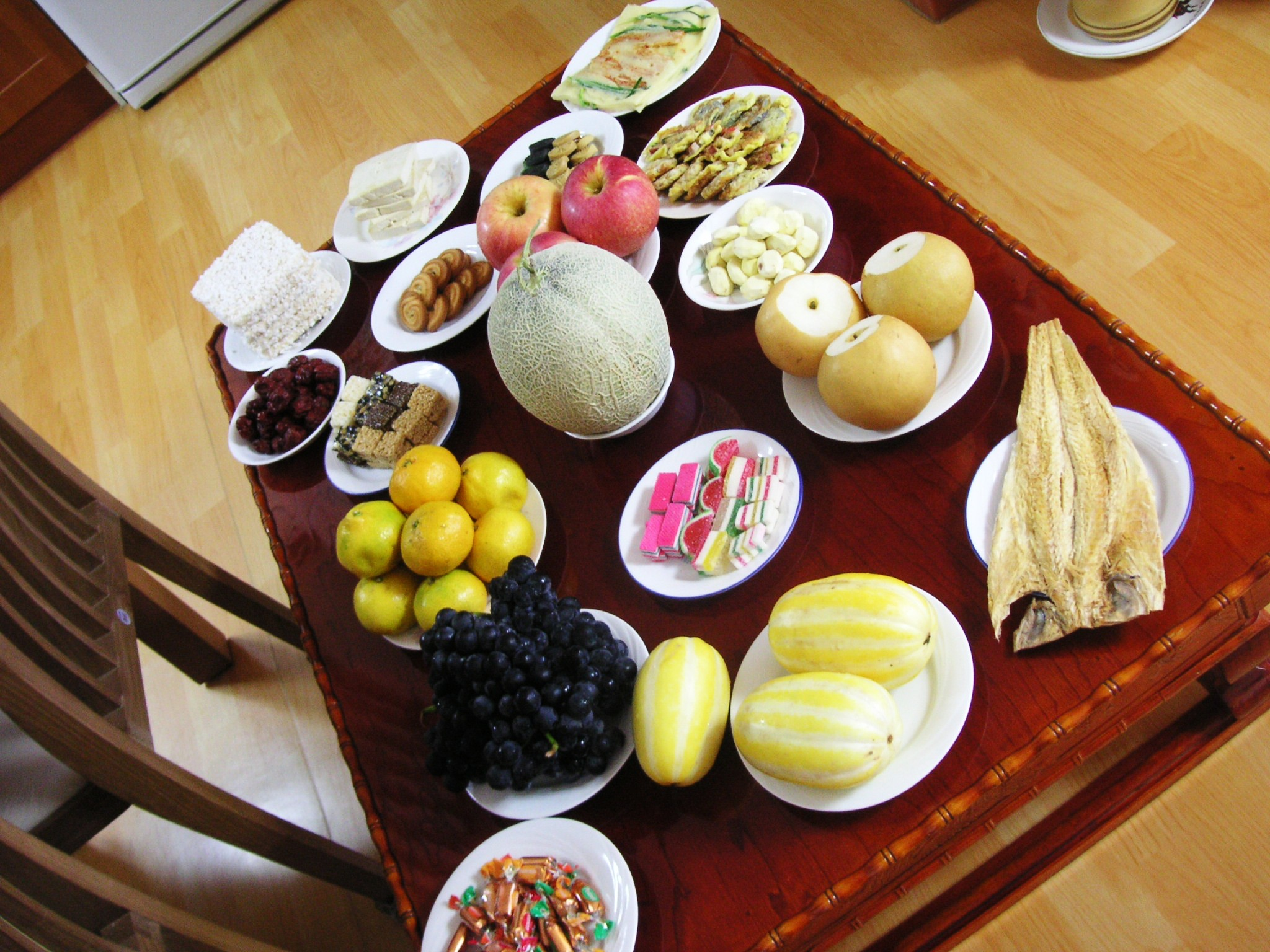
秋夕の供え物
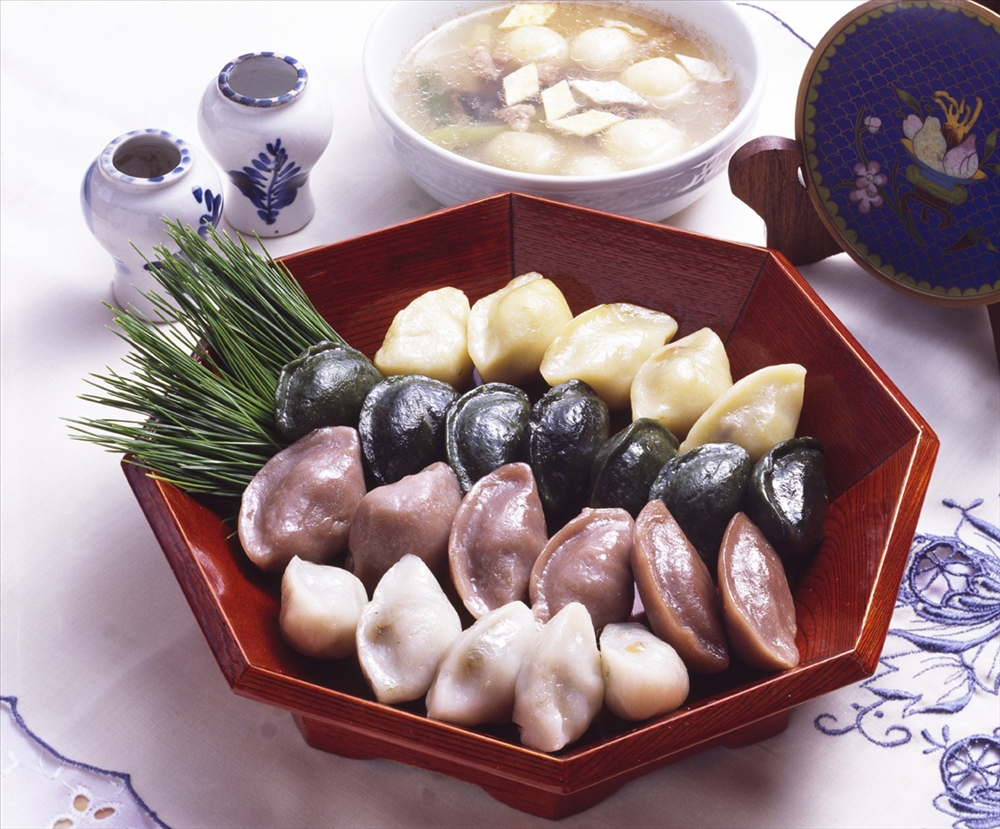
ソンピョン

太陰暦によって行事を行い、四季毎に家庭で食材を仕込む習慣がある朝鮮半島では、行事に合わせてチョルシク（節食）と呼ばれる特別料理を食べる伝統もまだ生きている。中国や日本の習慣とも関連がある。
ソルラル
正月、旧暦1月1日。おせち料理に当たるセージョンサン（歳饌床）。トックㇰ（トックの雑煮）、油菓（ユグァ、韓菓の一種で、揚げ菓子）、肉類、シッケなどを用意する。

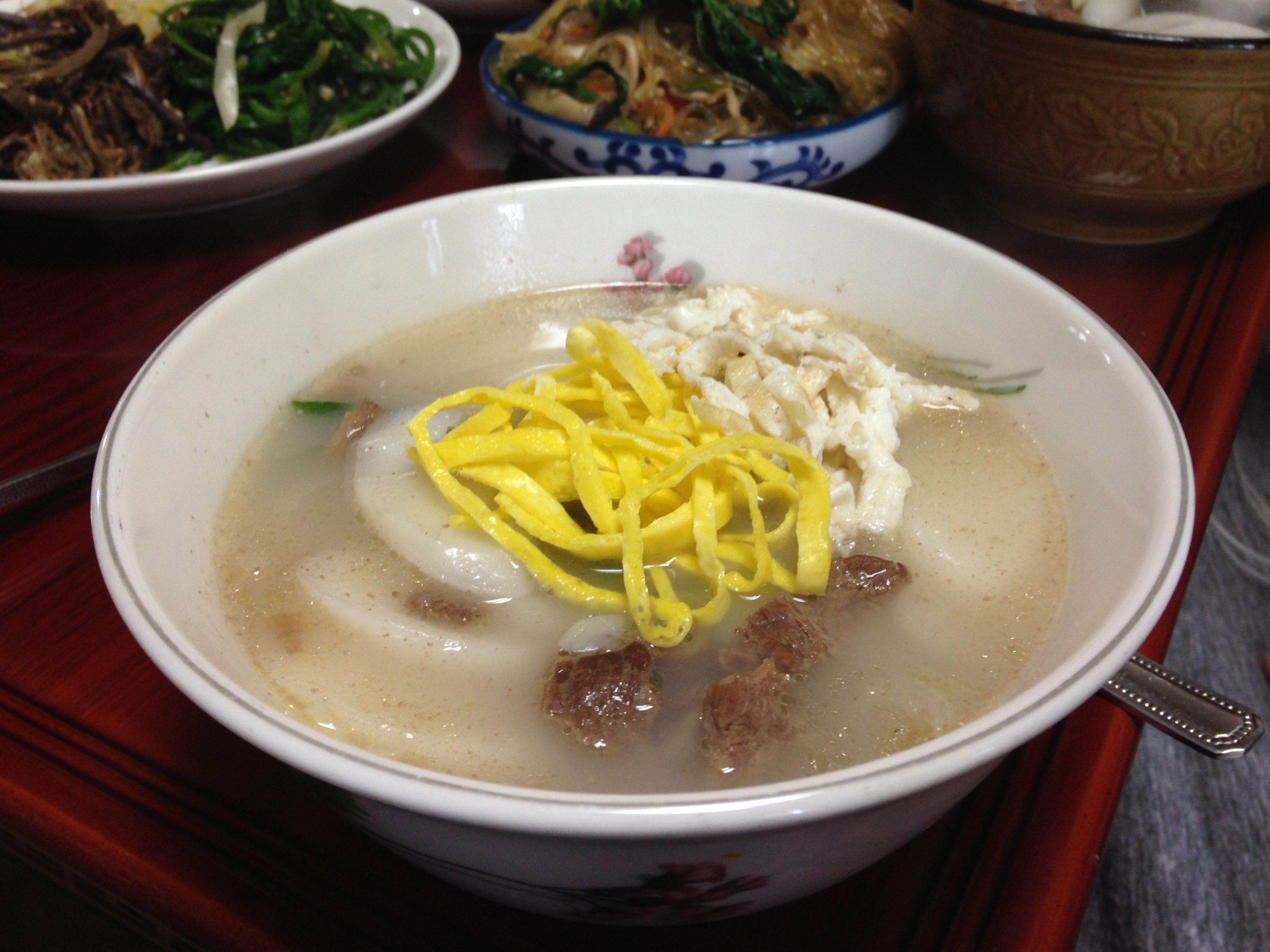
トックㇰ（雑煮）
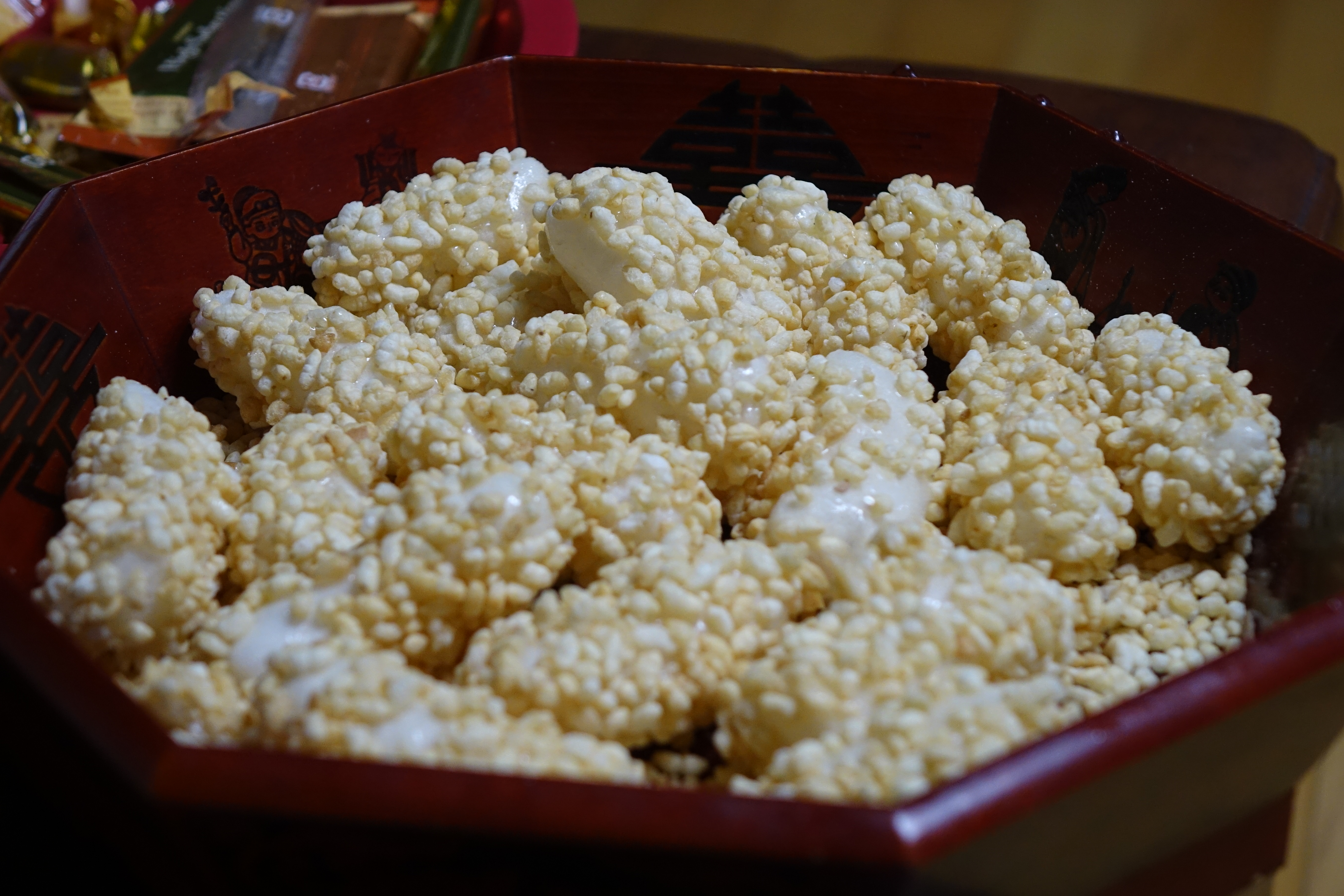
油菓

テボルム
小正月、旧暦1月14日から15日。ナムルとともにオゴㇰパプ（五穀飯）を9回食べる他、薬食（ヤㇰシㇰ）を食べる。
- 薬食

サムジンナル
上巳、旧暦3月3日。野に出て遊ぶファジョンノリ（화전놀이）を行う。ツツジが咲く地方では、チョウセンゴミシと蜂蜜を入れた汁にゆでたツツジの花を入れたチンダルレファチェ（ツツジの花菜）を飲む。春の花を乗せて焼いた丸いお焼き、ファジョン（花煎）を食べる。

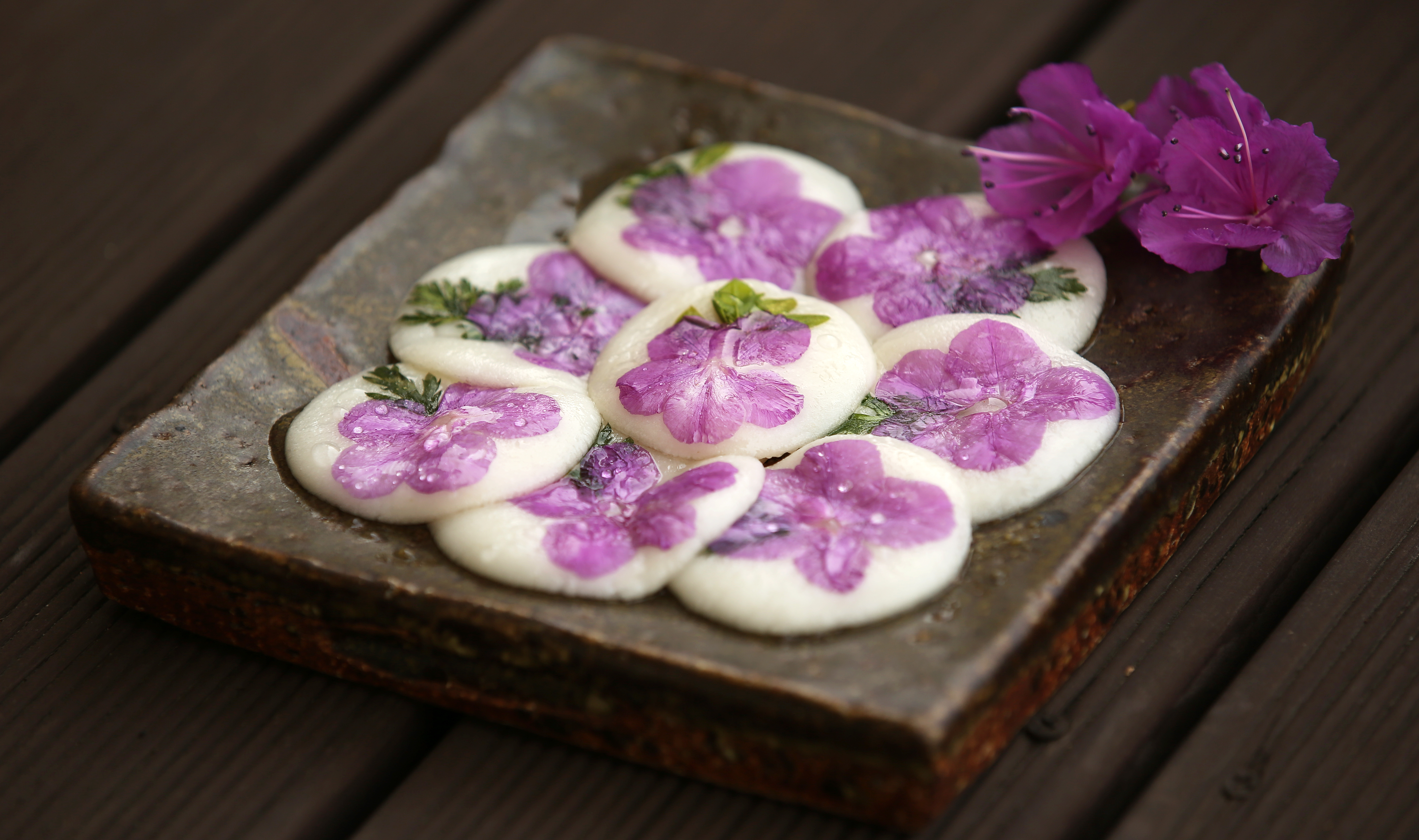
花煎

燈夕（トゥンソク）
4月8日の灌仏会。寺に参ったり、精進料理でもてなす。
端午（タノ）
旧暦5月5日。ヨモギやチョウセンヤマボクチを練り込んで車輪の型で押したトック（車輪餅 チャリュンビョン）やユスラウメのファチェをいただく。
- 車輪餅

秋夕（チュソク）
旧暦8月15日の仲秋節。先祖に供えるための供え物を用意する。リョクトウなどの餡を詰め、松葉と共に蒸したソンピョン（송편、松편）というトックを食べる。
- 秋夕の供え物
- ソンピョン

冬至（トンジ）
厄払いにパッチュク（小豆粥）を食べる。

### 地方料理

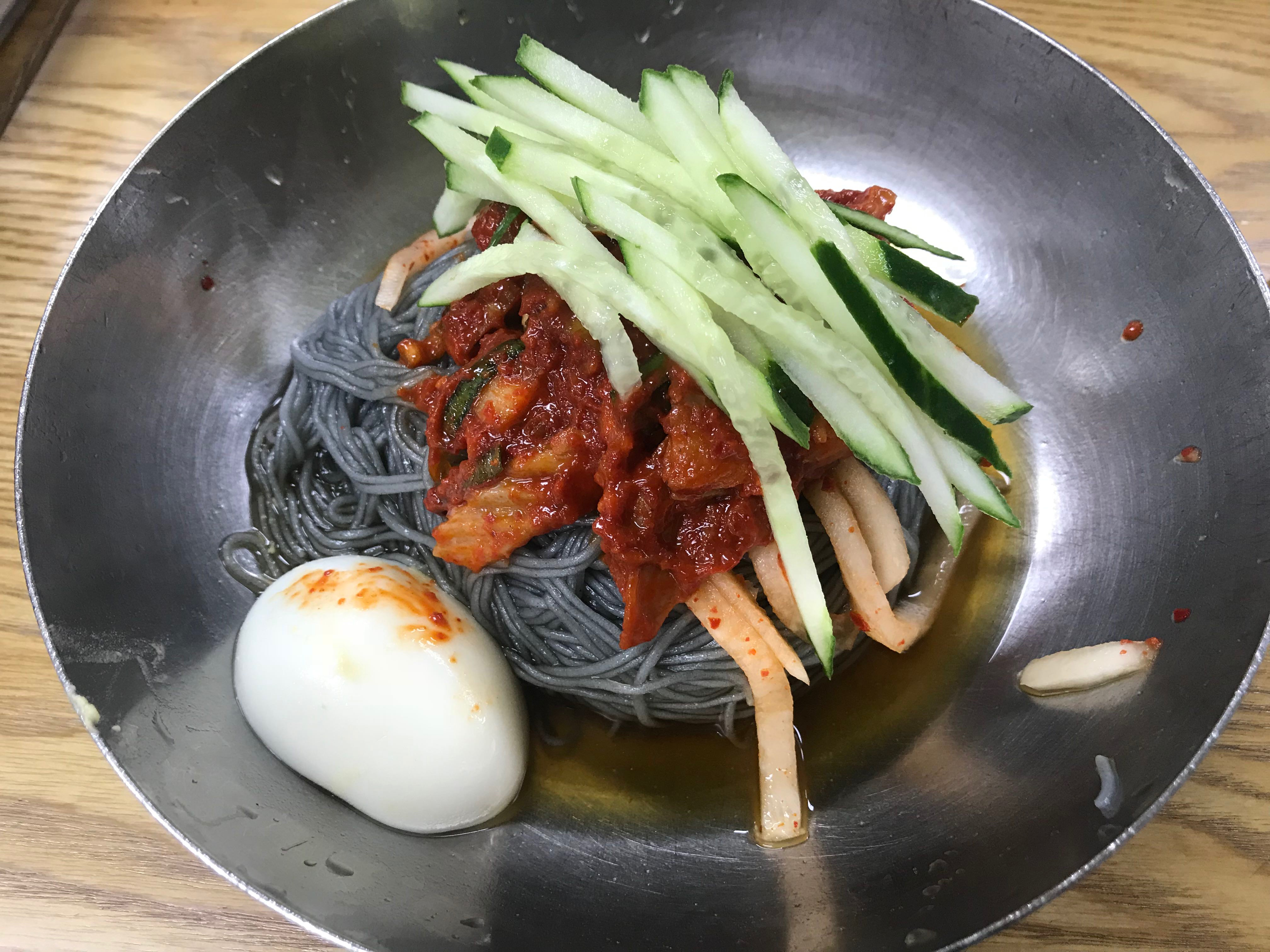
咸鏡冷麺

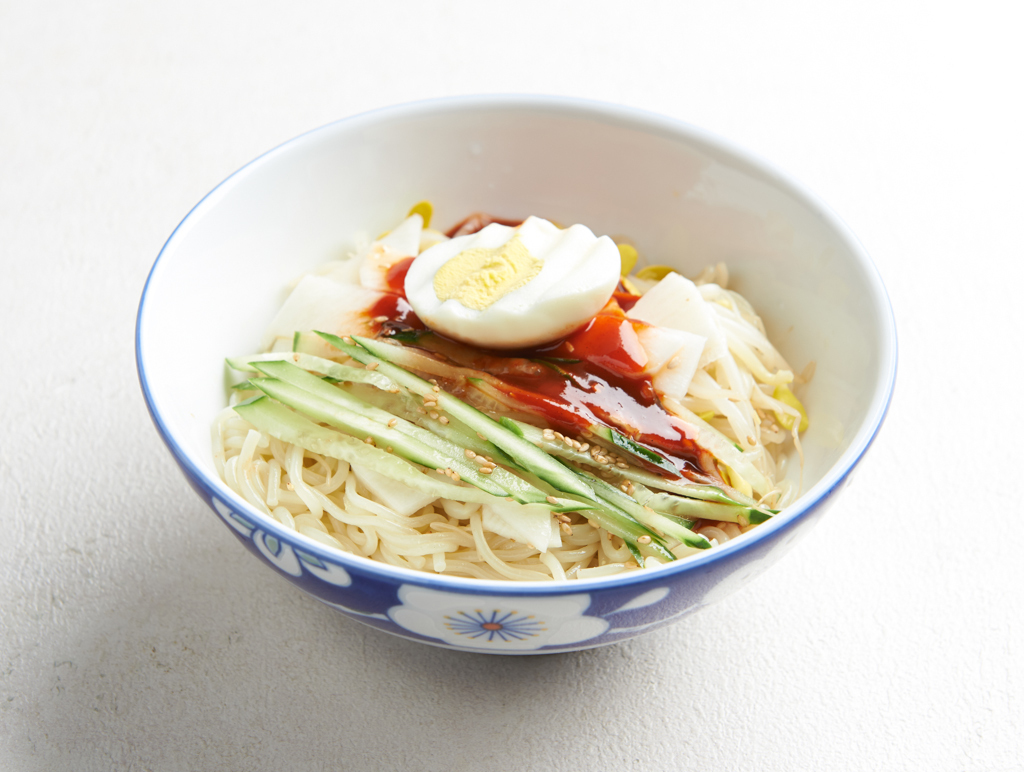
チョルミョン
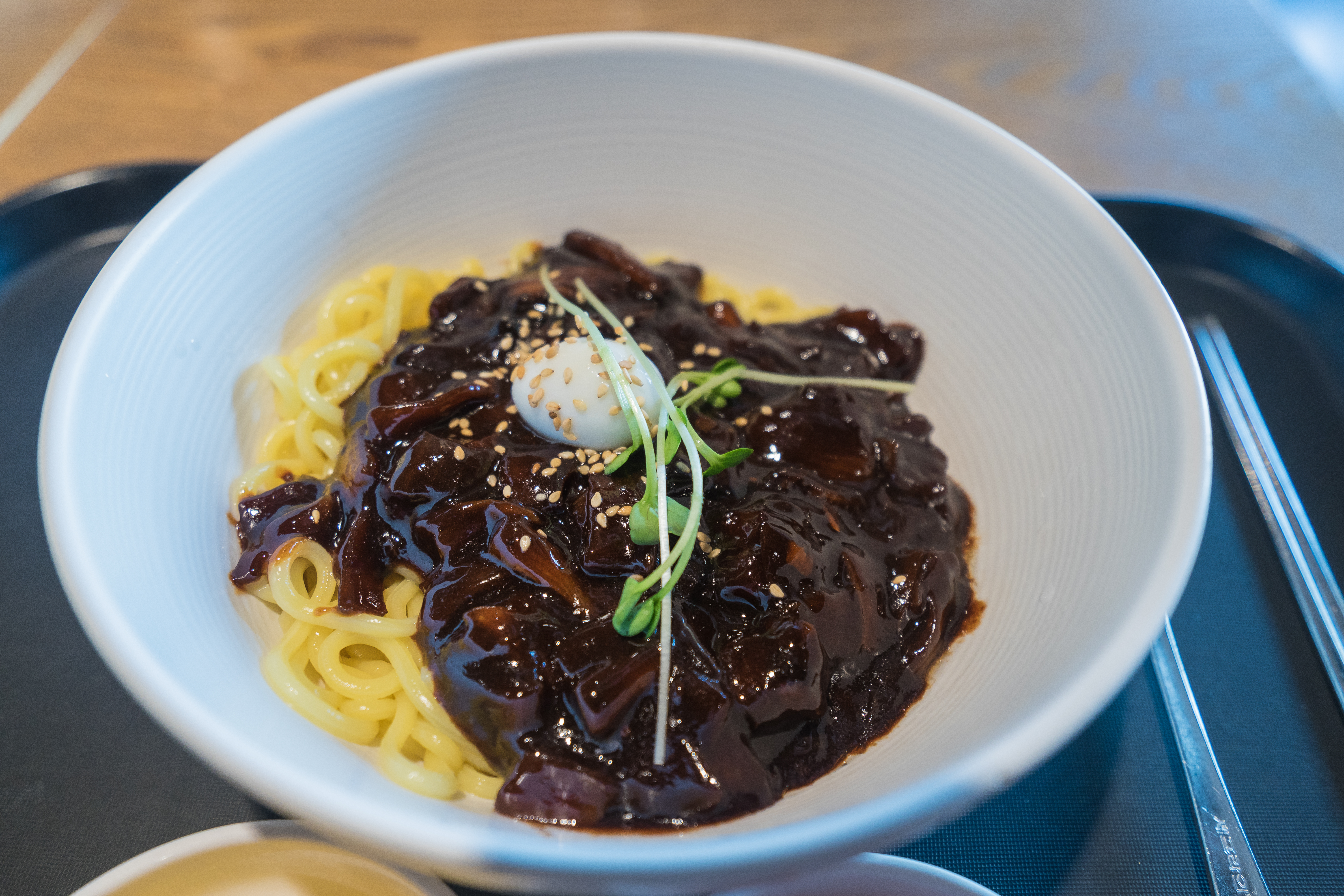
チャジャンミョン

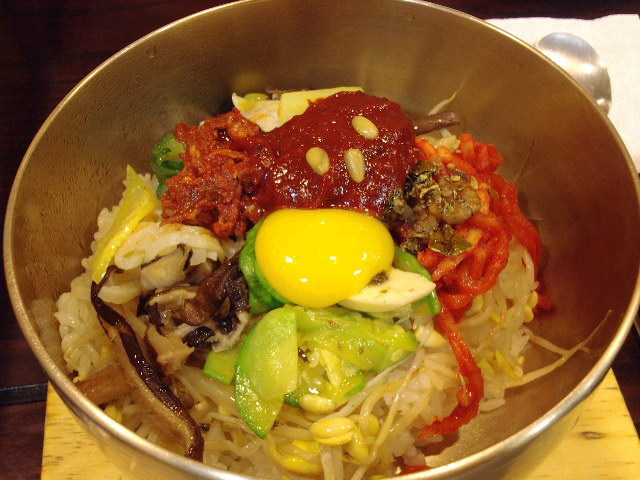
全州ビビンバ

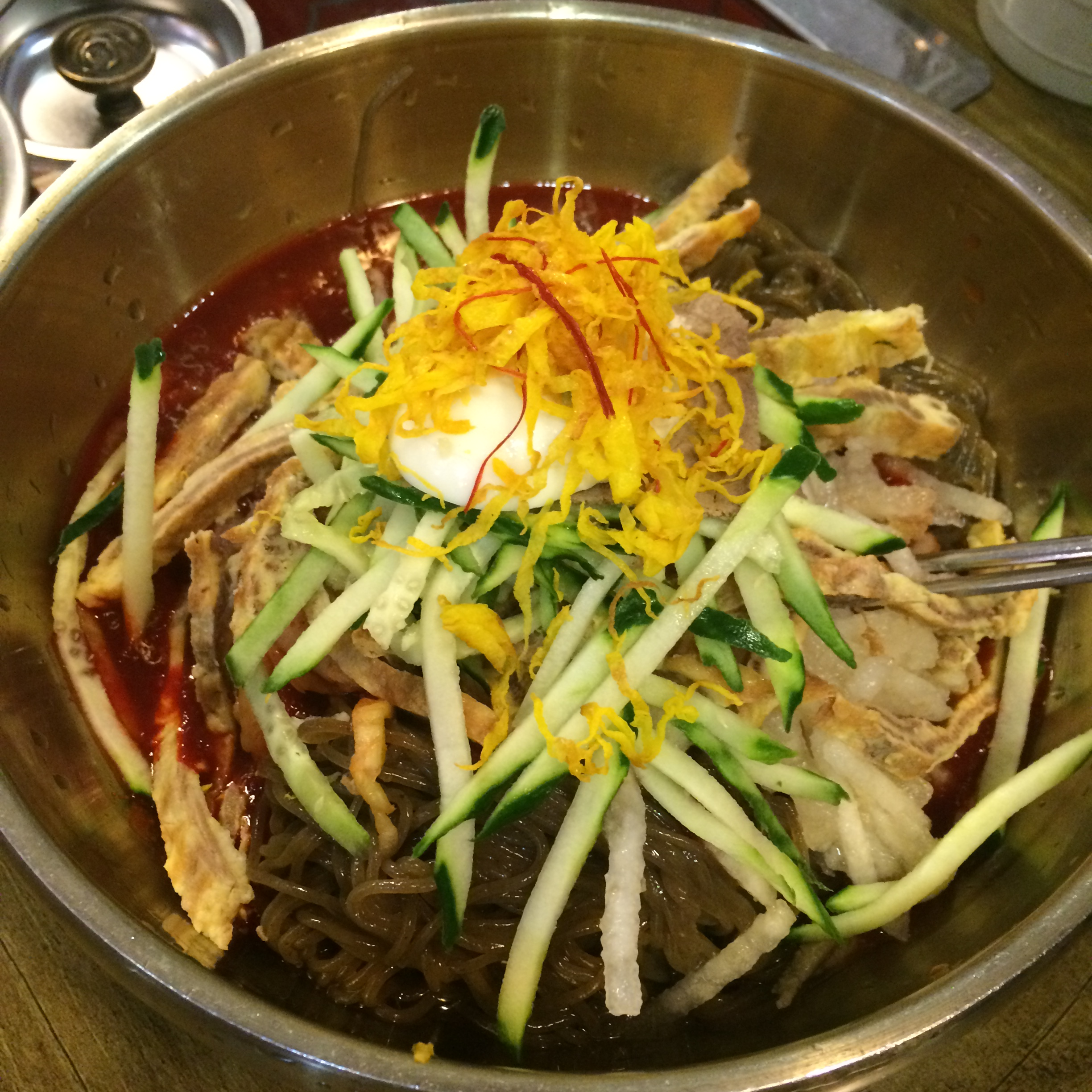
晋州冷麺
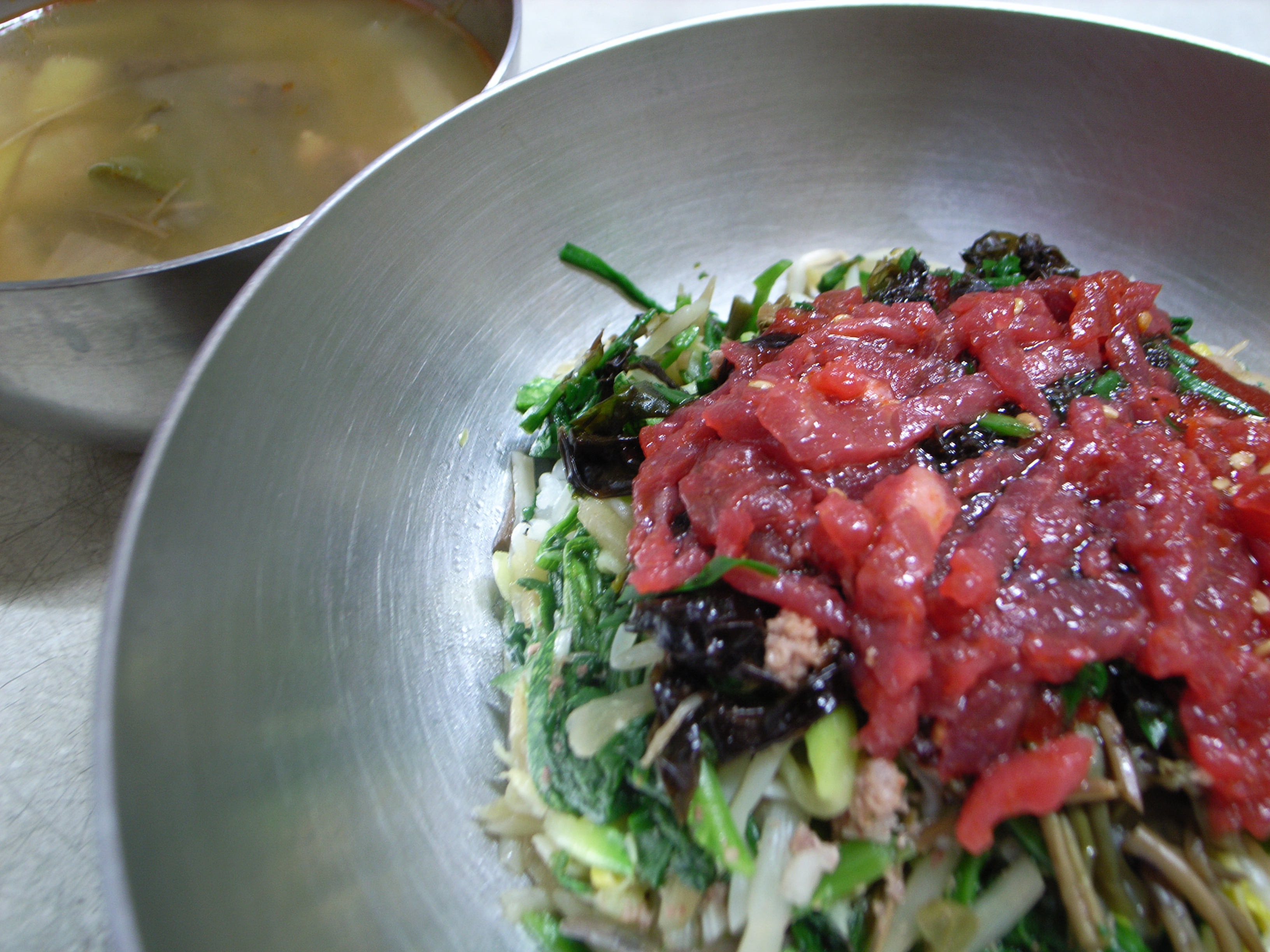
晋州ビビンバ
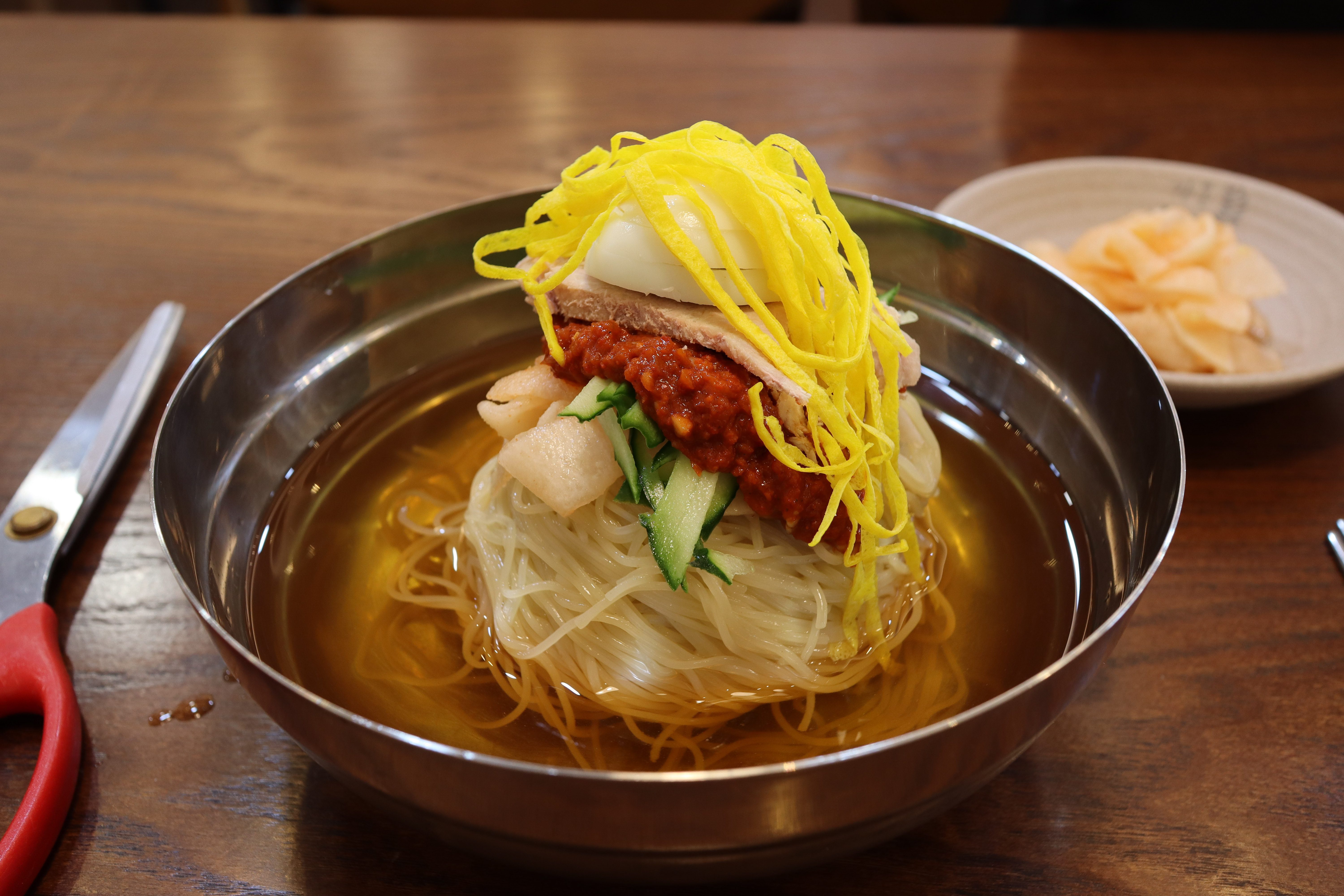
ミルミョン
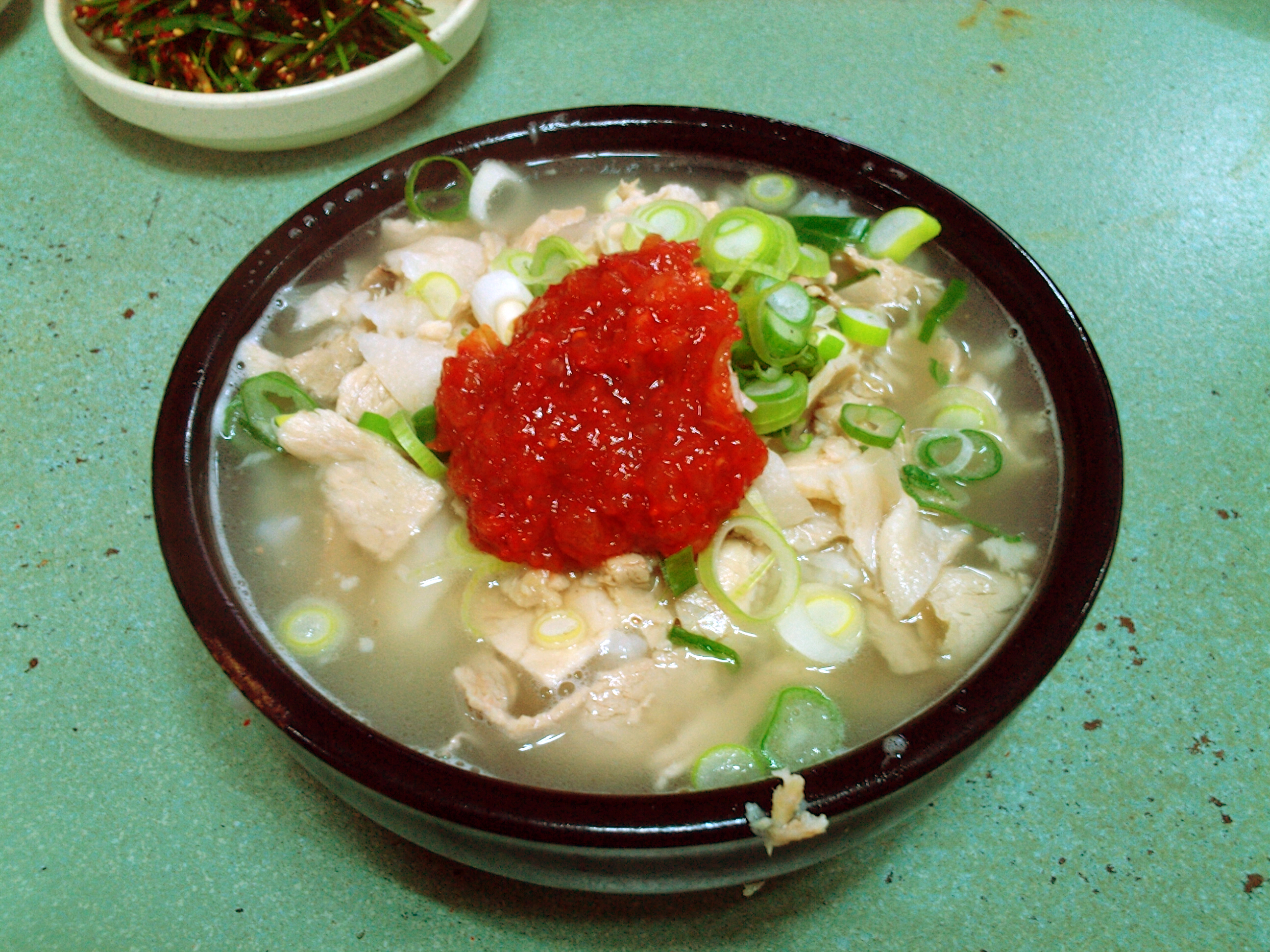
テジクッパ
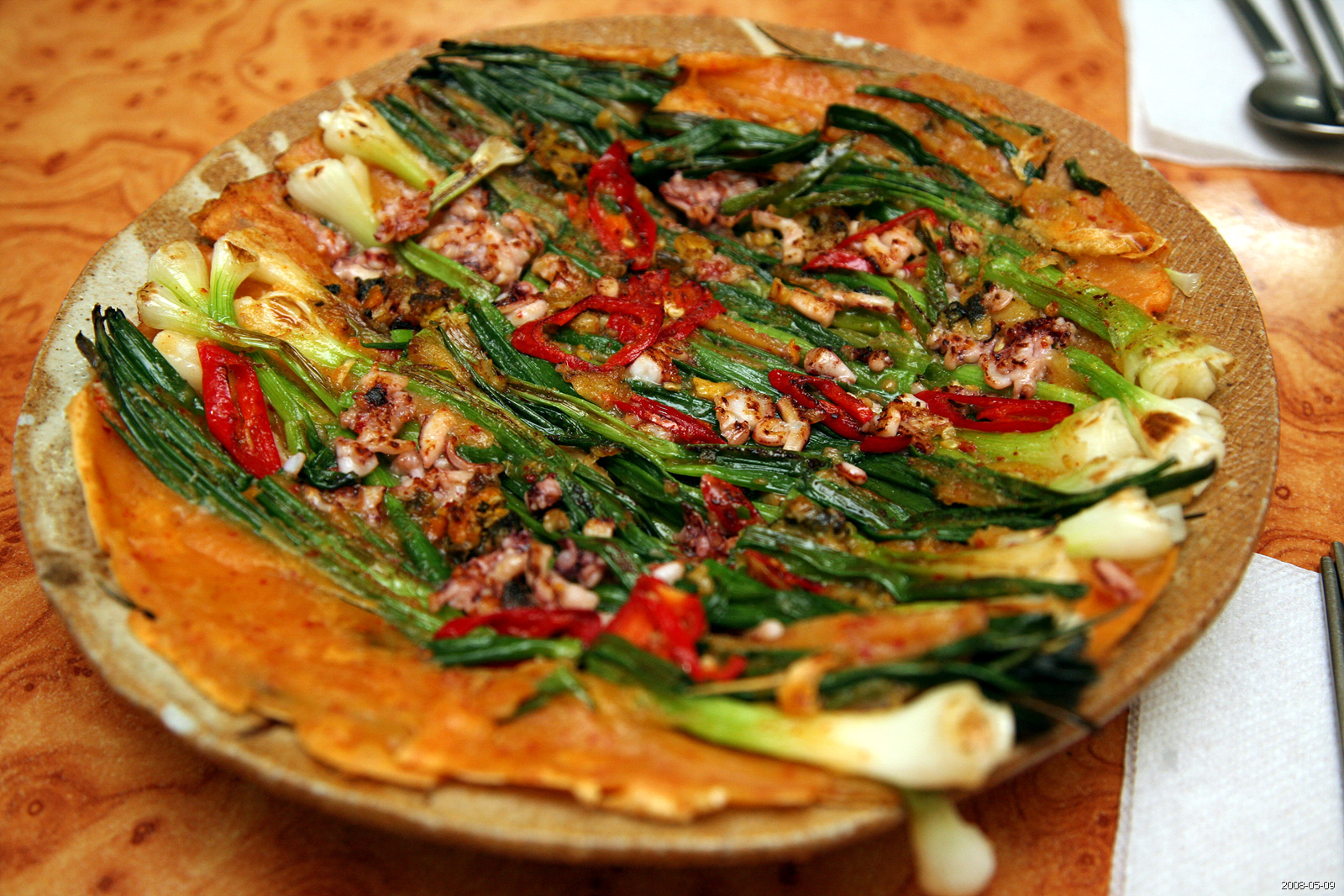
東萊パジョン

韓国には、人は生まれ育った土地のものを食べていれば健康が保てるという意味の「身土不二（シンドブリ）」という言葉が日本から渡り、好まれて使われている。ここでは、朝鮮半島およびその他の朝鮮民族居住地域の地方料理を紹介する。
平安道
麺類では、温暖な朝鮮半島南部で小麦粉の麺・カルグクスが発展したのに対し、寒冷な朝鮮半島北部ではソバやジャガイモが栽培され、蕎麦粉にリョクトウやジャガイモの澱粉を混ぜた生地の麺・冷麺が発展した。麺にも地方ごとにさまざまな特色があるが、とりわけ有名なものが平壌冷麺である。この平壌冷麺と開城湯飯そして現在は韓国領内の全州ビビンバの3つが、李氏朝鮮時代の三大料理とされる。冷麺のスープには大同江の水が使われ、その水のおいしさが冷麺の味の秘訣とされる。冬にオンドル部屋で食べる冷麺の味が最高とされ、「以冷治冷（イネンチネン）」すなわち冷たさで寒さを治める食べ物とされた。1920年代にはすでに平壌市内に冷麺を売る店があり、麺だけ買って家でスープをかけて食べられることも多かった。韓国には、朝鮮戦争によって北側から南側に移り住んだ人々が冷麺店を次々に始めたため、急速に広まった。現在でも、韓国の冷麺店では郷土を懐かしむ北部訛りの人々が集まるという。平壌で最も有名な冷麺店は「玉流館」であり、料理人300人、1日1万食を売るという大店舗である。脱北者によると「玉流館」で食事をするのは軍や党の幹部以外の一般庶民にとって容易ではなく、職場で食券の配給を受ける必要があったという。食券のない者は朝から当日券のために並ぶ必要があり、そのためのダフ屋もいた。1999年、「玉流館」がソウルに支店を出店して話題となったものの現在は閉店している。北朝鮮の味付けは淡白、薄味が好まれるとされ、この平壌冷麺も拍子抜けするほどあっさりしたスープの味が本物に近いという。玉流館で修行経験がある料理人が2000年に脱北し、現在、ソウルで玉流館レシピで作る平壌冷麺の店を経営している。
そのほか、腸詰を入りの汁かけ飯「スンデクッパ」も北朝鮮が本場であり、北からの移住民によって韓国に広まった料理である。また、温飯（オンバン）も平壌で発達したクッパの一種である。

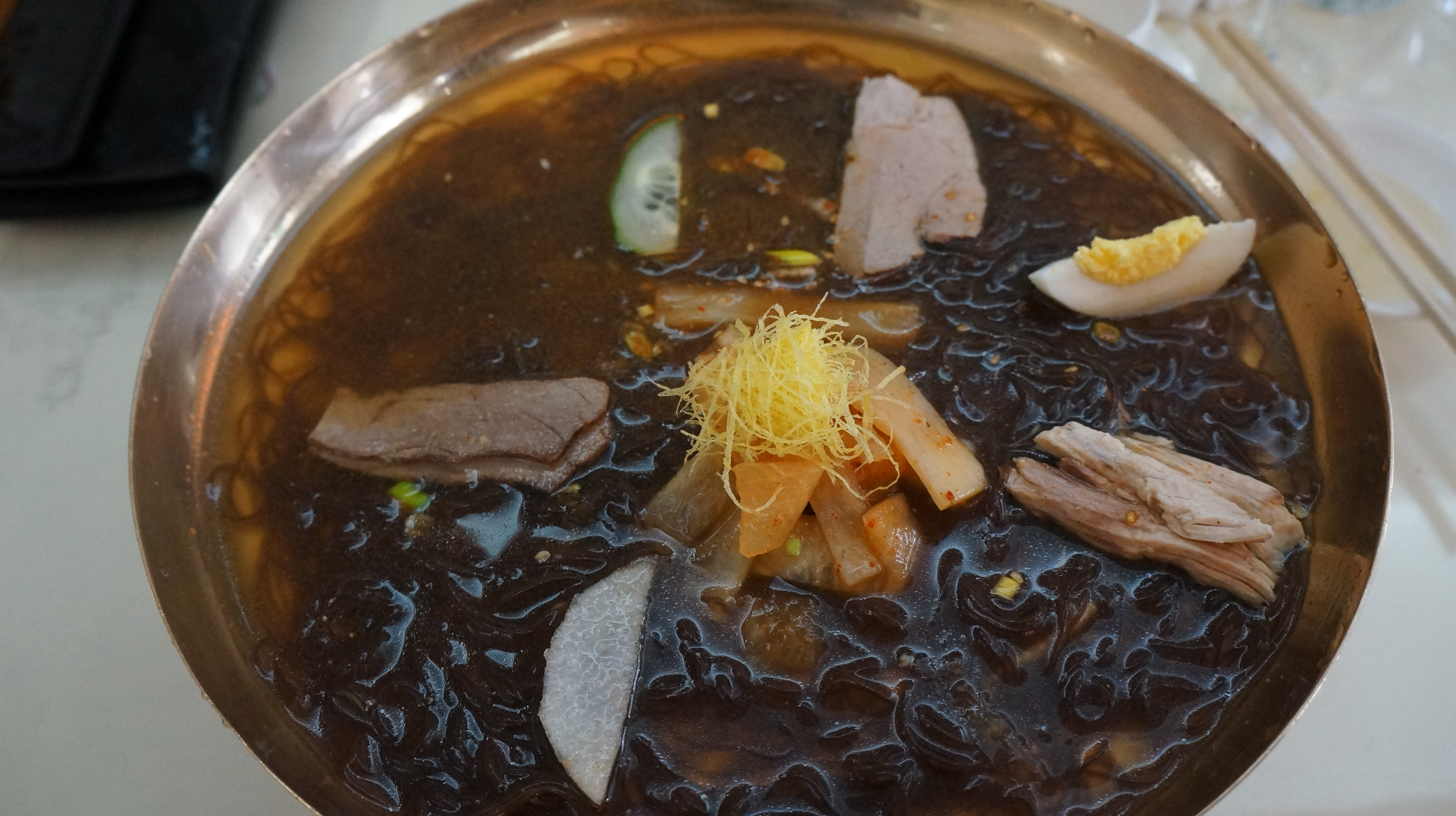
玉流館の冷麺

咸鏡道
咸鏡道で多く取れるジャガイモのでんぷんから作った麺に、辛いコチュジャンだれをからめたビビン冷麺（ノンマグクス）は、平壌冷麺と並んでよく知られている。韓国では咸興冷麺と呼ぶが、これは咸鏡道出身者によって平壌冷麺と差別化のために名づけられた呼称である。平壌冷麺と比べて麺が容易に噛み切れないが、咸鏡道出身者にとっては噛み切ることで冷麺の味が分かるという。
- 咸鏡冷麺

黄海道
黄海道は穀倉地帯で、北朝鮮のほかの地域に比べて食文化が豊かとされる。北朝鮮で有名な海州ビビンバは豚の油で炒めた飯を使うのが特徴。また生のナムルではなく干したものを使うことも特徴である。また、北朝鮮では淡白な味を好むためか、ビビンバはコチュジャンではなくカンジャン（醤油）で食べるという。
京畿道
1970年代の仁川で、冷麺工場"クァンシン製麺"で間違って太く作られた冷麺の麺に、甘辛いたれをからめたチョル麺が生まれた。また仁川の中華街が発祥といわれる韓国式の炸醤麺、チャジャンミョンも有名である。
- チョルミョン
- チャジャンミョン

忠清道
朝鮮半島の中西部に位置し、米や麦などの穀物類を中心にクㇰス（汁麺）・トック（餅類）などの種類も多い。カルグクスの前身ともいわれるジェムルクッスが有名。味付けは比較的薄味で量は大目に供される。
全羅道
後百済の都があった全羅道は肥沃な平野に属し、穏やかな気候ゆえ古来から農耕文化の中心であった。また海産物や山菜が豊富であったゆえ食文化が発達し、現在味といえば全羅道として韓国人に認識されているほど食文化の本場とされている。それは、グルメ番組で店主が全羅道出身であることが強調されるほどだという。
全州文化院のソ・スン院長によれば、全羅道で食文化が発達した背景には、宮廷料理、両班の料理、庶民の料理が分けられていた王朝時代において、食材豊かだった全羅道は他の地域に比べて庶民が両班の料理をまねしやすく、両班の料理が郷土料理として定着したことにあるという。
ビビンバで最も有名なものが全州ビビンバである。韓国でビビンバといえば、全州式であることが多い。南北東西と中心を表す「青・赤・黄・白・黒」で具がまとめられているのが特徴である。
また益山市の北にある黄登面には、日本統治時代が発祥の黄登ビビンバがある。
ガンギエイを韓国伝統の手法で発酵させたホンオフェは、全羅道を代表する料理。
- 全州ビビンバ

慶尚道
平壌冷麺や咸興冷麺よりも知名度は低いが、昔から平壌冷麺と並び有名だったものに晋州冷麺がある。1994年の北朝鮮の文献『朝鮮の民族伝統』でも、この二つを冷麺の一番として紹介している。晋州冷麺の他の冷麺と大きく異なる特徴は、海産物を使った独特のスープである。晋州ではかつて「北の平壌、南の晋州」といわれるほど妓生文化が発達しており、この料理は料亭で富裕層の朝鮮人や日本人、妓生たちによって食べられていた。また晋州ビビンバは、彩の美しさから「花飯（ファパン）」とも呼ばれる。起源には諸説あるが、最もよく言われるのは晋州城の戦いのとき、軍人たちが簡単に食べられるように作られたとするものである。
釜山の代表的料理はミルミョンである。釜山鎮区伽倻2洞の店から広まったため伽倻ミルミョンと呼ばれることが多い。「ミル」とは朝鮮語で麦のことであり、その名の通り小麦で作られた黄色い麺の料理である。北部からの移住者が創始者で、米軍が配給した小麦に目を付けて小麦の麺で冷麺を作ったところ、すぐ噛み切れるために気性のせっかちな釜山の人々に好まれたのだという。また、北朝鮮が本場のスンデクッパが釜山に伝わった際、釜山の人々は内臓食を好まず、戦後に比較的入手しやすかった豚肉をのせ、すぐに用意できるテジクッパが生まれたといわれる。東萊パジョンは、東萊と機張郡で採れるネギを入れることによって生まれた独特なパジョンである。酢入りのコチュジャン、チョコチュジャンを付けて食べる。
- 晋州冷麺
- 晋州ビビンバ
- ミルミョン
- テジクッパ
- 東萊パジョン

江原道
江原道の料理は、太白山脈を擁する山深い地形で平地に恵まれないため、ソバの栽培が盛んである。デンプンを加えず蕎麦粉のみを用いた麺マッククス（マッククス）と、蕎麦粉を溶いて薄くクレープのように焼いた、メミルジョンピョン（チョントック）という料理が知られている。

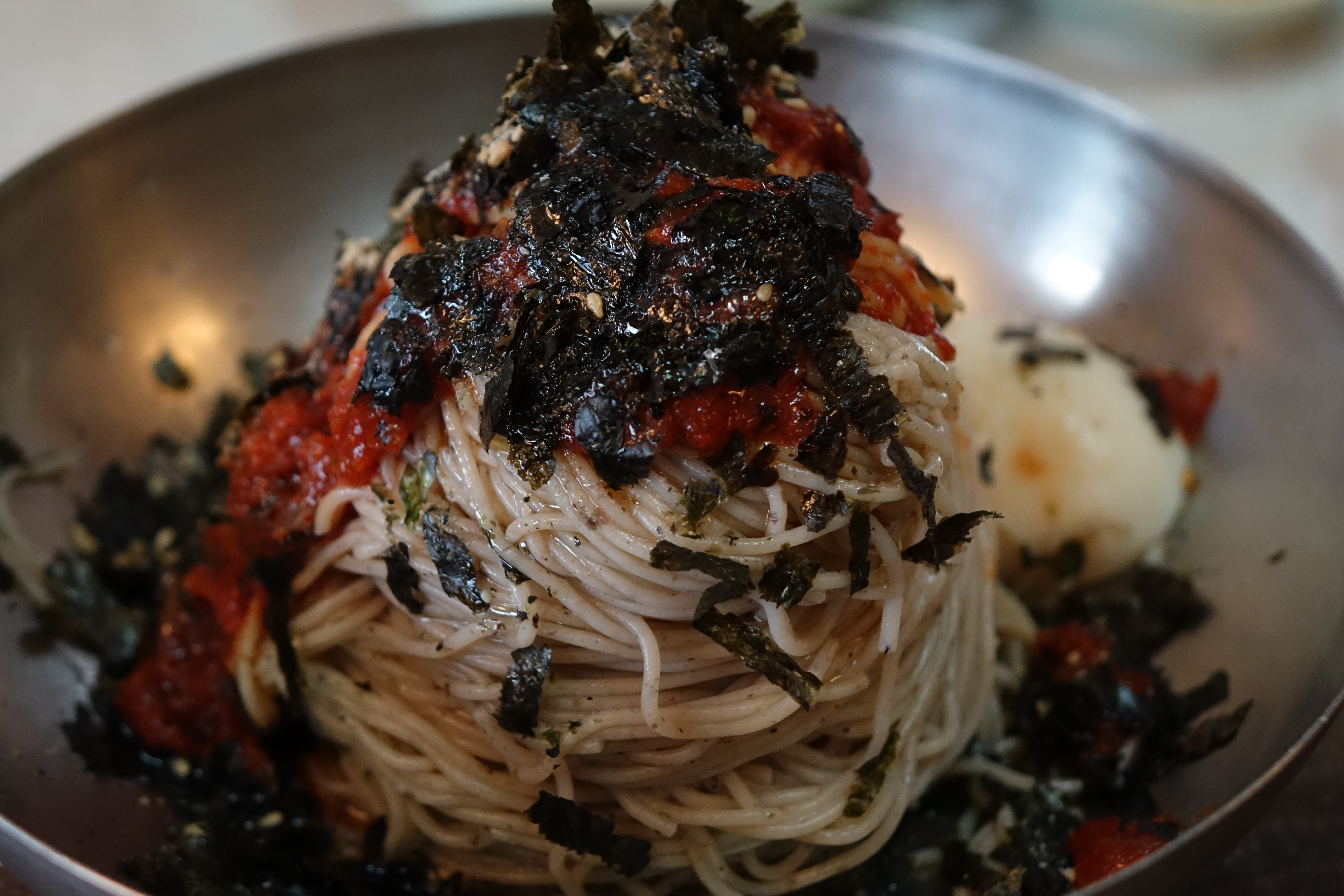
マッククス
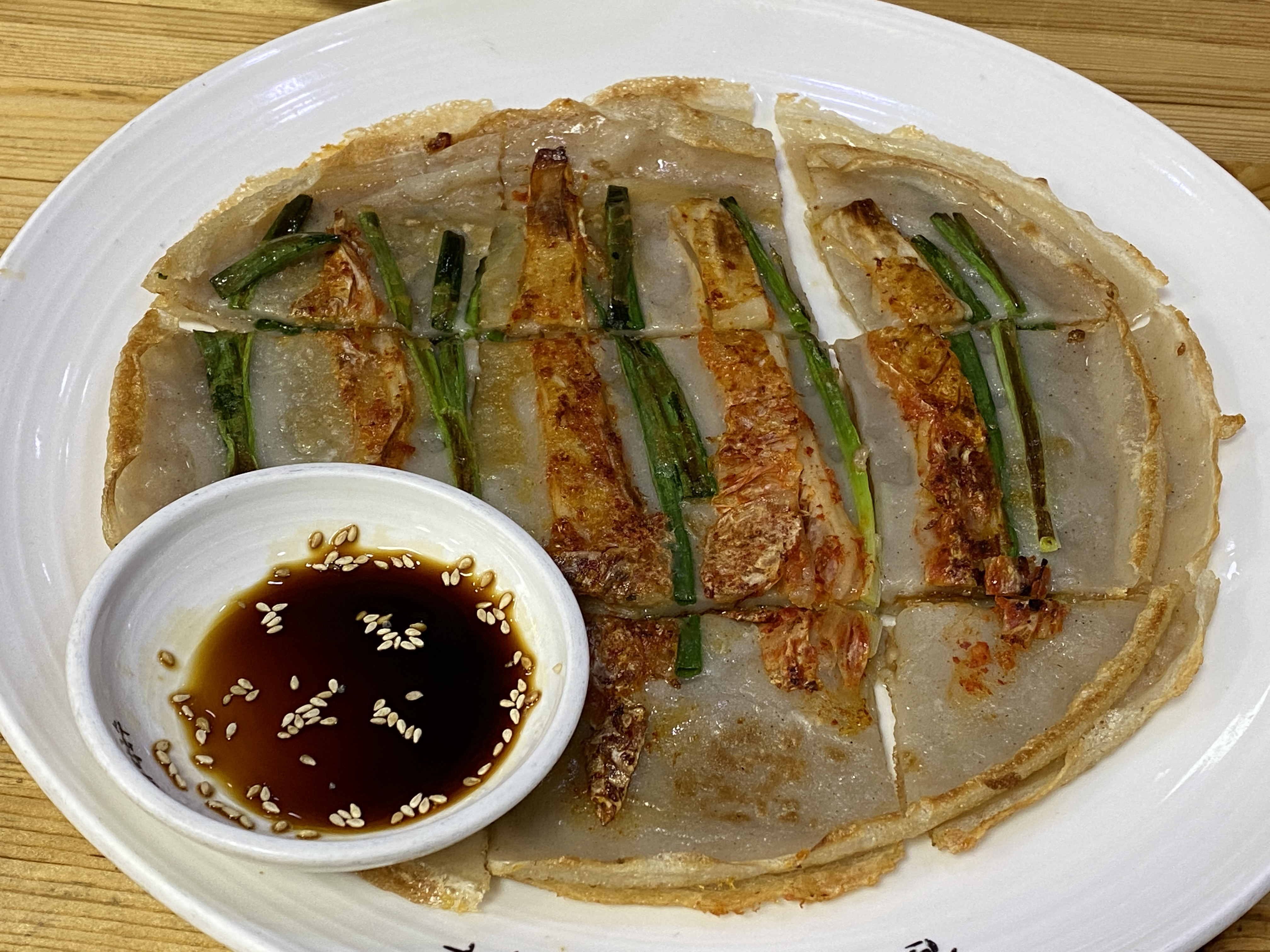
メミルジョンピョン

済州道
温暖であるが火山島のために肥えた土壌が少なく、また、元朝が済州島の住民への嫌がらせのために消化の悪いソバの種を伝えたため、朝鮮で初めてソバの実が伝わったのが済州道である。チョントックとよく似たピントックという料理がある。周囲はケンサキイカ、アカアマダイ、タチウオなどの漁や、アワビ、ウニ、ワカメなどの海女漁が盛んな海のため、これらを使った料理が多い。刺身とキュウリ、ゴマなどの薬味を唐辛子や酢で味を付けた氷入りの汁で食べるムルフェ、フェ、干物の焼き魚、アワビ粥（チョンボクチュク）、ウニワカメスープ、海産物スープのトゥッペギなどが有名。また、伝統的には家庭の厠で飼っていた黒豚（フクテジ）を使ったオギョプサルやプルコギなどの焼き肉料理も有名。味付けは、唐辛子の辛みが少ない。

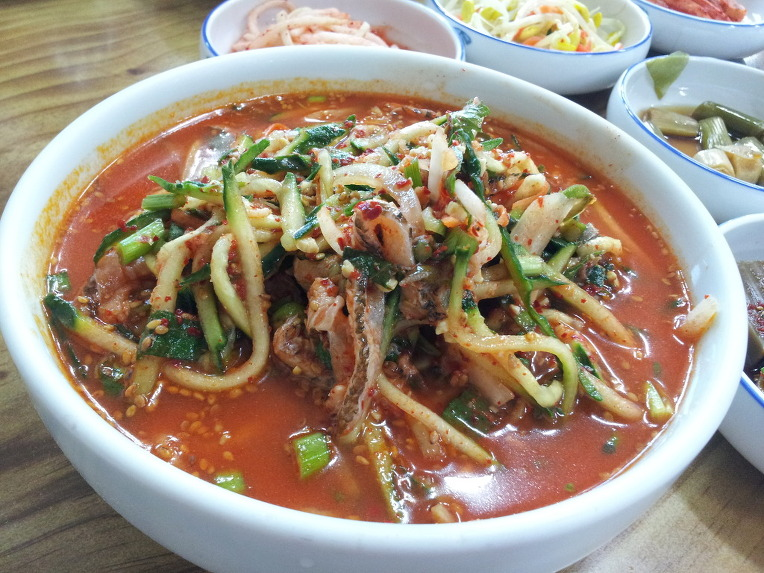
済州島式、スズメダイのムルフェ

朝鮮族
中国の吉林省などの東北三省に多く居住する朝鮮族の料理は、中華料理の地方料理である東北料理に影響を与え、近年は中国の各地にも店が増えつつある。また、犬肉文化が盛んである。延吉市内には多くの犬肉料理店があり、市内を走る海蘭路は「狗肉路」と呼ばれている。

### 外食料理（主に大韓民国）

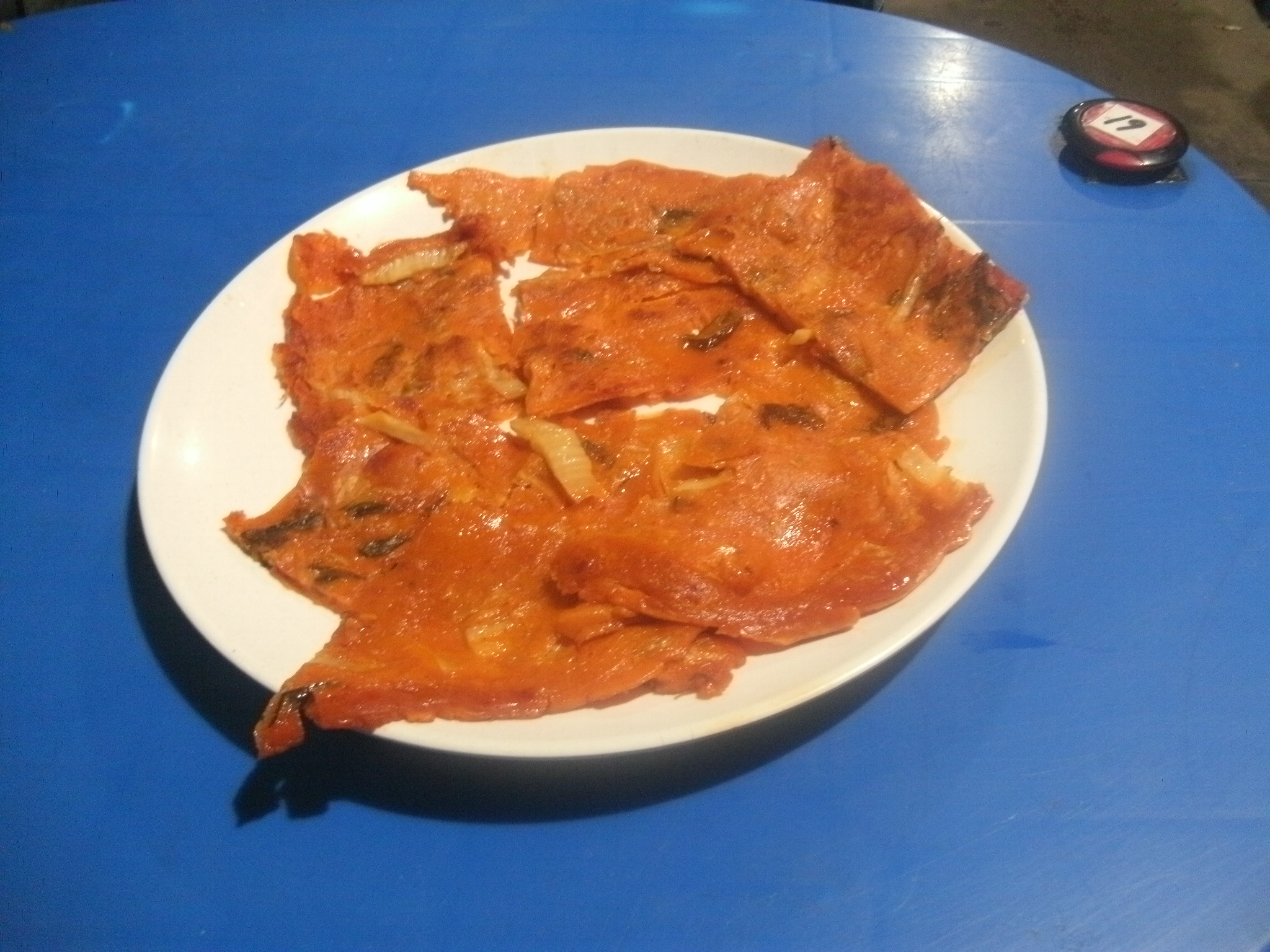
ソウル・仁寺洞の屋台で出されたチヂミ

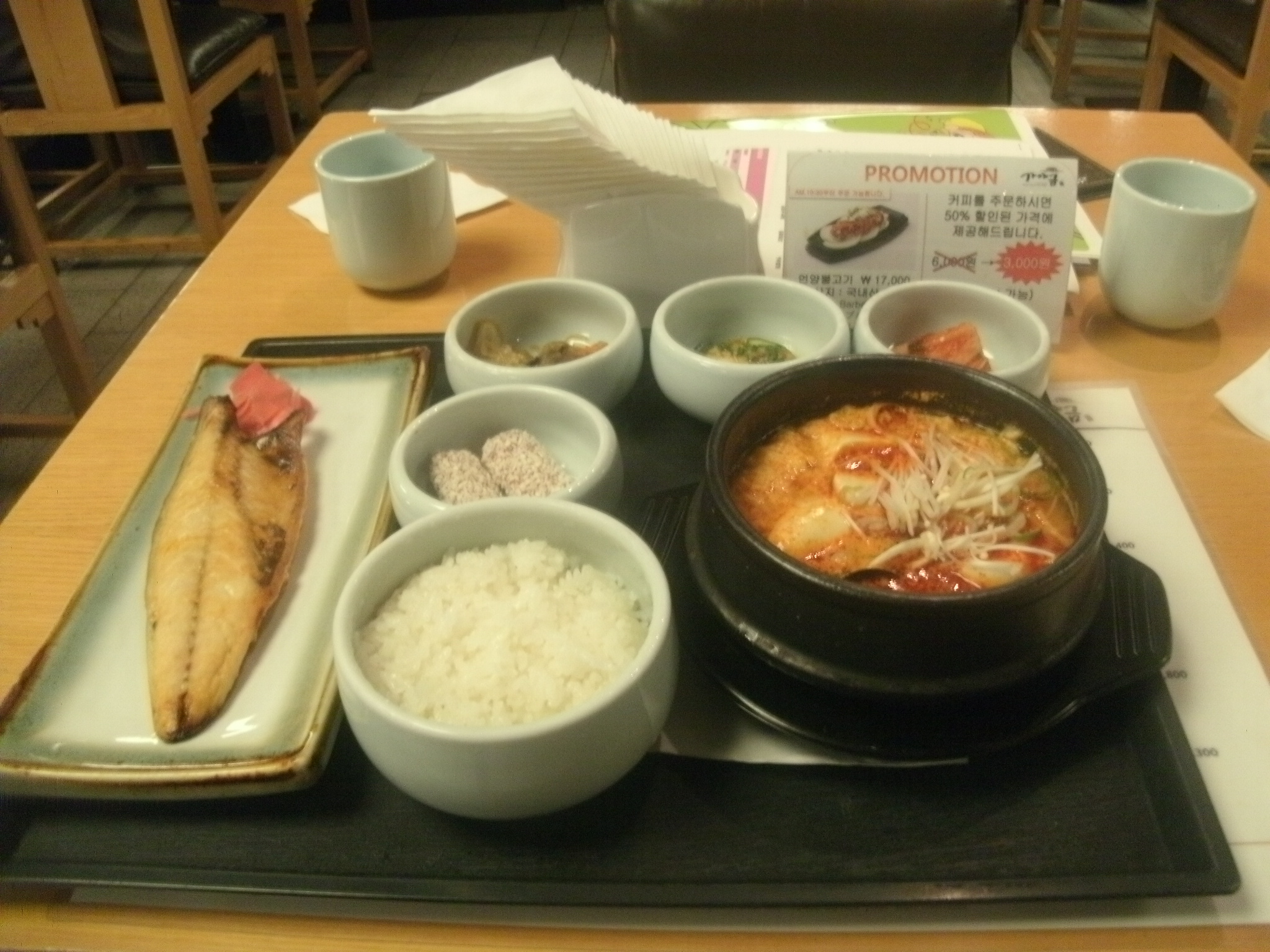
仁川国際空港の食堂で出された朝食。定食には大根キムチなどが決まってついてくる。

庶民の生活に定着しているものに屋台がある。屋台にはノジョム（露店）とポジャンマチャ（「布張馬車」＝幌馬車）がある。ノジョムはトッポッキ、キムパプ（韓国式海苔巻き）、トースト（ホットサンドのこと）などの軽食や、ホットク、プンオパン（たい焼きに似た「フナ焼き」）などのおやつ類を販売し、立ち食いが主となる。いっぽう、ポジャンマチャは可動式の飲み屋で、椅子を置き、周囲をビニール幕などで覆うことが多い。リヤカーを改造した程度の小規模なものが主流だが、周辺にテーブルセットをいくつか配して大型の店舗形態を成すものもある。厳寒の冬季にはストーブを入れて営業する。メニューは酒の肴となるモツや魚介の炒め物、スンデなどから、スープや麺類まで幅広い。
日本の居酒屋的存在といえるのがHOF（ホープ）である。一見した限りではバーのような外観のところも多いが、多人数で気軽に飲食できるので若年層に人気がある。学生街や繁華街などに多い店舗形態である。多くのHOFでは客が長居をするほど果物などをサービスで提供する。これはサービス品の単価よりも客回転を下げてでも飲み物（酒類）による利益が高いためである。
その他の庶民料理としてプンシク（粉食）があり、代表としてラミョン（ラーメン）がある。インスタントラーメンを入れる鍋料理「プデチゲ（部隊チゲ）」があるほどポピュラーなラーメンだが、日本のような専門店は一般的ではなく、プンシク店でもインスタントが主流である。このほかマンドゥやキムパブ、トッポッキなどをプンシク店では安価に供する。一方、ラーメンと同様に中国にルーツを持ちつつ、韓国風にアレンジされたチャジャンミョン（炸醤麺）等が中華料理店などの主力メニューになっている。
近年、宮廷料理や家庭料理等を取り入れたコース料理の韓定食が多くの韓国料理店で出されている。クジョルパン（九節板／九折坂）と呼ばれる陰陽五行説に基づいた色とりどりの食材を小麦粉と卵を用いて作られた皮に包んで食べる料理等が有名である。
また、出前文化も発達しており、ピザやフライドチキンなどはもちろんのこと、上記のプンシクやチャジャンミョン、その他さまざまな出前が利用されており、家庭や職場などでも出前を頼むことが可能である。

## 代表的なメニュー

### スープ類（タン／湯、クク）
基本的に具が少なく一人ずつ供されるスープを指すのだが、実際には煮込み料理や鍋料理の様相となるものも多い。スープ（グク）に飯（パプ）を入れて食べるとクッパとなる。
- カムジャタン：名は「ジャガイモ汁」[注釈 2]だが実際は豚の背骨にしゃぶりつく鍋料理。
- カルビタン：骨付き牛カルビ肉で作るスープ。澄んだものと白濁したものがある。
- コムタン：ソルロンタンと似た白濁スープ。牛の尾で作るとコリコムタンと呼ばれる。
- サムゲタン（参鶏湯）：若鶏にもち米と高麗人参、ナツメなどを詰めて煮た薬膳料理。
- ソルロンタン：牛の肉・骨で作る代表的な白濁スープ。食前に各自で味付けする。
- ユッケジャン：牛肉と色々な野菜、ワラビやモヤシなどをゆっくりゆでた辛味のある料理。慶尚北道地域の牛肉のスープに由来する。
- タットリタン：鶏肉とジャガイモなど野菜を辛味で煮込む家庭料理。
- チュオタン：ドジョウをすり潰して入れるスープ。丸のまま入れるものもある。
- トガニタン：牛の膝蓋骨とその付近の肉を煮込んで作るスープ。
- ネジャンタン（内臓湯）：もつと野菜を煮込んだスープ。
- ポシンタン（補身湯）：犬肉の鍋料理。盛夏などに栄養をつけるとして食べる料理。
- メウンタン：ヒラメのアラなどでダシを取って作る、その名も「辛いスープ」。
- テグタン：マダラの切り身が入った辛味のスープ。
- アルタン：たらこを具として辛味に煮込む料理。酔い覚ましに良いと言われる。
- シレギタン：大根などの青菜（シレギ）を辛く煮た汁物。家庭料理。
- ヘジャンクク：酔い覚まし用スープの総称。ソンジ（牛の血を固めたもの）を入れたものなどが有名。
- ミヨックク：ワカメスープ。冷たいまま、もしくは凍らせて食べる。

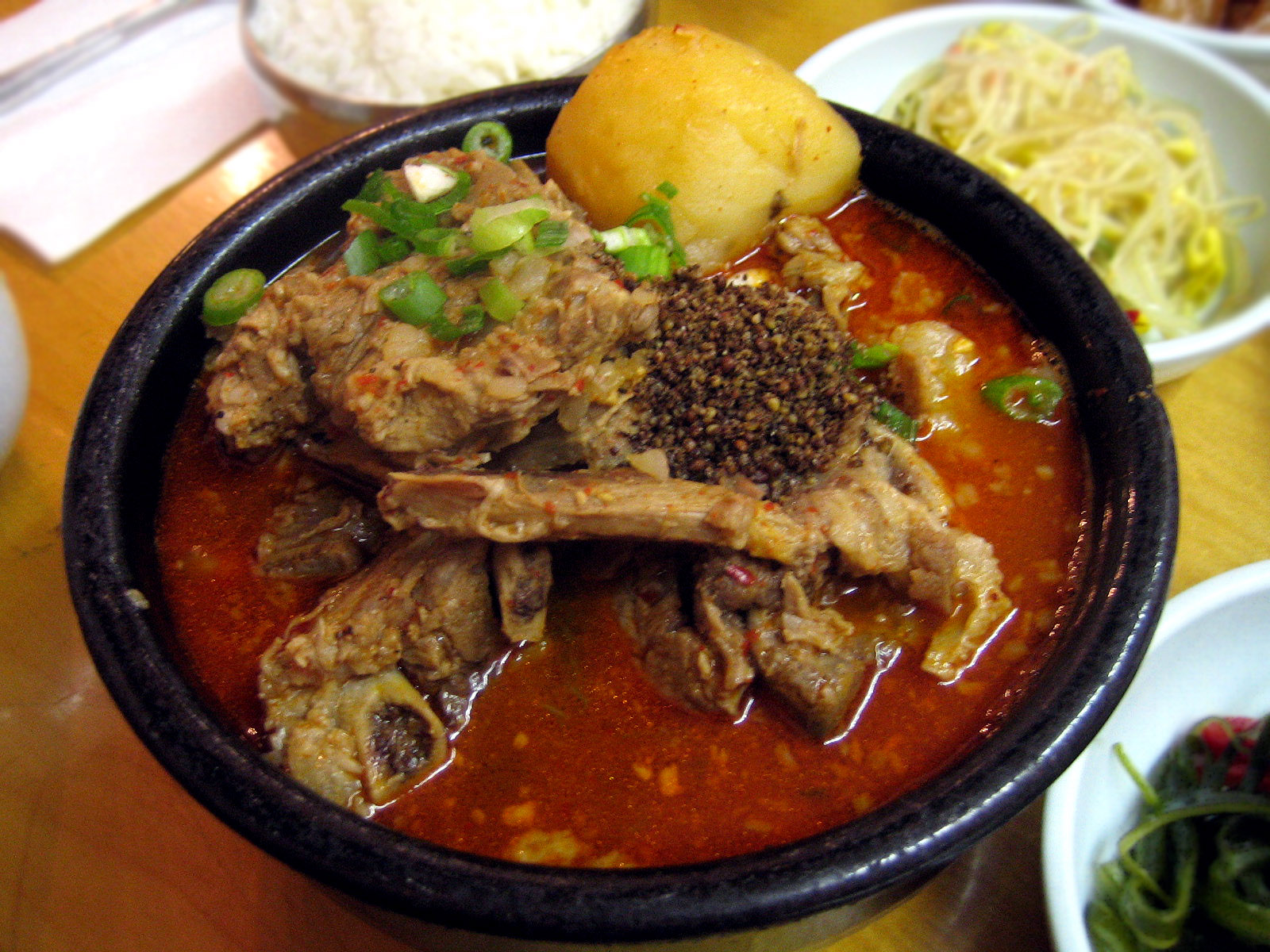
カムジャタン
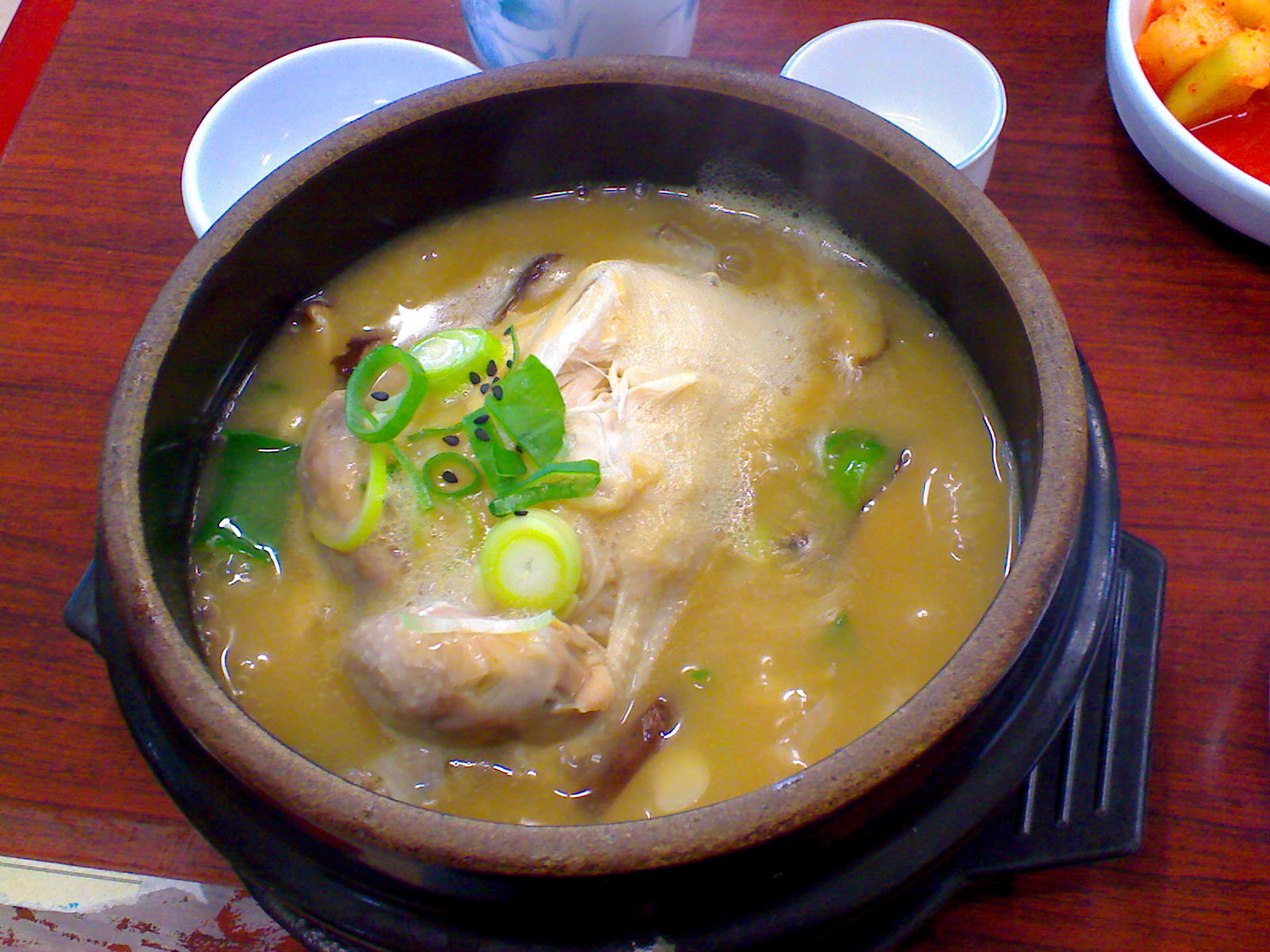
サムゲタン
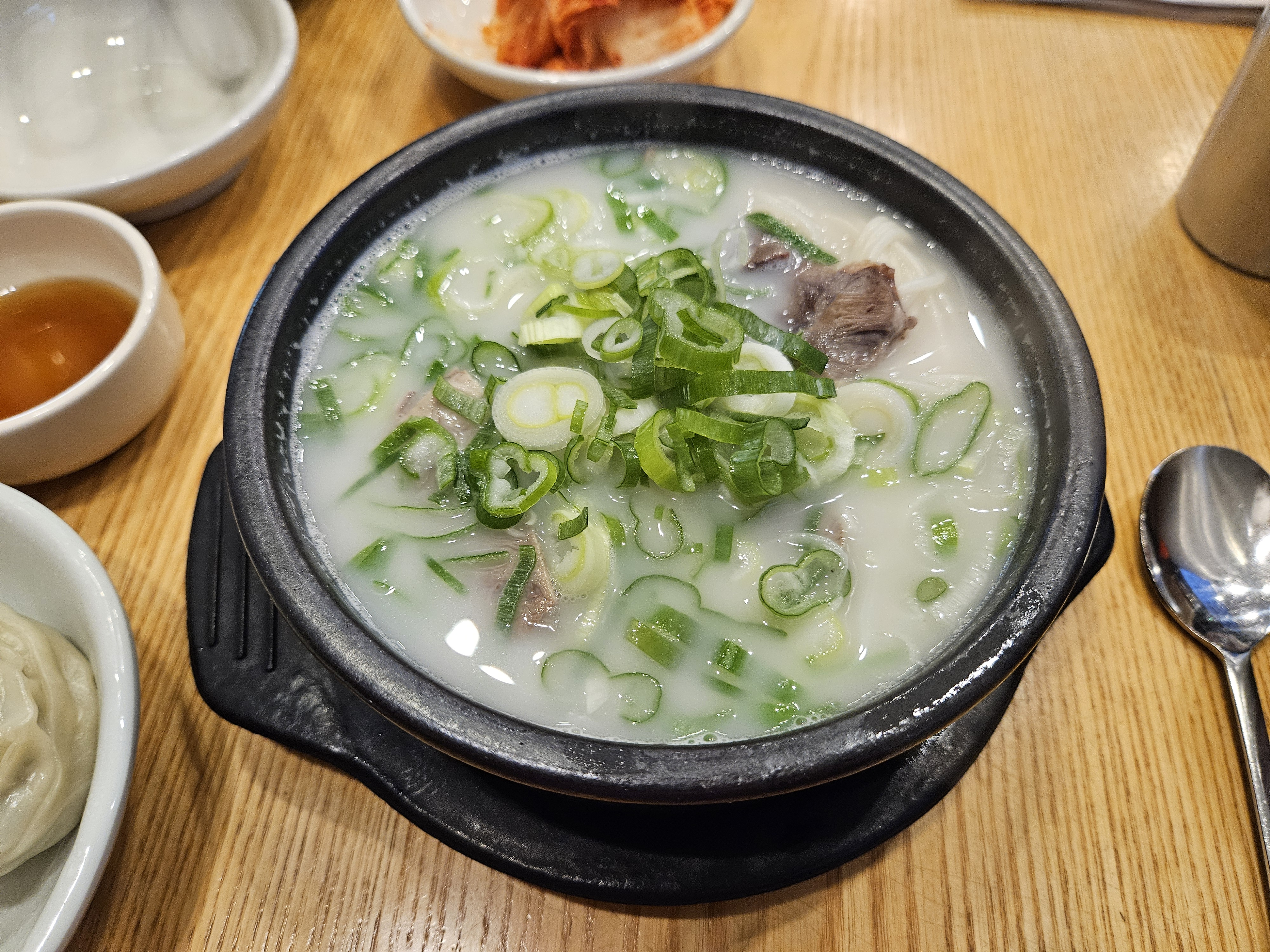
ソルロンタン
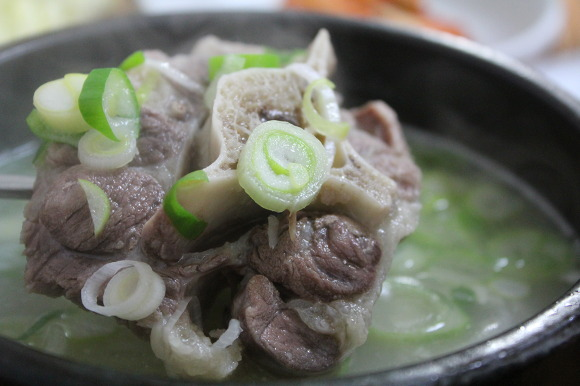
コムタン
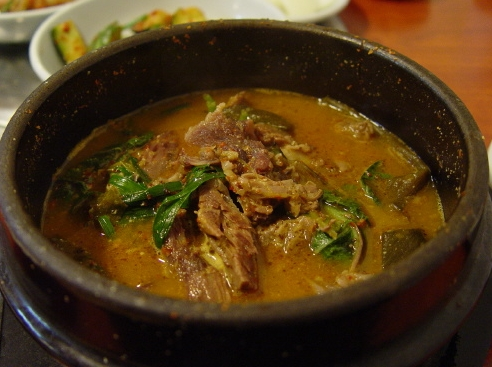
ポシンタン
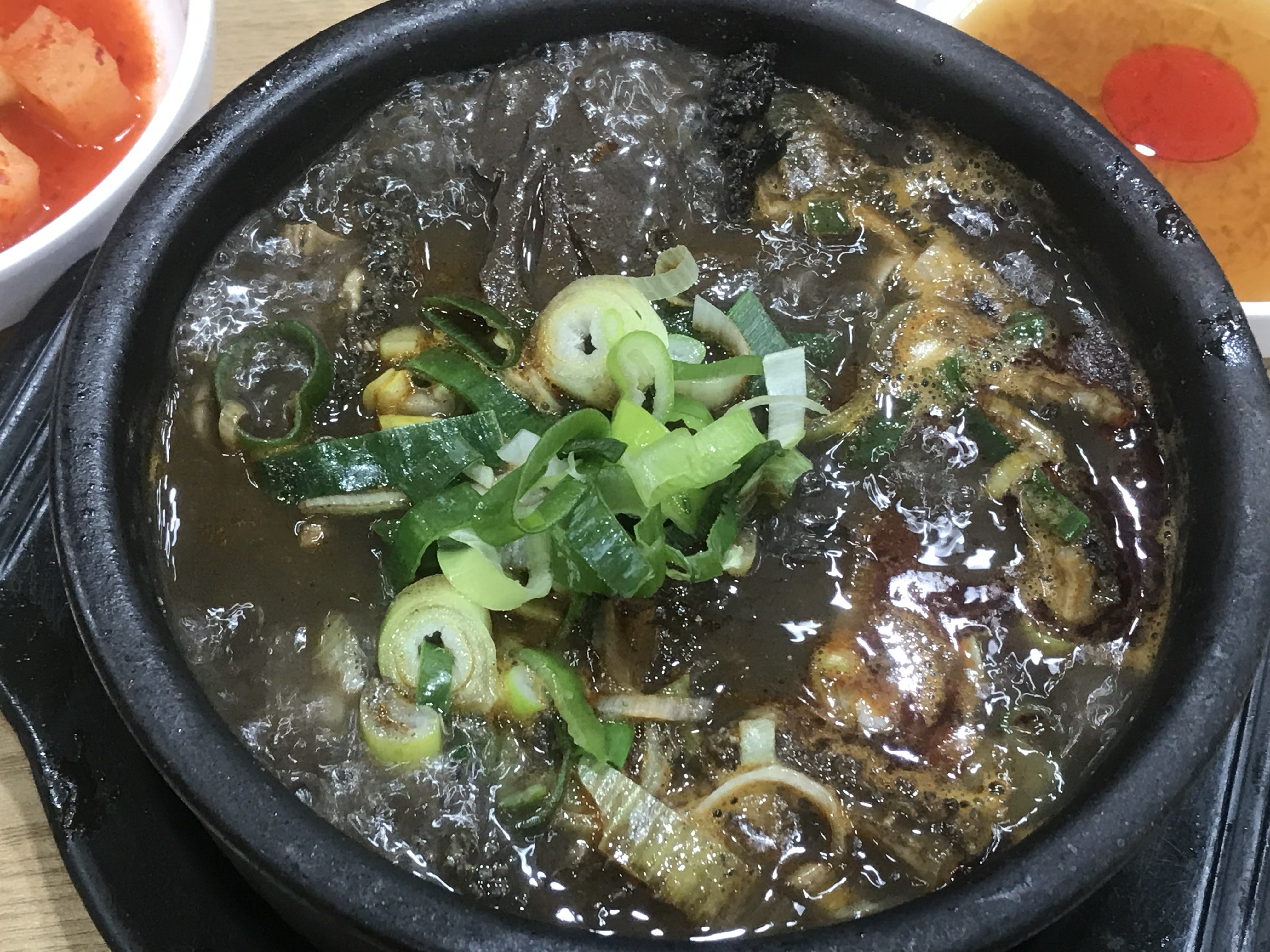
ヘジャンクク
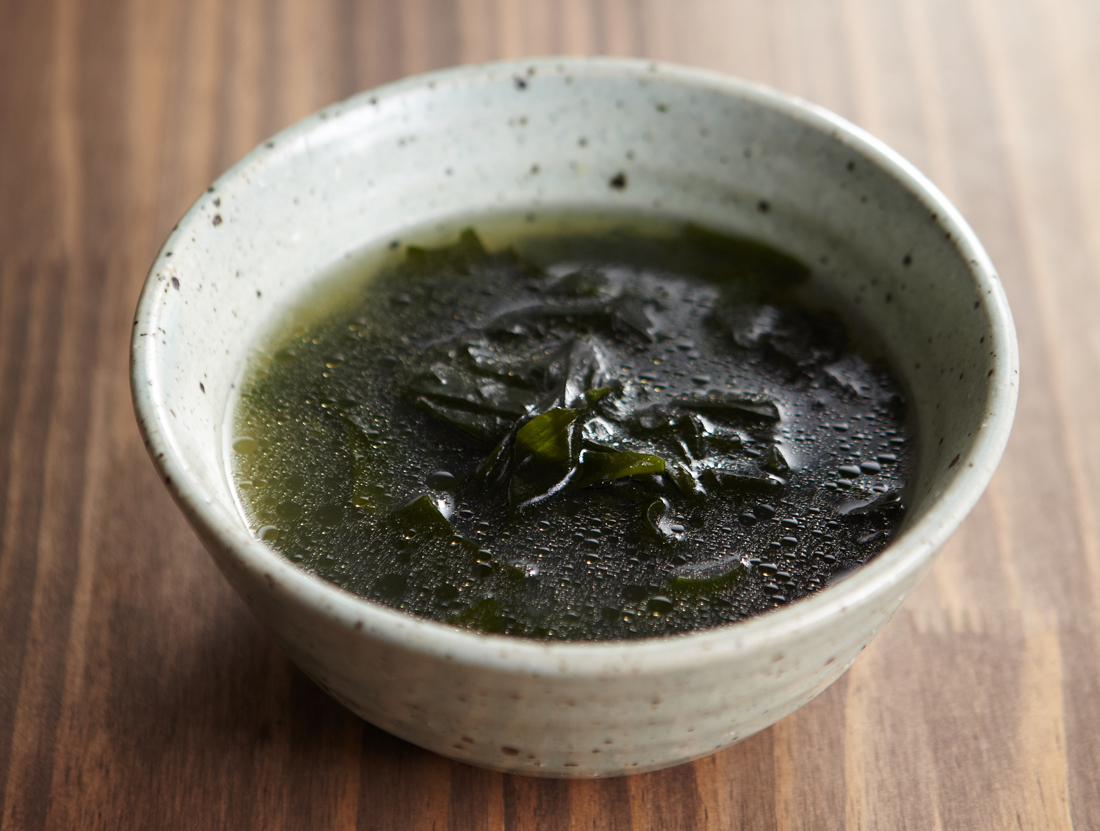
ミヨックㇰ

### 鍋類（チゲ、チョンゴル）
チゲ類の方がスープ類より汁が少なく、具沢山とされるが、区別は曖昧である。チョンゴル（煎骨）は数人で1つの鍋をつつくスタイル。
- キムチチゲ：醗酵が進んだ白菜キムチと肉・野菜で作る代表的家庭料理。
- コプチャンチョンゴル：牛の小腸（コプチャン）を使った辛味のホルモン鍋。
- スンドゥブチゲ：スンドゥブ（おぼろ豆腐）を入れた辛いチゲ。
- チャムチチゲ：ツナ缶を使ったキムチチゲ。
- テンジャンチゲ：肉・野菜を味噌（テンジャン）味で煮込んだチゲ。
- トゥブチゲ（豆腐チゲ）
- トンテチゲ：冷凍スケトウダラを使った辛いチゲ。
- プデチゲ（部隊チゲ）：ハムやラーメンを辛いスープで煮込んだチゲ。
- チョングッチャンチゲ（清麹醤チゲ）：肉・野菜をチョングッチャンで煮込んだチゲ。

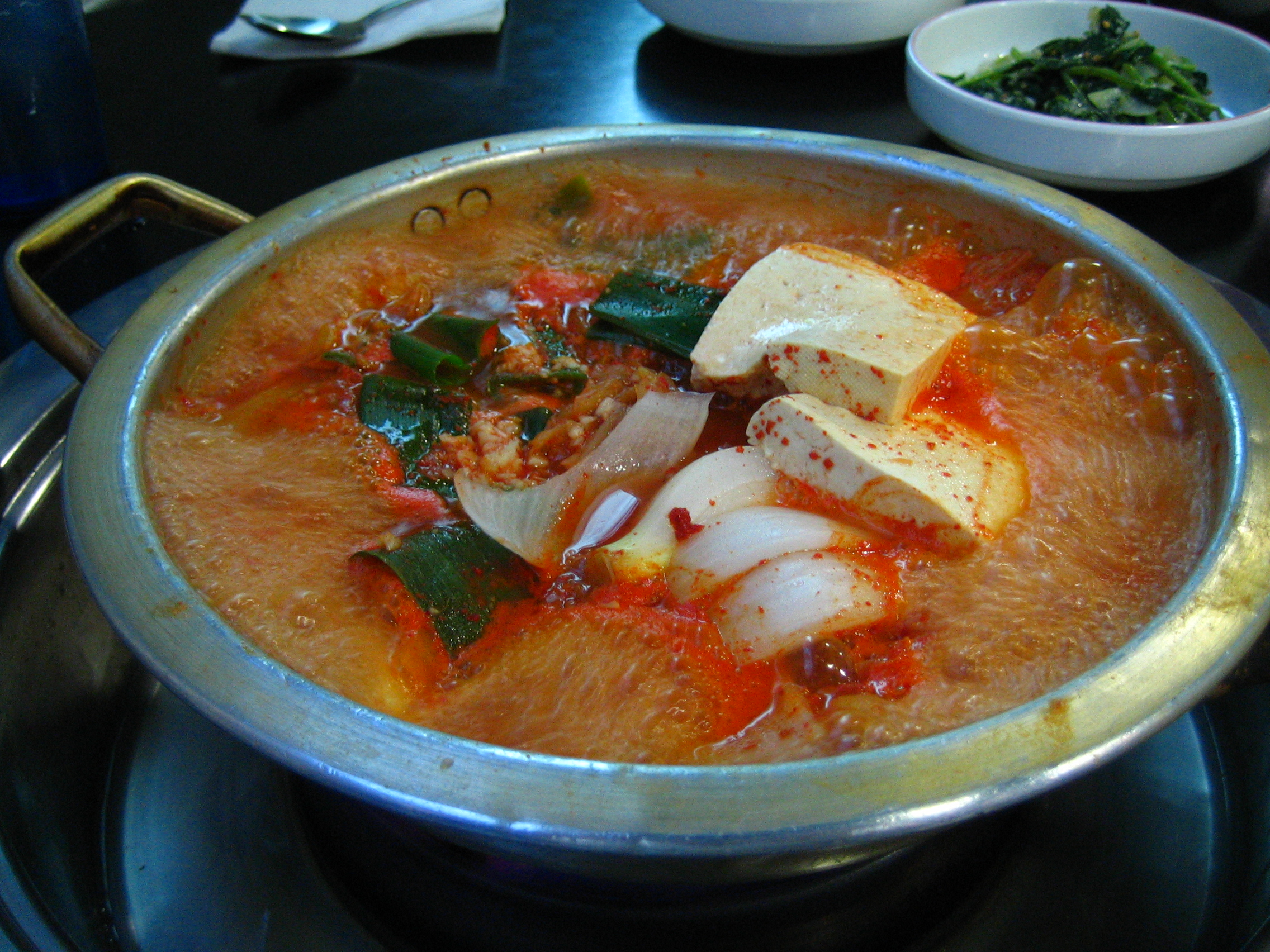
キムチチゲ
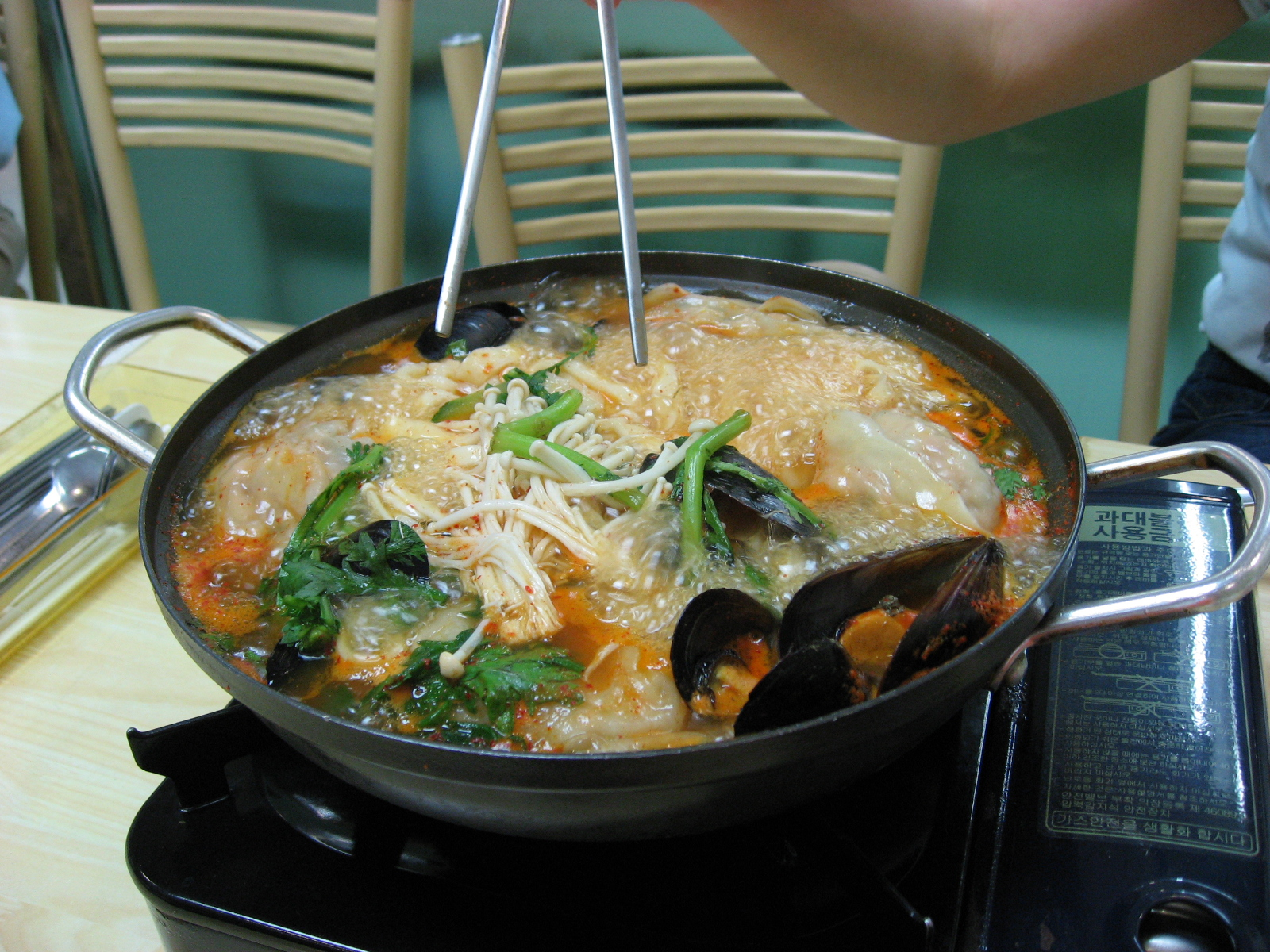
チョンゴル
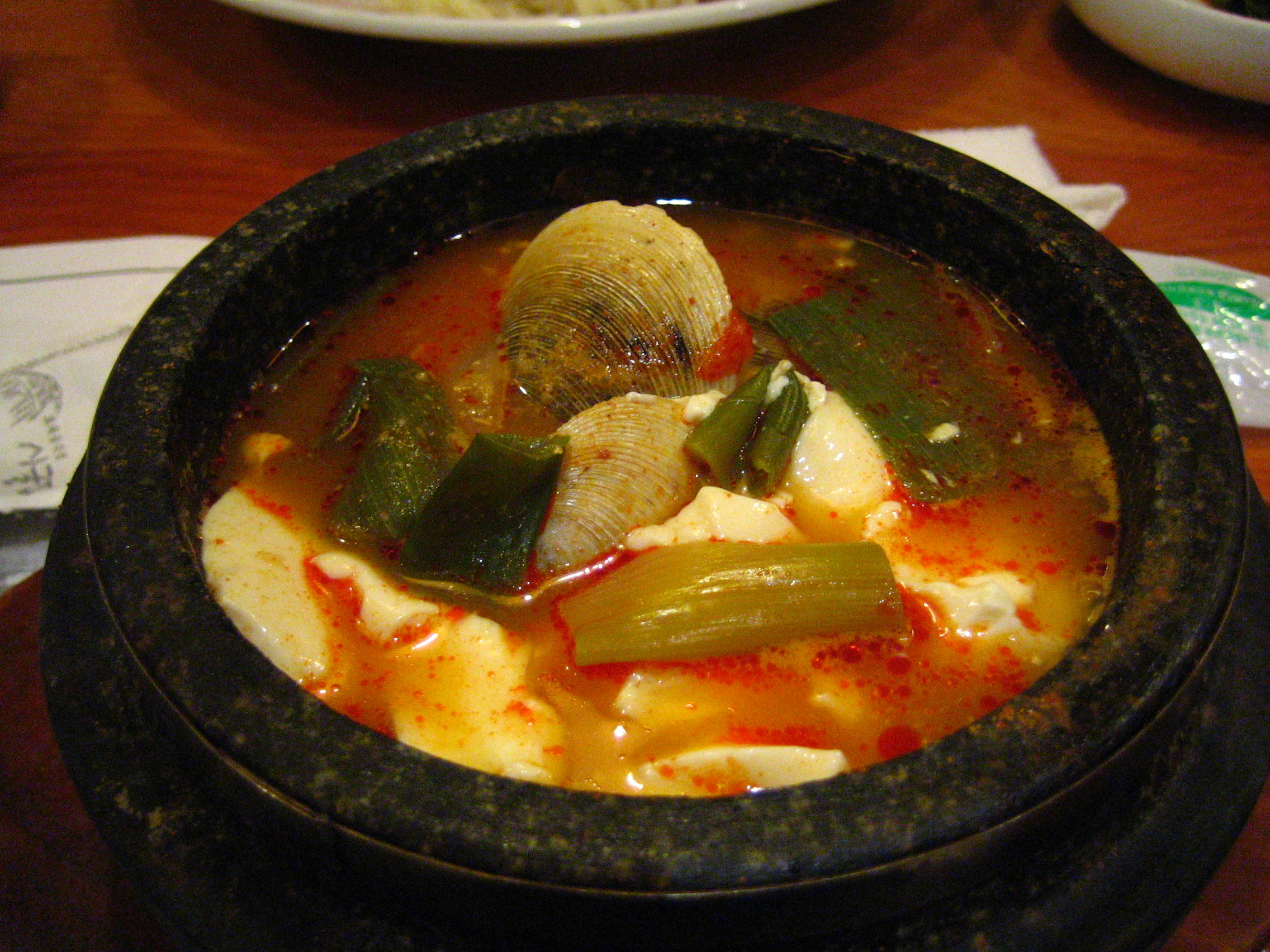
スンドウブチゲ
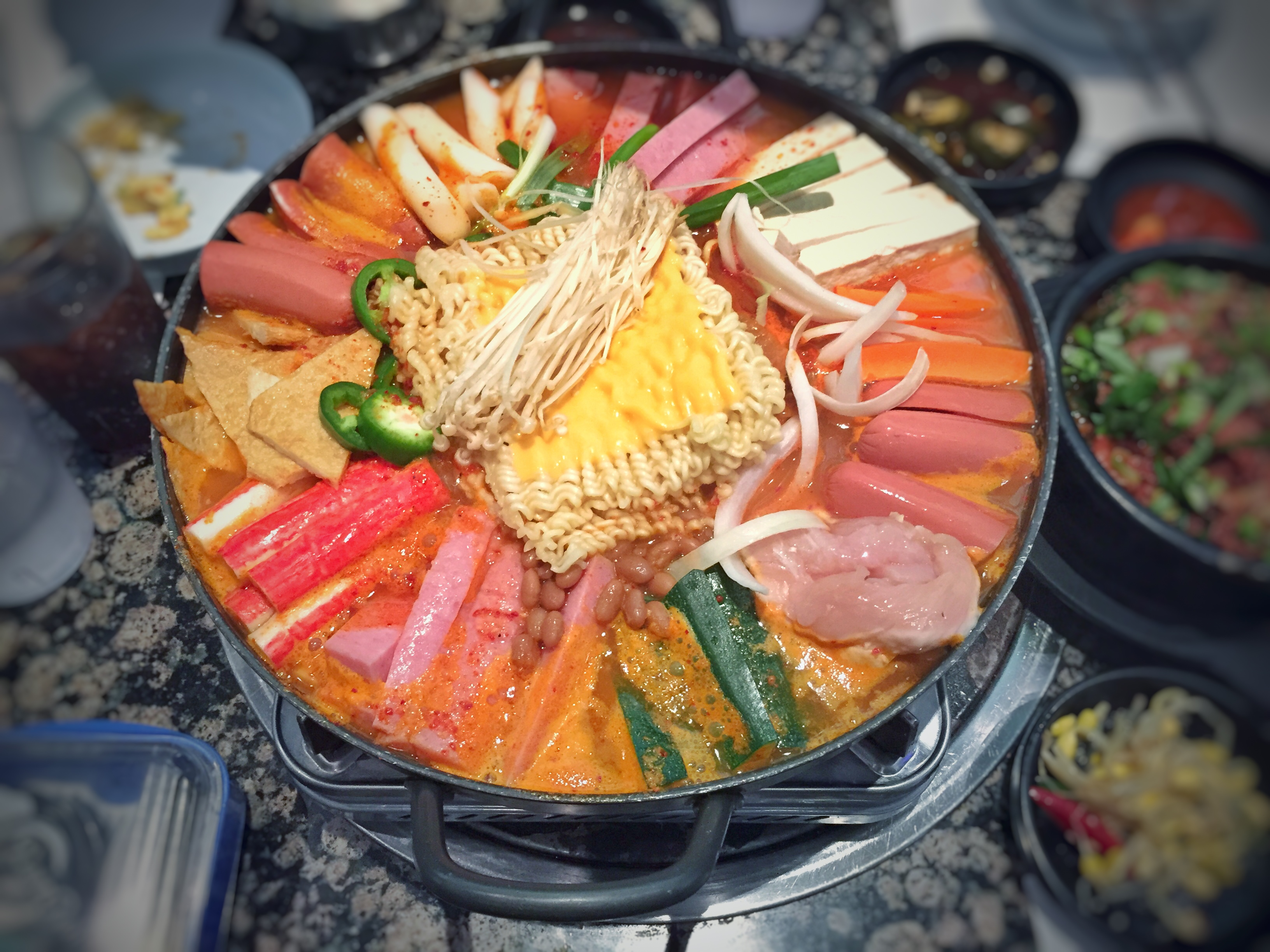
プテチゲ

### 肉類
- カルビ：あばら肉。牛カルビはソカルビ。その焼肉がカルビグイ。味付けしないで焼くこともある。
- サムギョプサル：豚三枚肉を使う非常にポピュラーな焼肉。コチュジャンなどを付け、サンチュ、エゴマの葉などで巻いて食べる。
- タッカルビ：カルビとあるが実際は鶏肉ぶつ切りを野菜と辛味で炒める鉄板料理。
- タッカンマリ：文字通り「鶏一羽」を水炊きし食卓で取り分け、好みのタレで食べる。
- トッカルビ：挽肉をカルビの形にして焼いた料理。
- タッコチ：鶏肉の小片とタマネギを串に刺して焼いた料理。
- テジコプテギ：豚皮を焼いた料理。
- サㇺ：葉野菜等で具を包んで食べる料理。
  - ポッサㇺ：茹でて薄切りにした豚肉のサㇺ。
  - ウォルナムサㇺ ：ライスペーパーを使用したサム、ウォルナムは越南（ベトナム）の事[20]。
- ヤンニョムチキン：ヤンニョムを絡めたフライドチキン。
- ユッケ：生肉を使った肉の刺身。ヤンニョムを絡めた牛肉に卵黄や梨を添えて食べる。

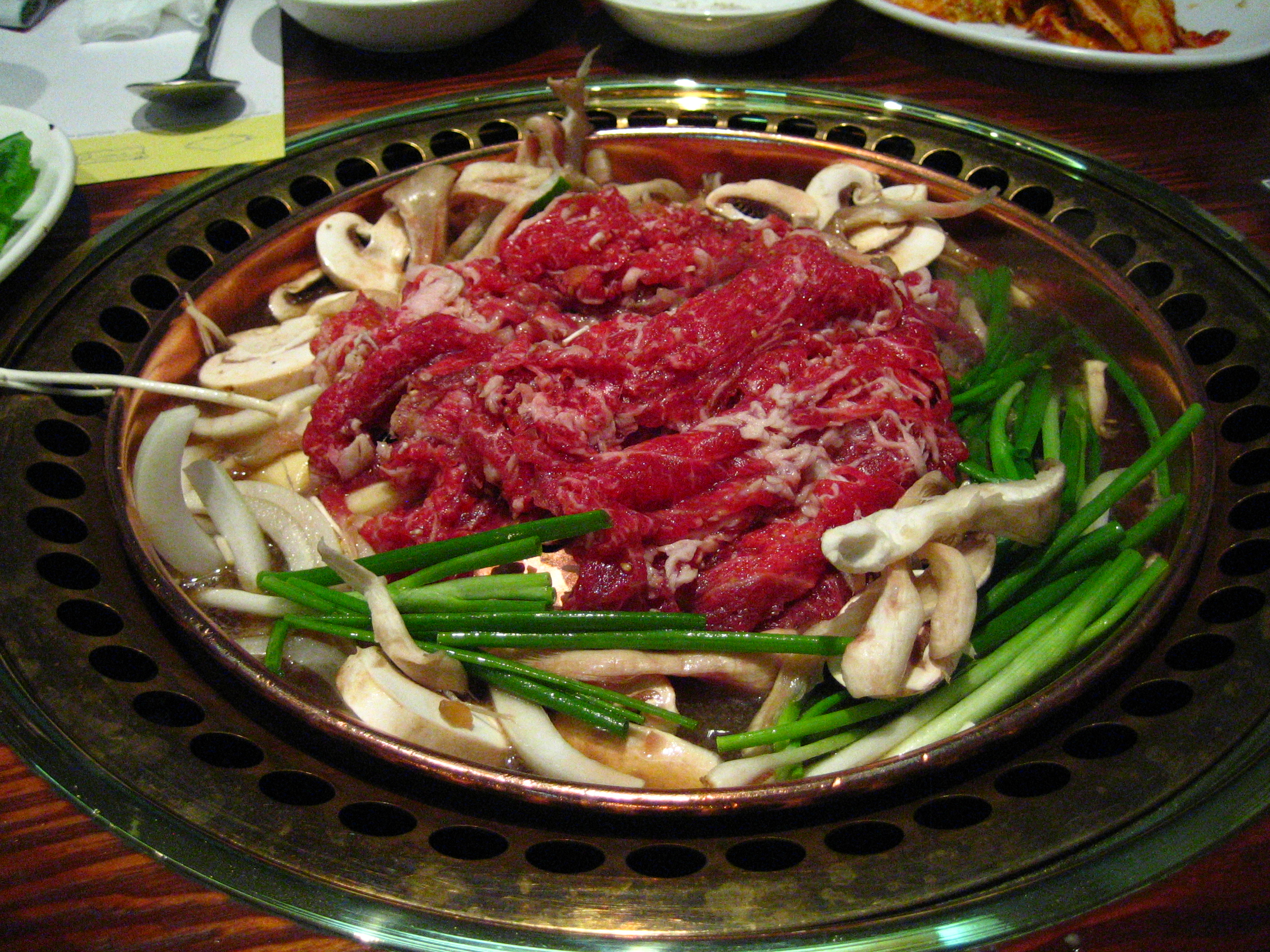
プルコギ
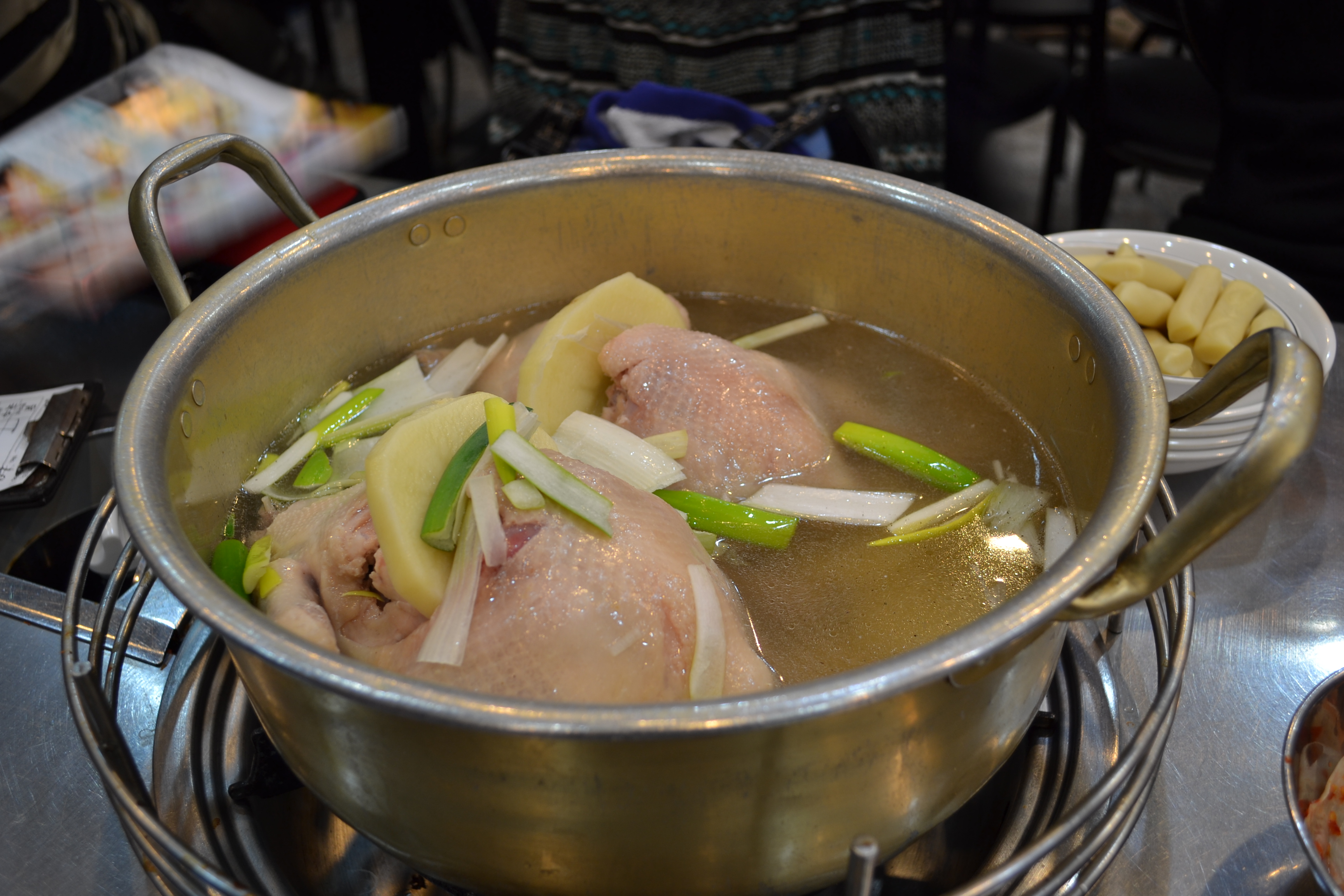
タッカンマリ
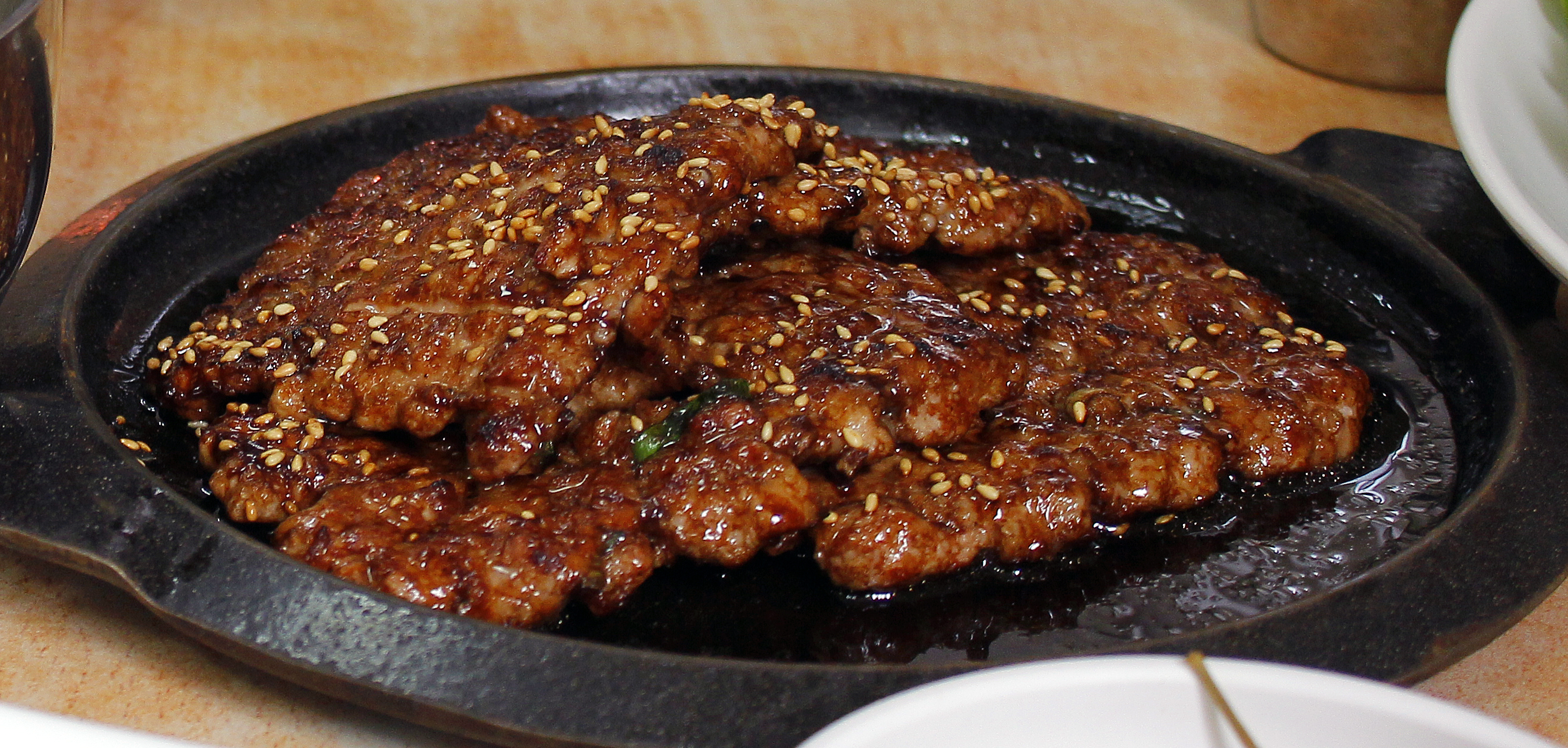
トッカルビ
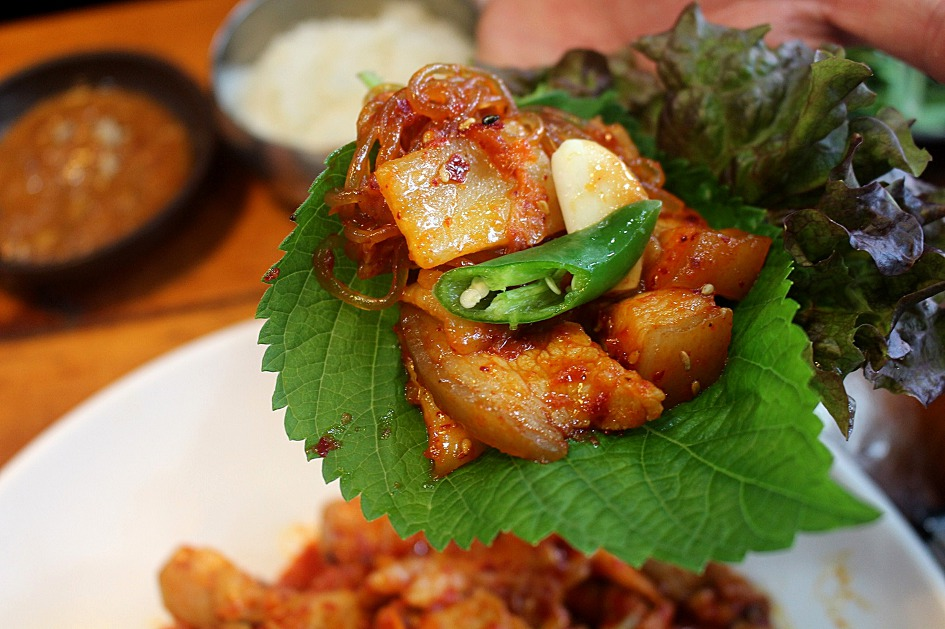
エゴマの葉のサㇺ
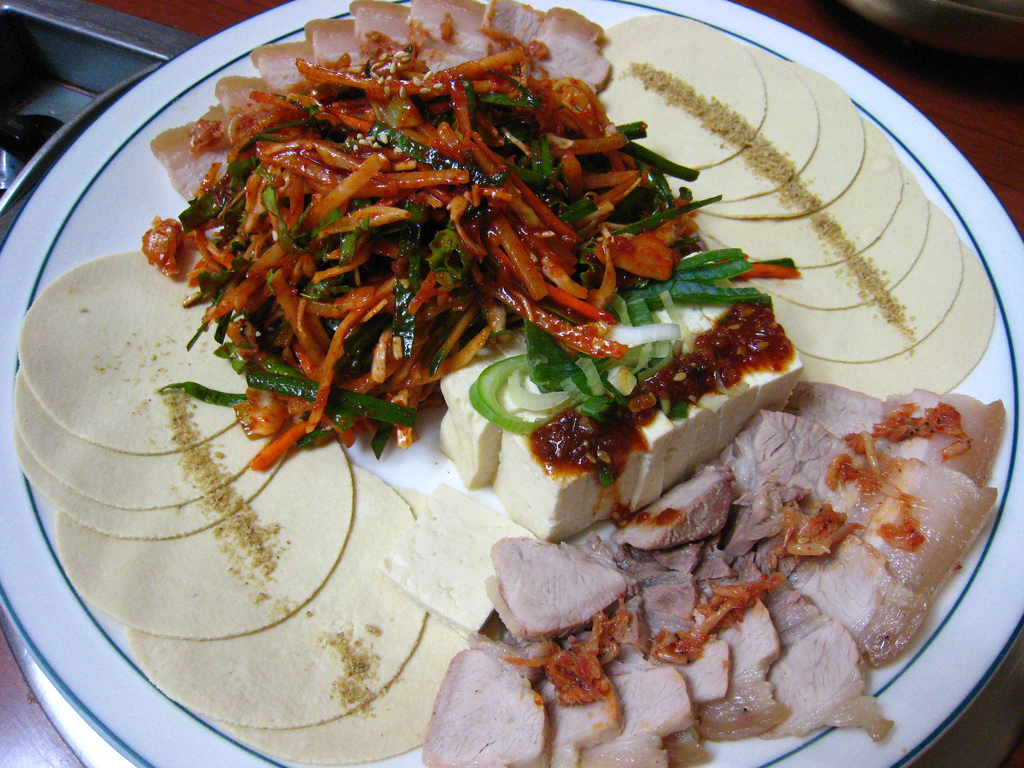
ポッサㇺ
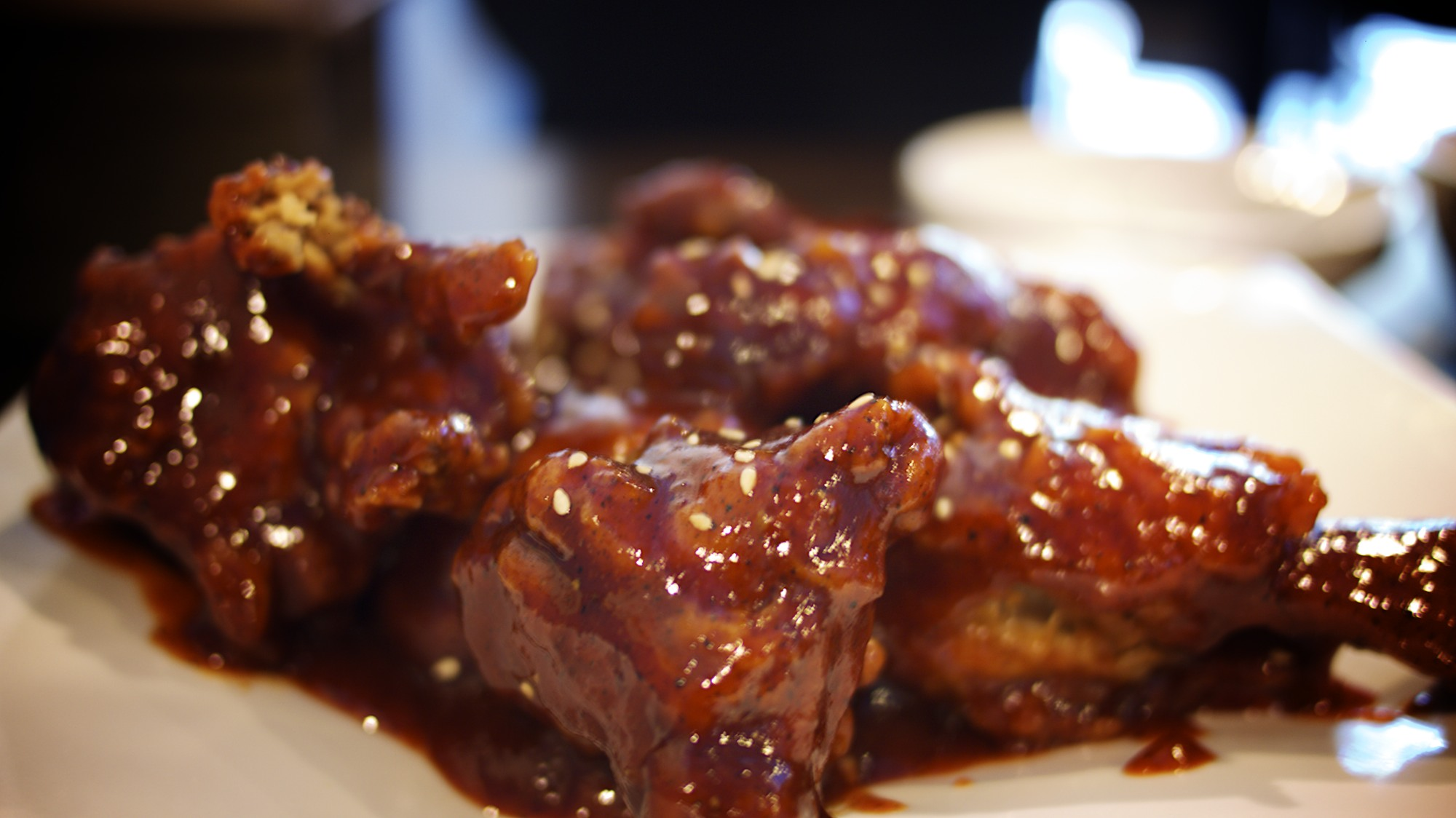
ヤンニョムチキン
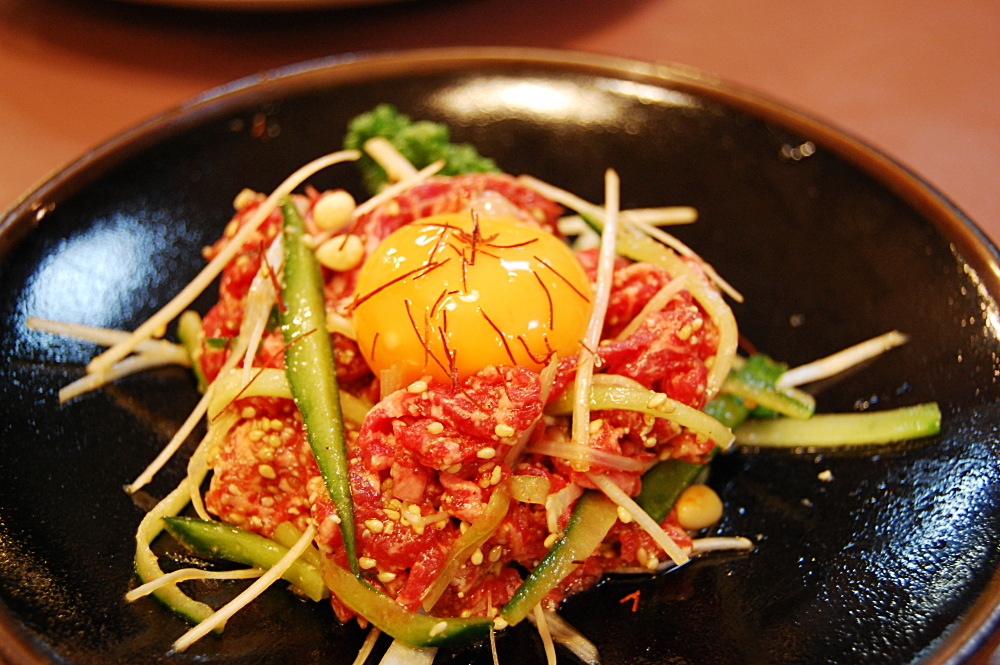
ユッケ

### 海鮮類
- 辛子明太子：スケトウダラの卵巣（明太子）を塩漬け熟成・塩抜き後に唐辛子・昆布の調味液に漬け込んで発酵させた惣菜。
- ケジャン：生のワタリガニのヤンニョム漬け。唐辛子味と醤油味がある。

カンジャンケジャン - 醤油の味付け
ヤンニョムケジャン - 唐辛子の味付け
- サンナクチ：生きたテナガダコをぶつ切りにした「踊り食い」。
- チョリム：サバ、タチウオなどと野菜の辛い煮付け。
- ナクチボックム：ポックムは炒め物。タコの辛味炒め。イカで作るとオジンオボックム。
- フェ（鱠）：生の魚介の韓国風刺身、あるいは野菜などとの和えもの。白身魚が主流。貝類、ヤリイカ類、ユムシなども用いる。
- ヘムルタン：魚・貝などヘムル（海のもの）を豪華に入れた海鮮鍋。
- ホンオフェ（洪魚鱠）：ガンギエイの刺身。珍味として発酵させ、アンモニア臭があるものが有名。

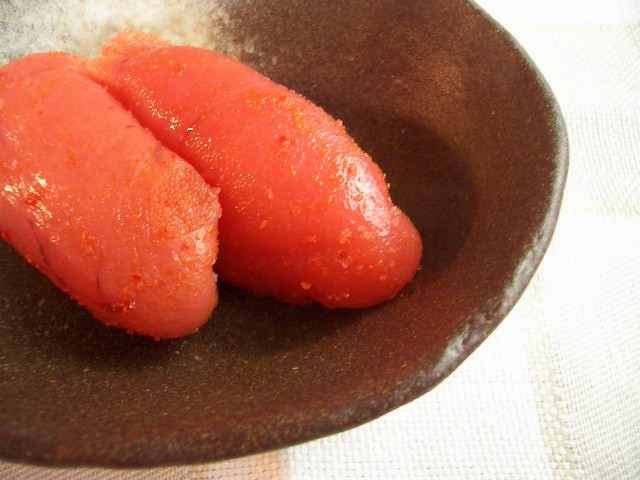
辛子明太子
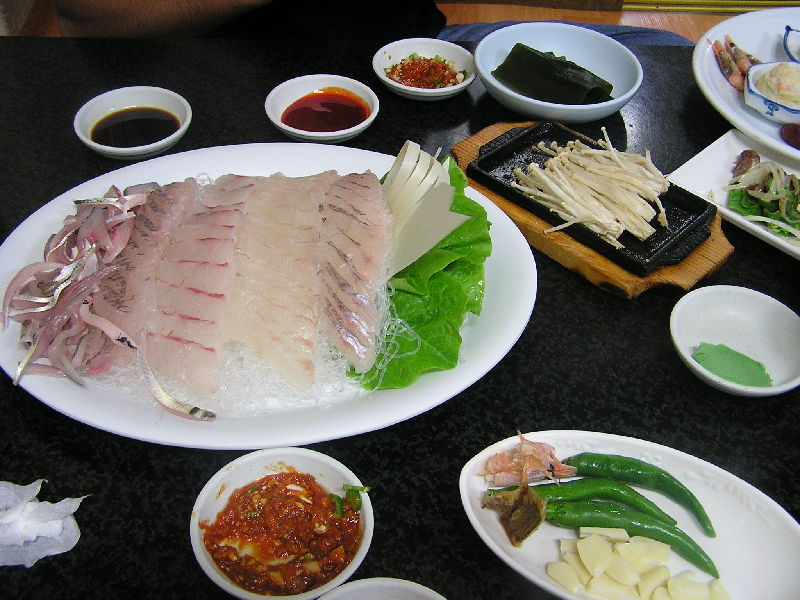
フェ
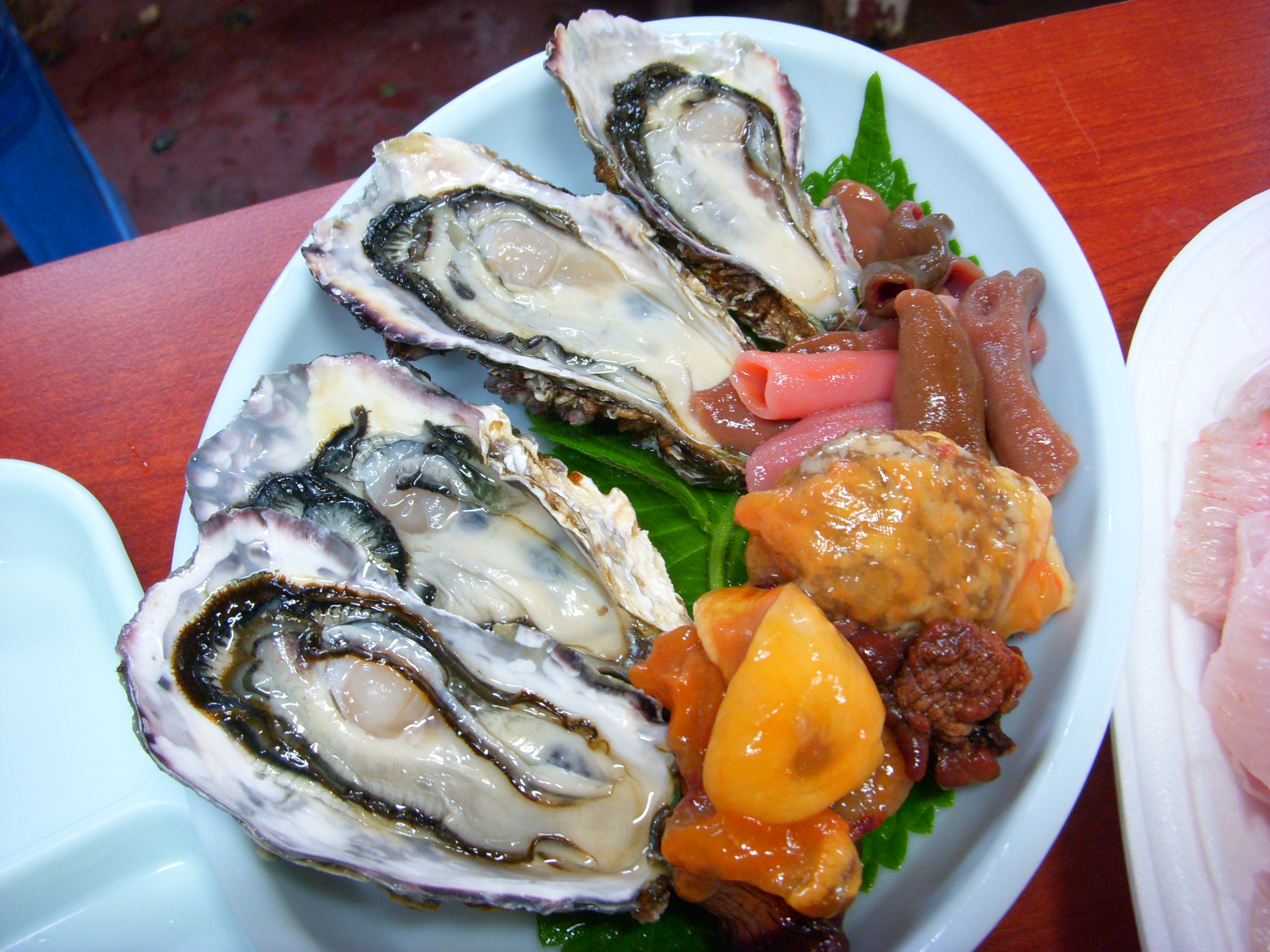
カキやホヤなどのフェ
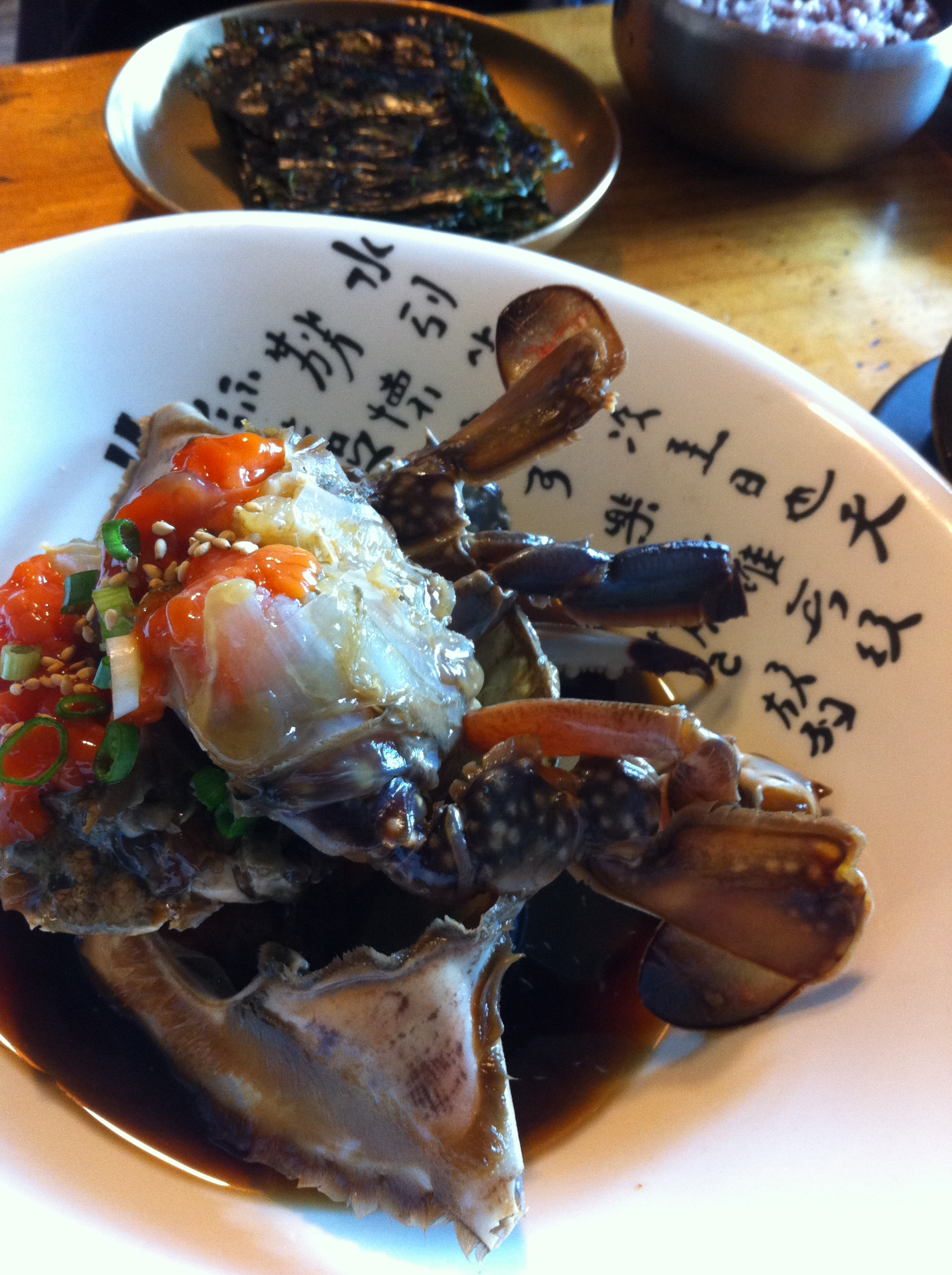
ケジャン（醤油味）
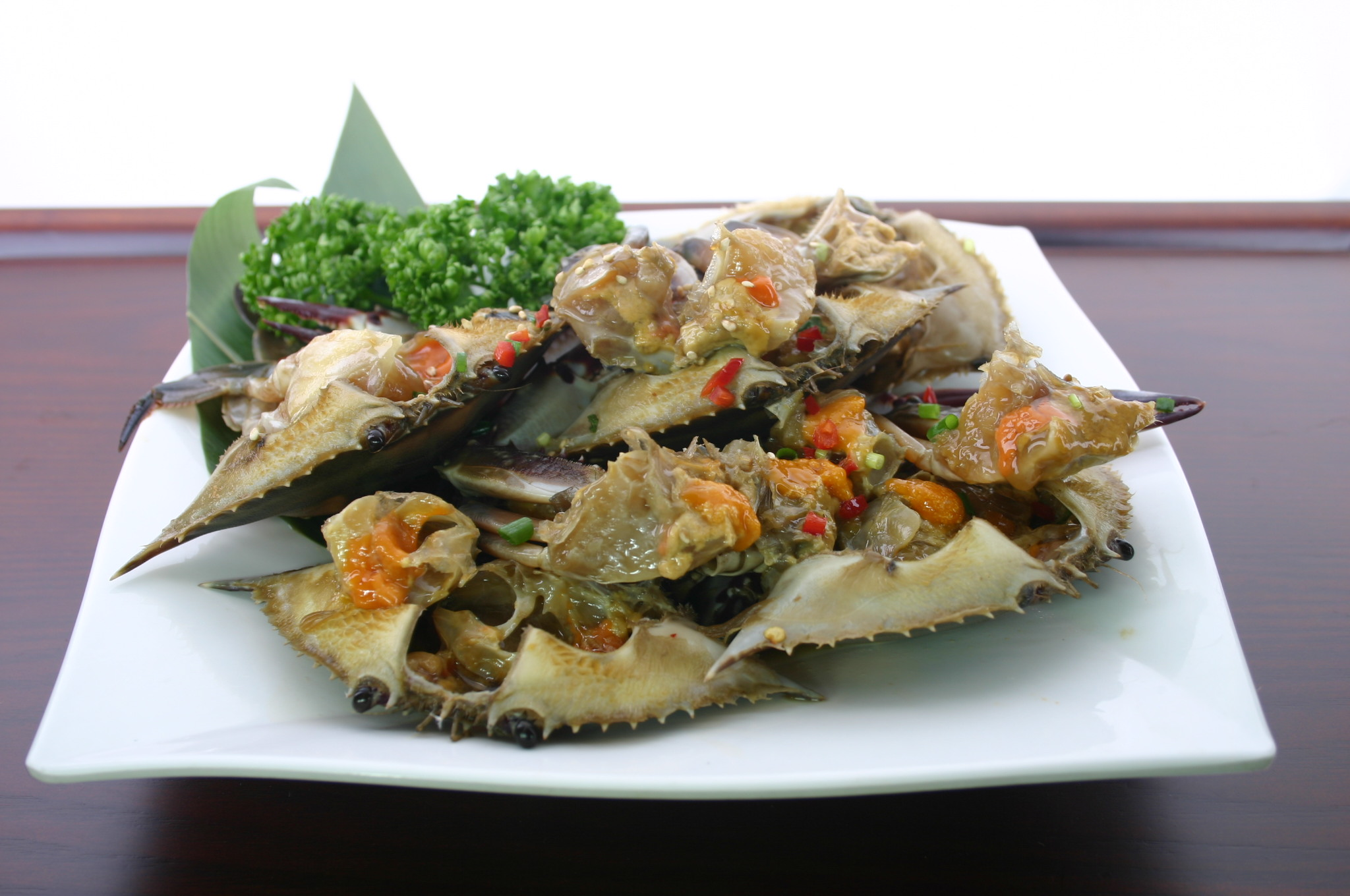
韓国のワタリガニ料理・カンジャンケジャン
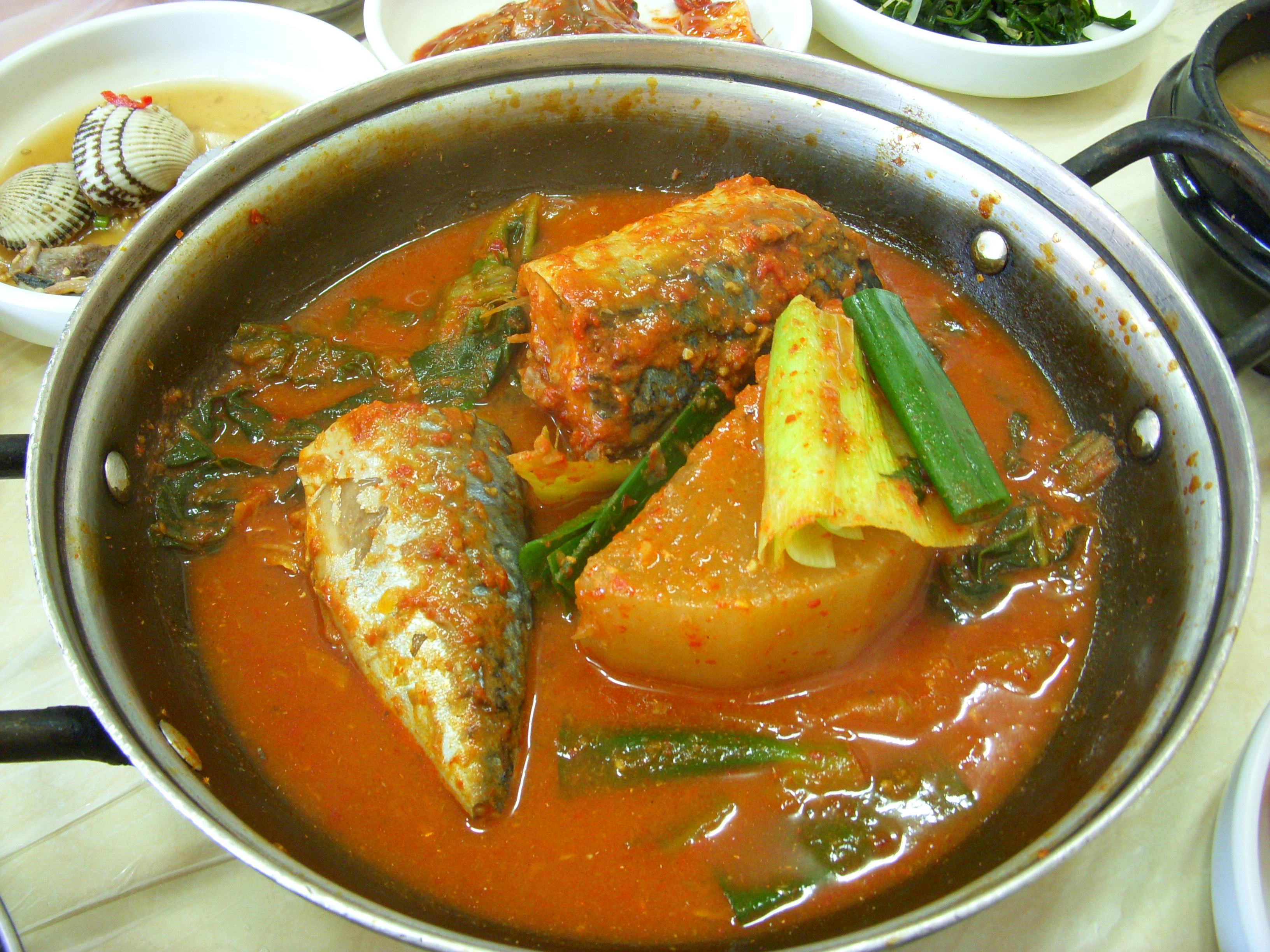
ゴドゥンオチョリム（サバと大根の煮付け）
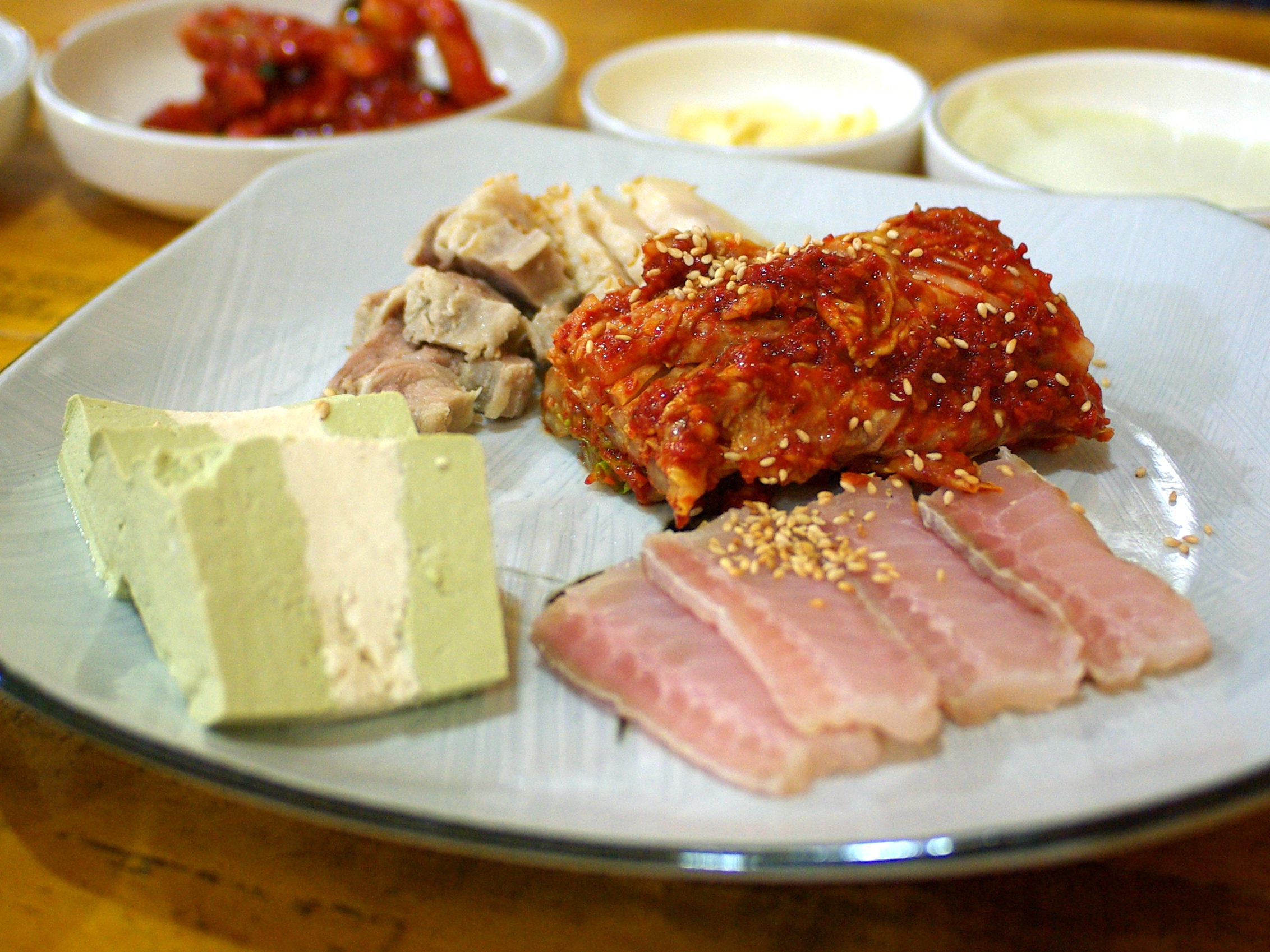
ホンオフェ

### 野菜類
- キㇺチ：白菜・大根などの野菜を漬け込んで発酵させた代表的食品。朝鮮半島では毎年秋に越冬用として大量のキムチを漬ける。これを「キムジャン」といい、2013年ユネスコの無形文化遺産に登録された。
- チャプチェ（雑菜）：春雨と野菜の炒め物。家庭から宴席までの定番。
- ナムㇽ：モヤシ等の野菜、ゼンマイなどの山菜を味付けして和えたもの。
- チャンアチ：野菜類をカンジャン（醤油）、テンジャンまたはコチュジャンに漬け込んだ保存食。キムチと異なり発酵はさせない。

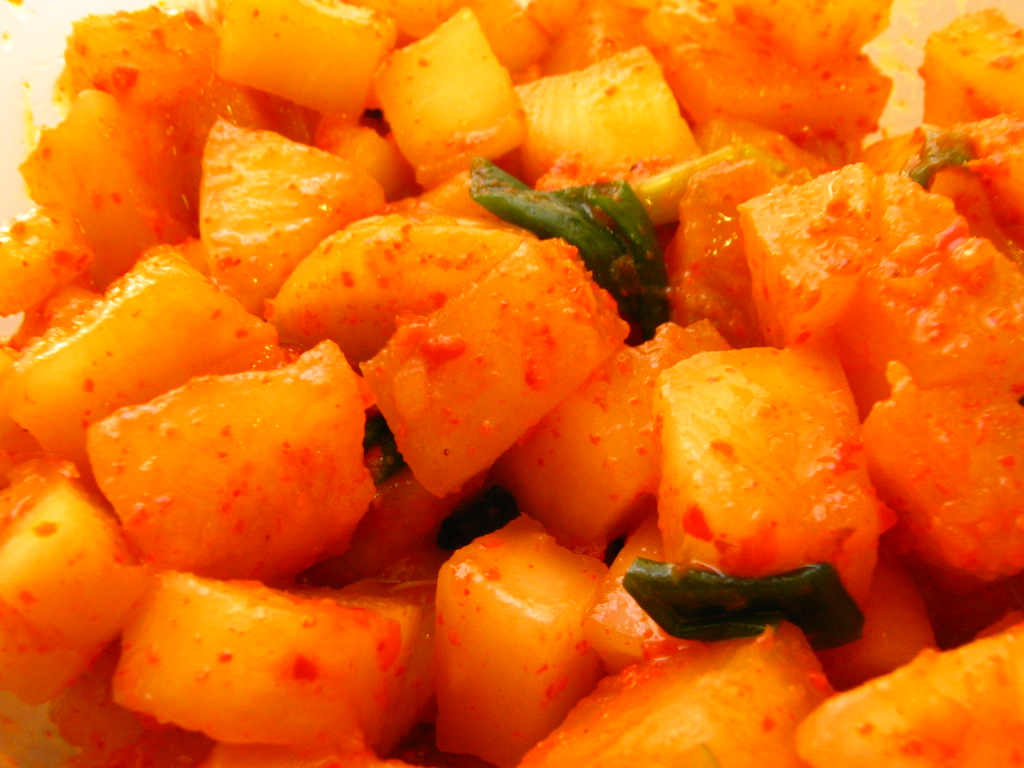
カクトゥギ（角切り大根キㇺチ）
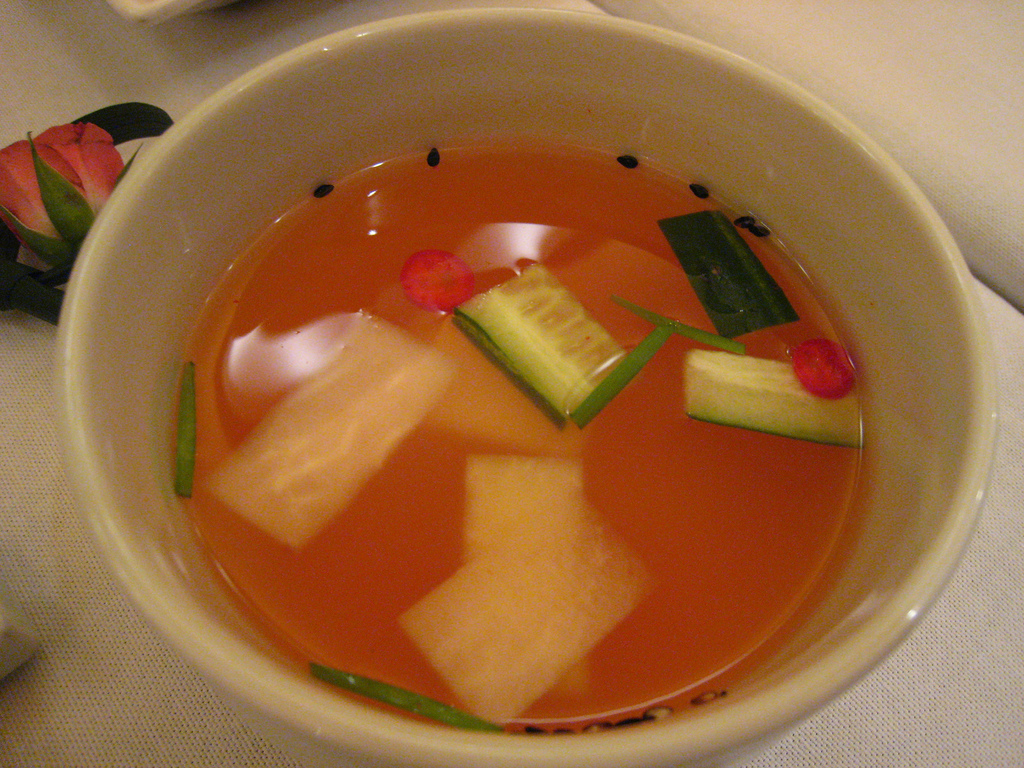
ナバㇰキㇺチ（白菜の水キㇺチ）
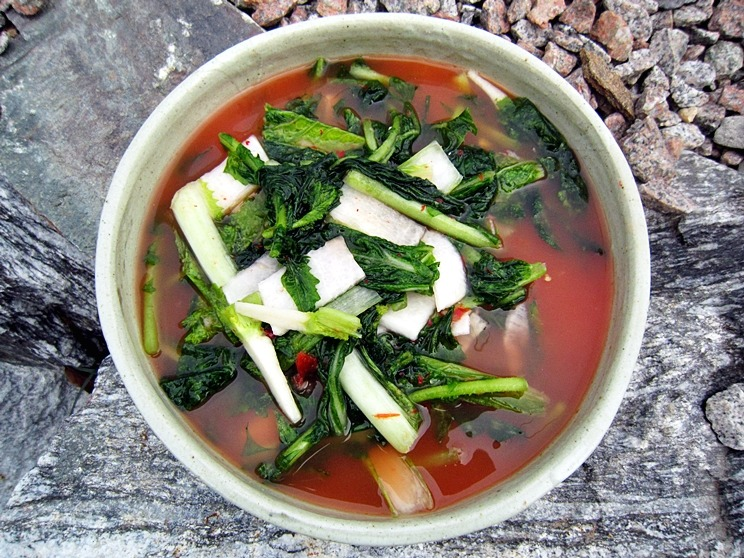
ヨㇽムキㇺチ（夏大根のキㇺチ）
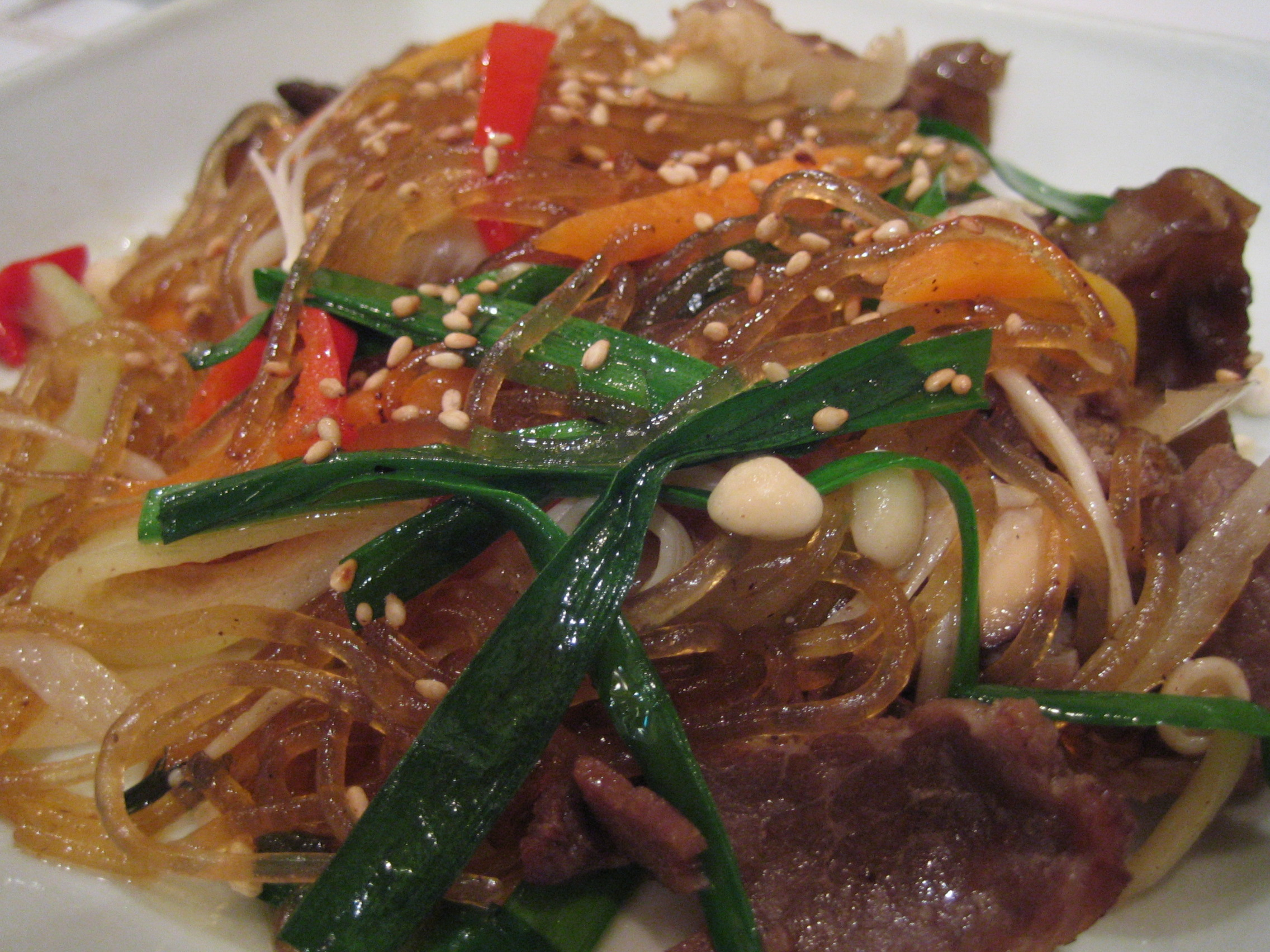
チャプチェ
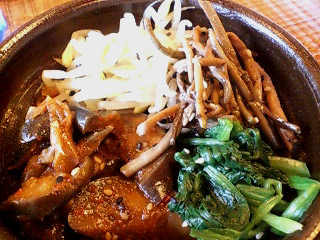
ナムㇽ
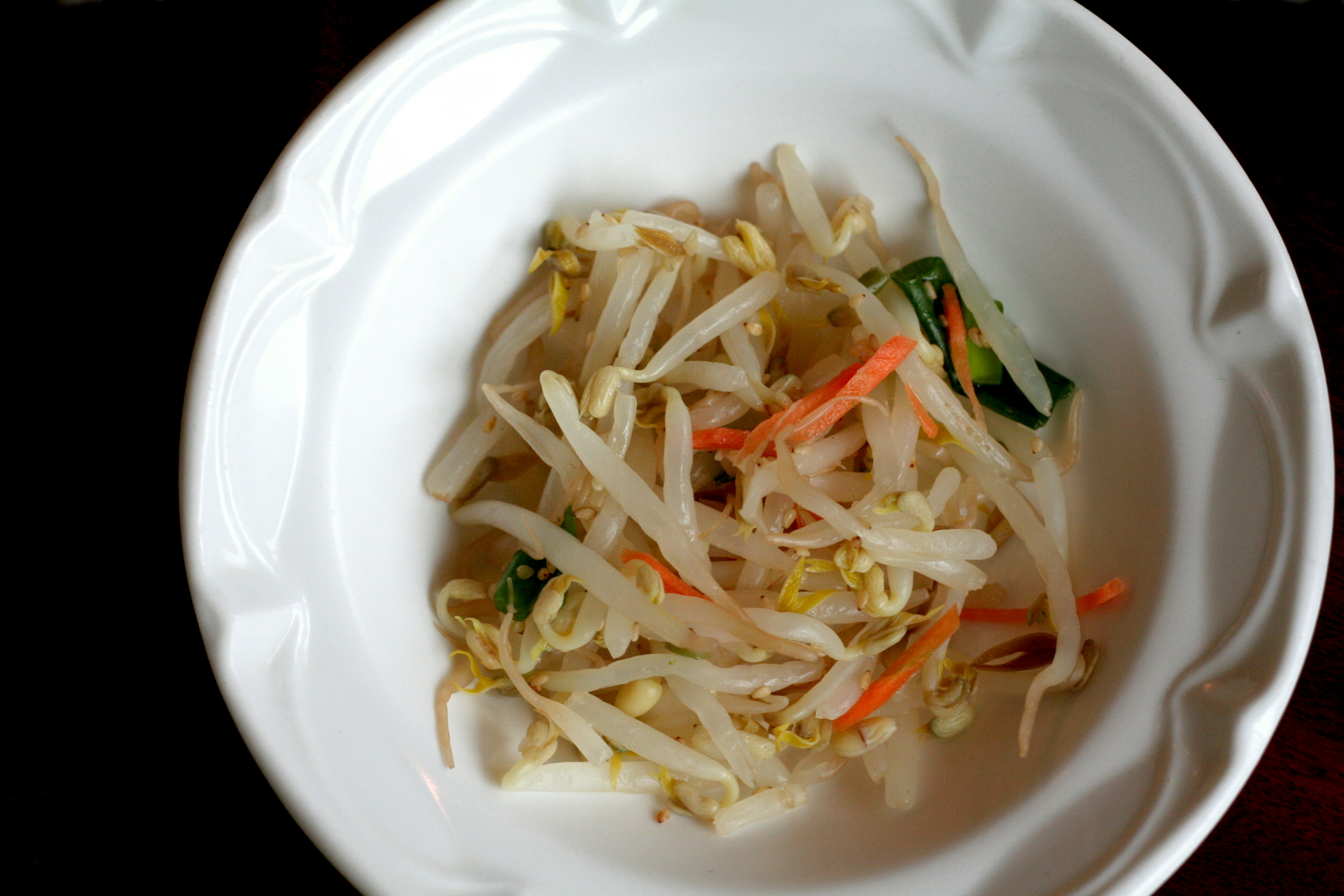
もやしナムㇽ
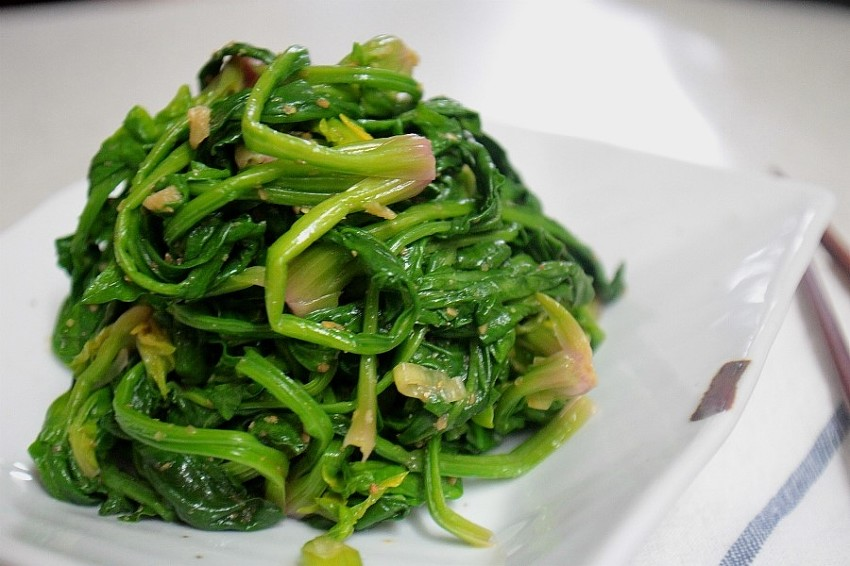
ホウレンソウのナムㇽ
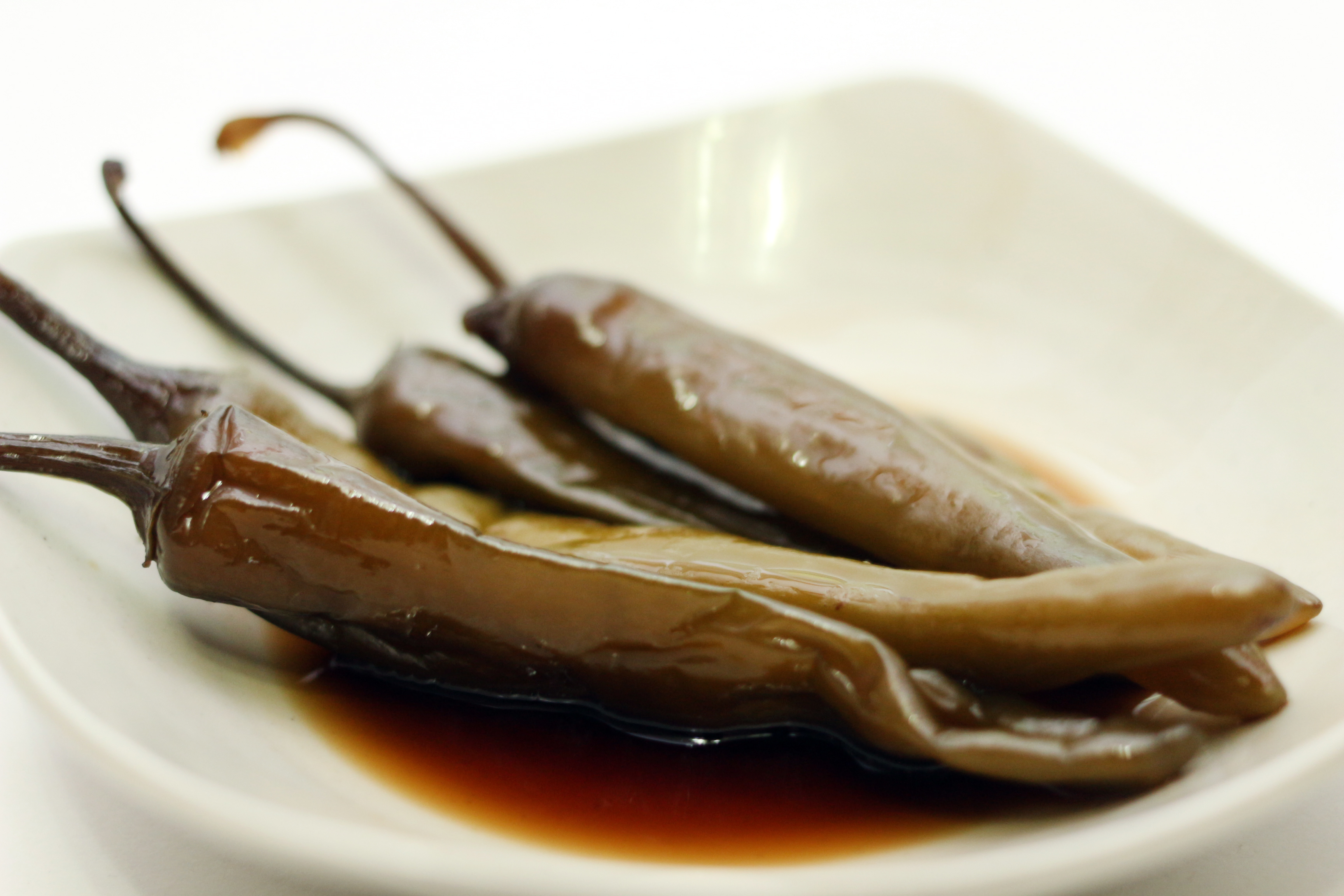
唐辛子のチャンアチ

### お焼き類（チョン／煎）
- チヂミ：標準語では「プチムゲ」。
- パジョン : ネギのお焼き。
- チョン：魚、肉、野菜などに衣をつけて焼いた料理。
- チャントッ
- ピンデトッ：緑豆のチヂミ。

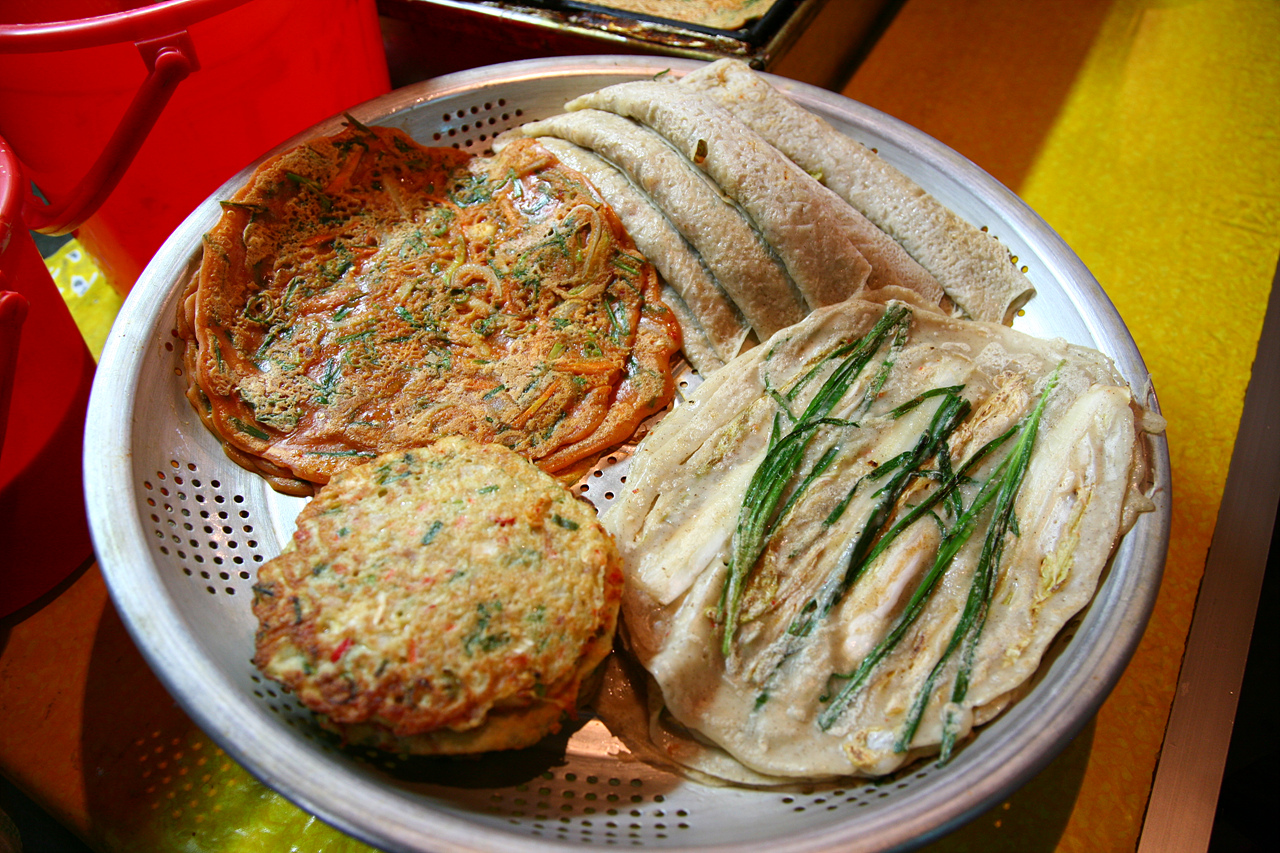
さまざまなチヂミ
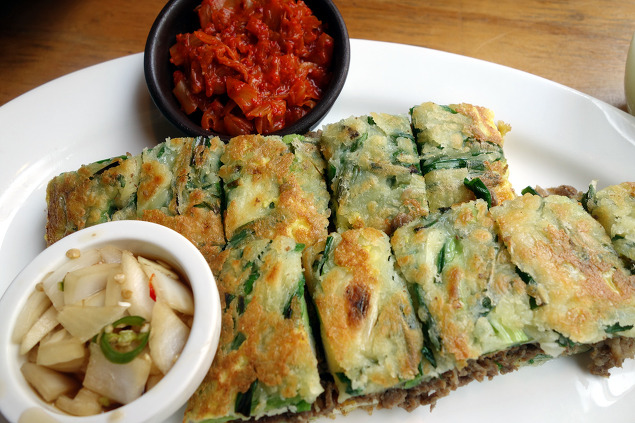
パジョン
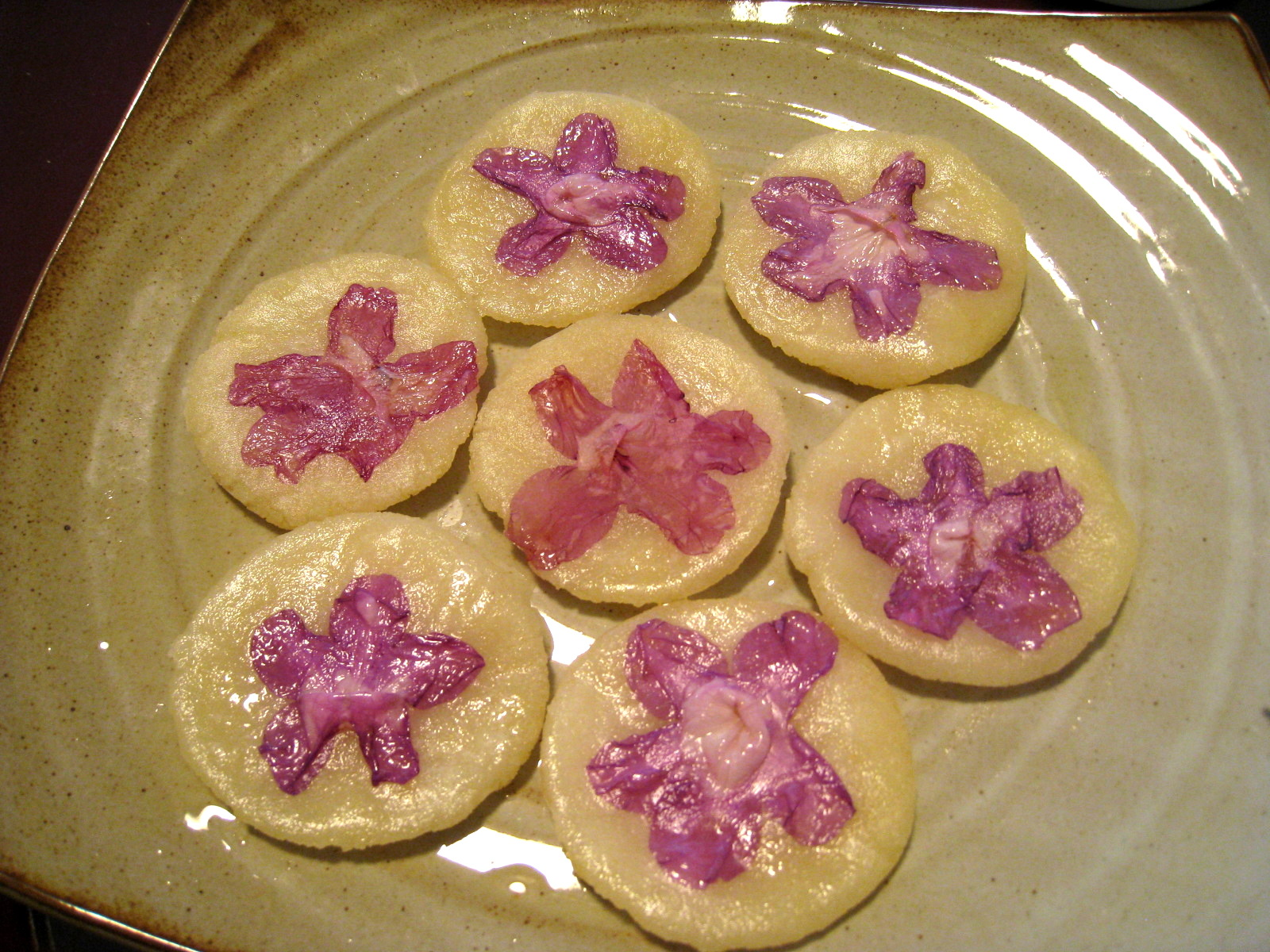
ホァジョン(花のジョン)
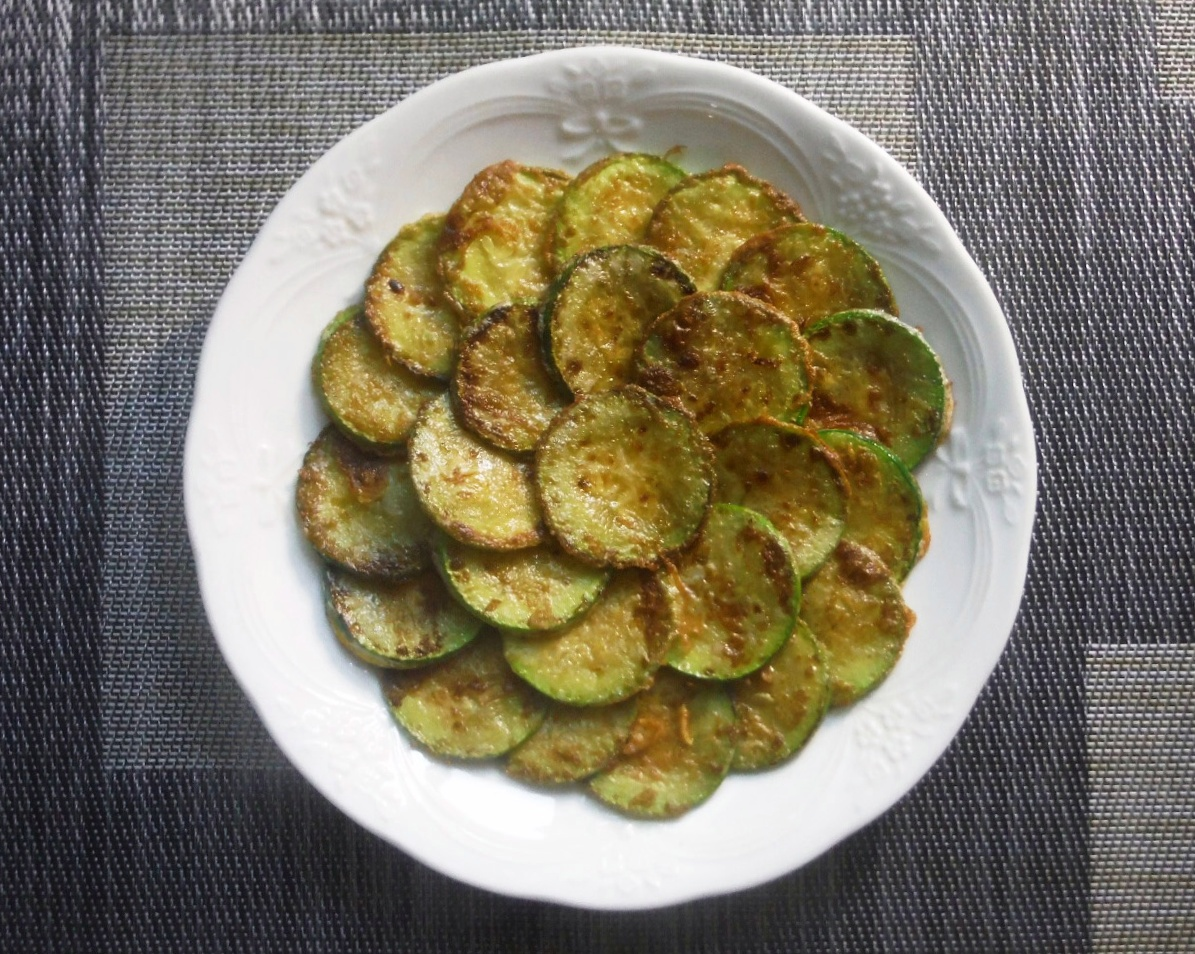
ホバㇰジョン（エホバクのジョン）
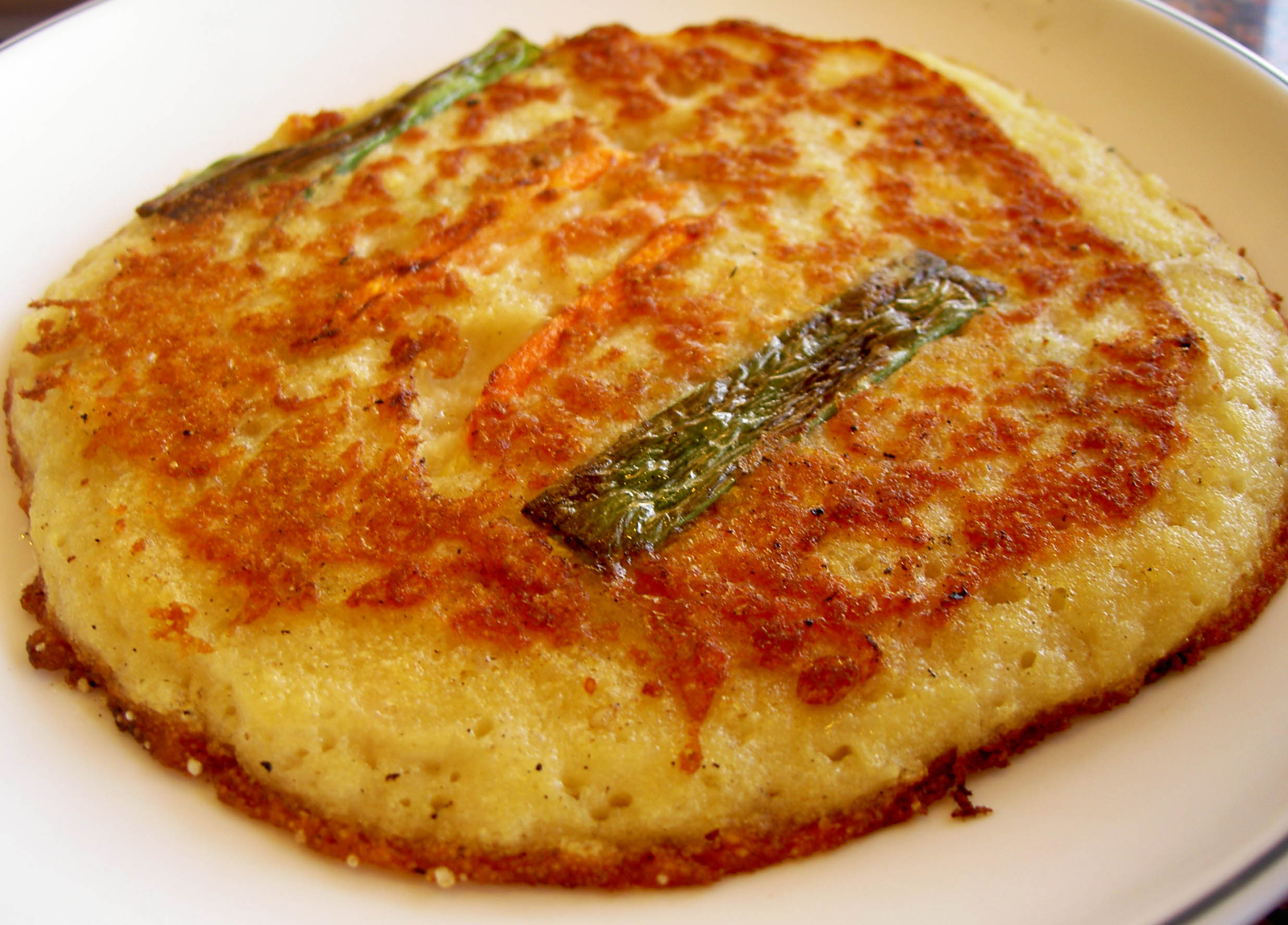
ピンデトッ

### 蒸し物類（チㇺ）
チㇺには蒸し物と蒸し煮という意味があり、両者の代表的なものを挙げる。
- ケランチㇺ：日本で言う茶碗蒸に似ているが、具材は多様で丼程度の量が多い。
- アグチム：アンコウの蒸し物。大量のモヤシとともに辛めに蒸し煮にする。
- アンドンチムタク: 鶏肉と野菜、春雨をカンジャン（醤油）に漬け込んで蒸す。慶尚北道安東市の名物。

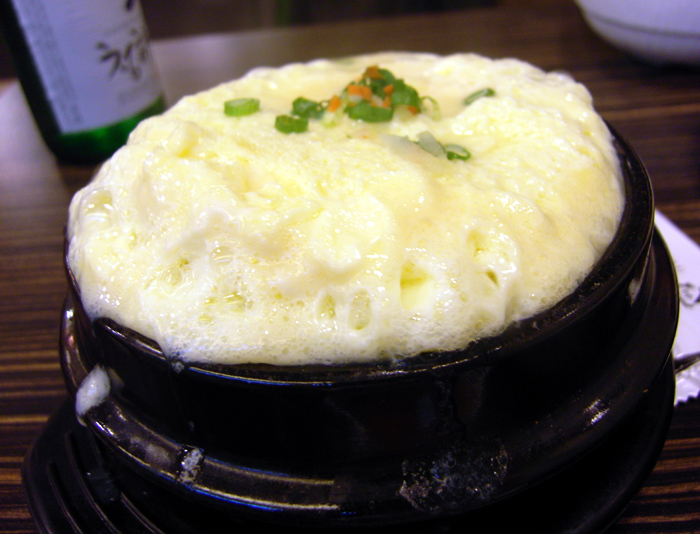
ケランチㇺ
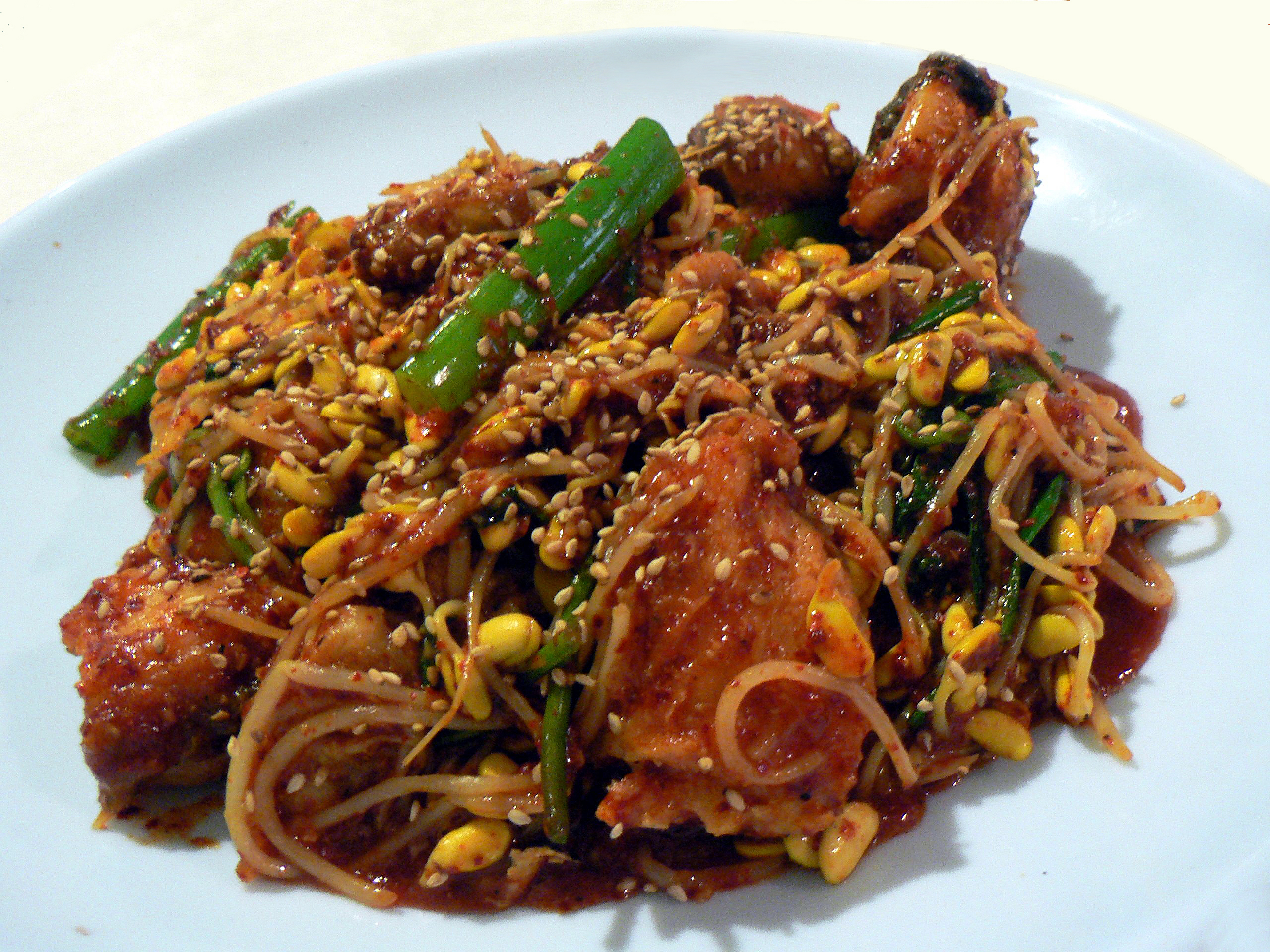
アグチㇺ
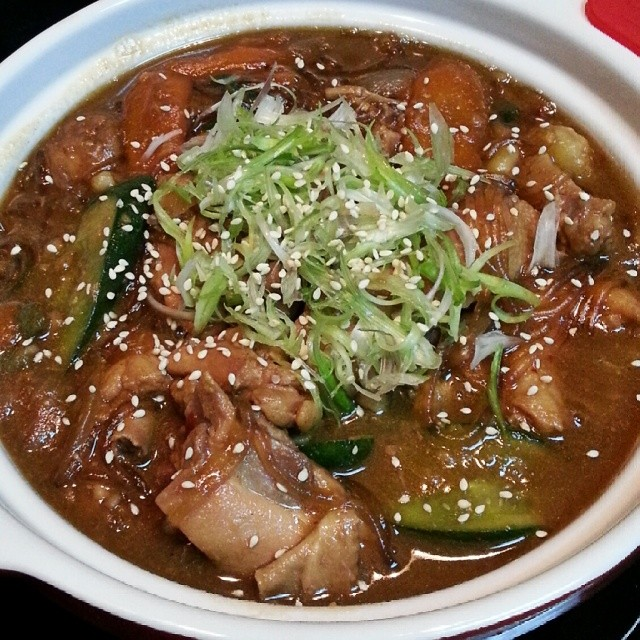
アンドンチㇺタク

### ご飯類（パㇷ゚／飯）
- キムパプ：韓国版海苔巻き。酢飯ではない。「三角キムパブ」といえば「おにぎり」のこと。
- クッパ（ククパプ): クㇰ（スープ）をかけたパッ（飯）
- サムパプ：ご飯にサムジャンをつけサンチュなどの葉菜で巻いて食べる。
- チュク（粥）：朝食などのほか、宴席の前菜としても供される。日本の粥と異なり米の粒が残らない程度につぶしてある。
  - パッチュク：白玉団子の入った小豆粥。
  - チョンボクチュク：アワビと「ケウ」（게우）と呼ばれるアワビの内臓などが入ったお粥。
  - ホバクチュク：カボチャの入った前菜のお粥。
- トルソッパブ：米を穀類や豆とトルソッ（石釜）で炊いた釜飯。おかずと供する。
- ビビンバ（ピビムバプ）。石釜のものはトルソッピビンパ[21]。
- ポックムパプ：直訳すれば「炒めた飯」。韓国式の炒飯。キムチポックムパブなど。

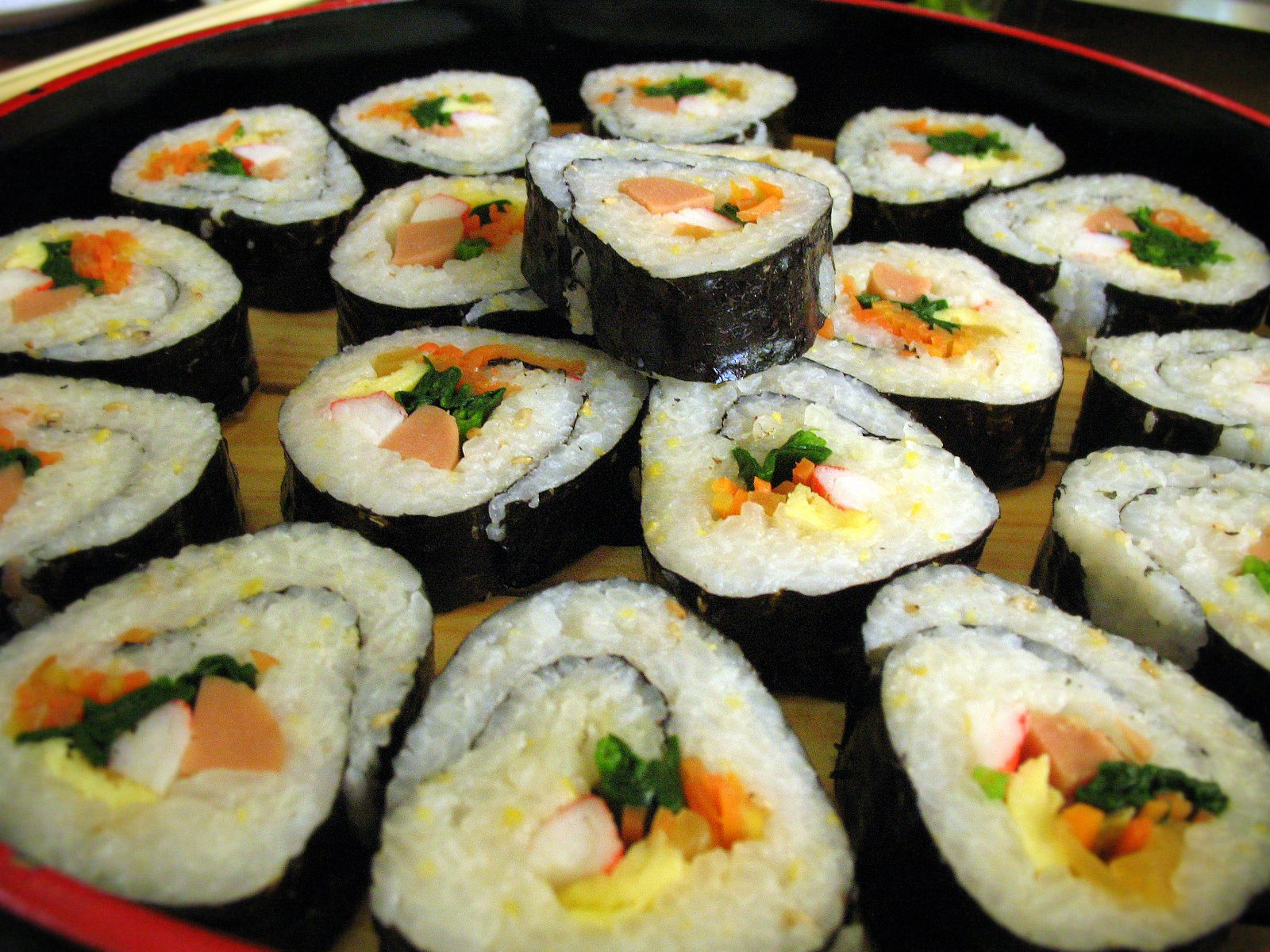
キムパㇷ゚
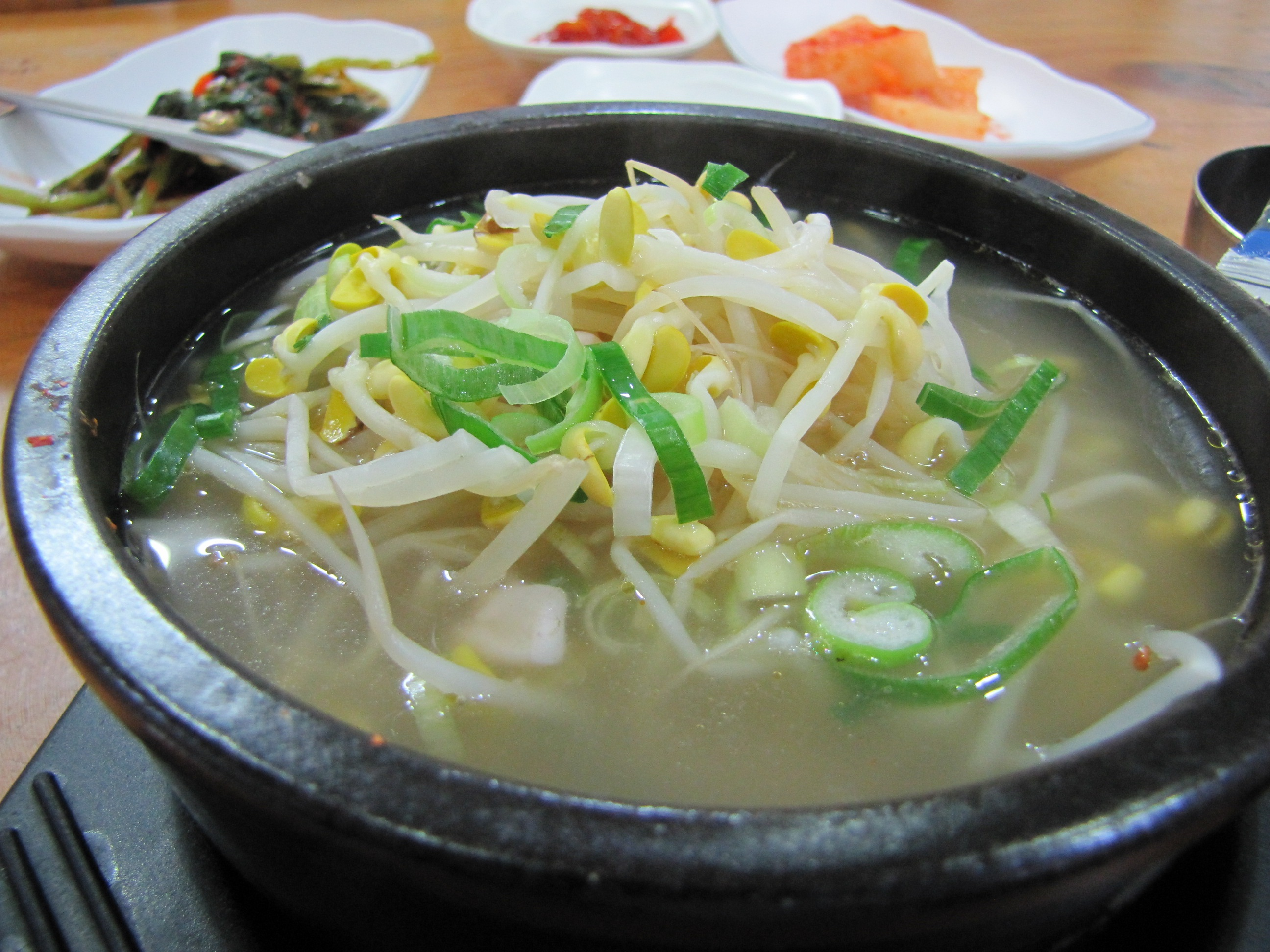
コンナムㇽクッパ（豆もやしのクッパ）
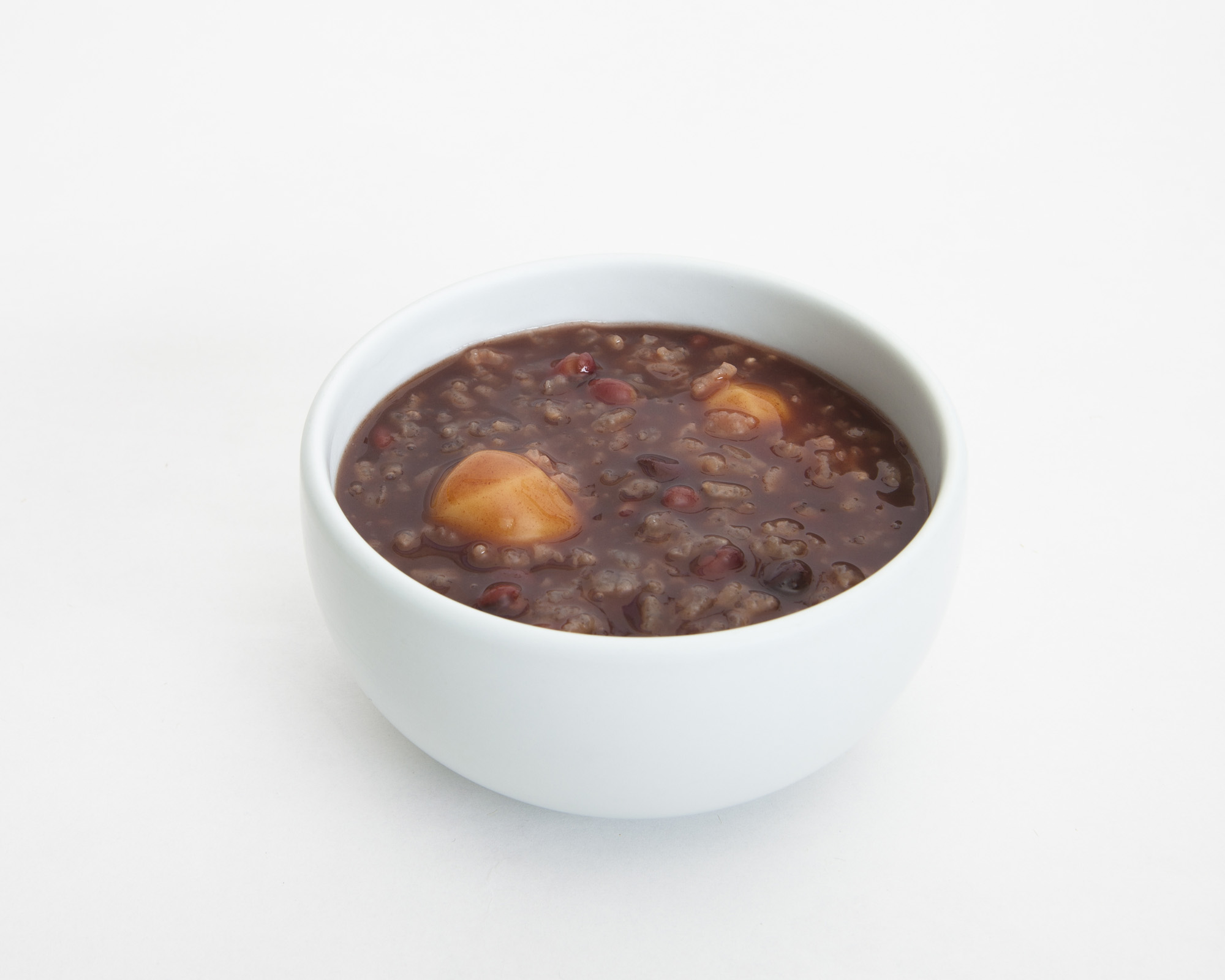
パッチュク
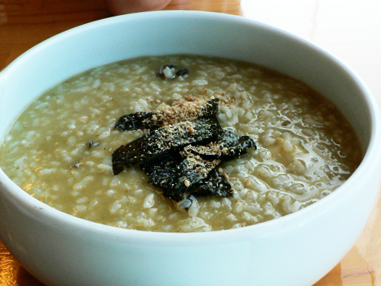
チョンボㇰチュㇰ（アワビ粥）
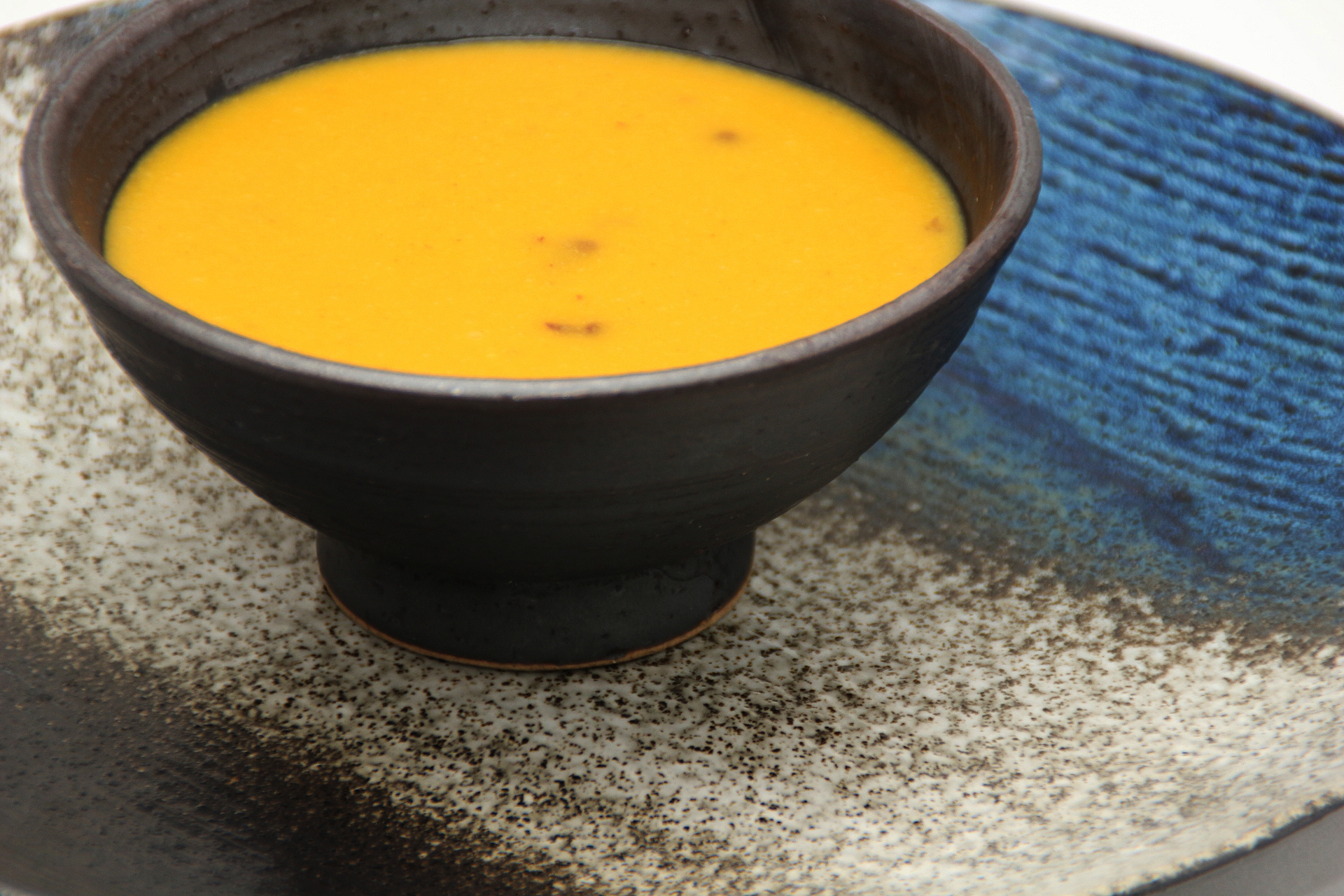
ホバㇰチュㇰ（カボチャ粥）
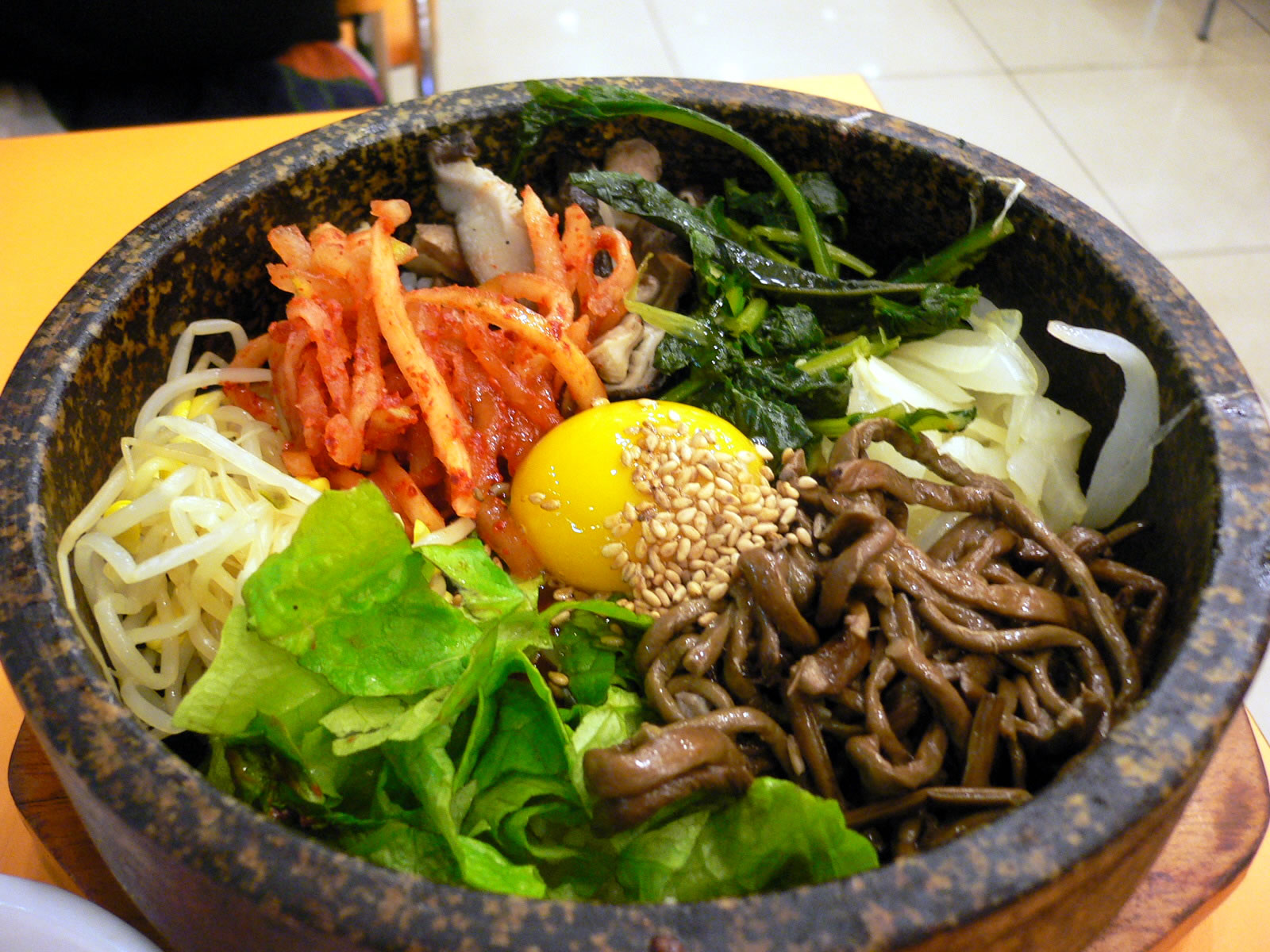
石焼ビビンバ
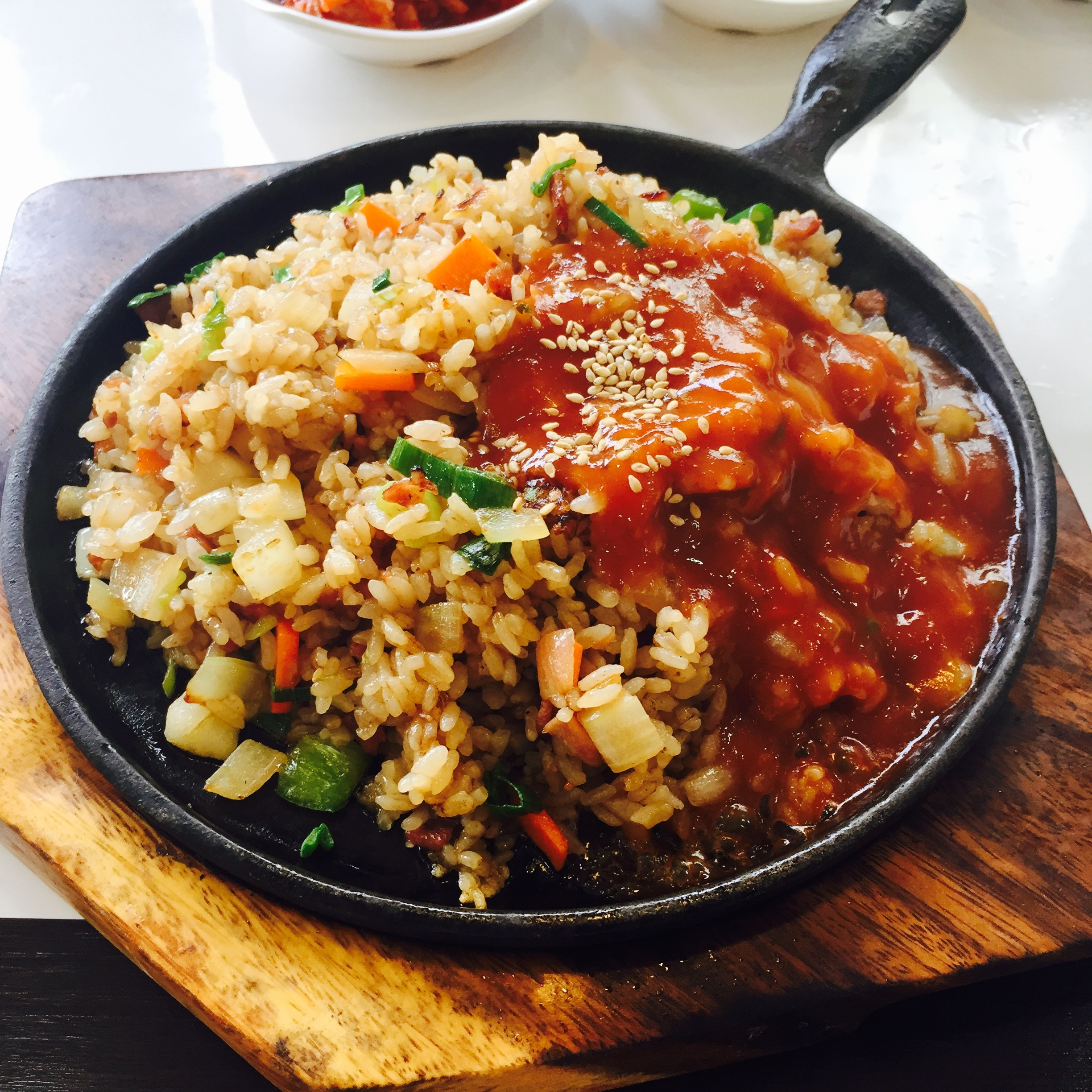
ポックㇺパㇷ゚

### 麺類（ミョン、クㇰス）
- 冷麺（ネンミョン）：ムル（スープ）冷麺と、ピビム（混ぜ）冷麺がある。
- チャジャンミョン：中式（中華風）の国民食。韓国風にアレンジされた炸醤麺。
- チョル麺（ko:쫄면）：韓国仁川の代表料理。
- ククス：小麦粉で作った細いうどん様の麺。麺類全体をさす言葉でもある。
  - カルグクス：クㇰスをスープに入れた温麺。
  - コングクス：豆乳をスープにした冷製の麺料理。夏の風物詩。
  - ビビンククス：クㇰスを薬念で和えた辛い冷麺。
- チャプチェ：唐麺（タンミョン）と呼ばれる春雨を野菜などと炒めた料理。
- チャンポン：中式。スープに粉唐辛子が入っている。

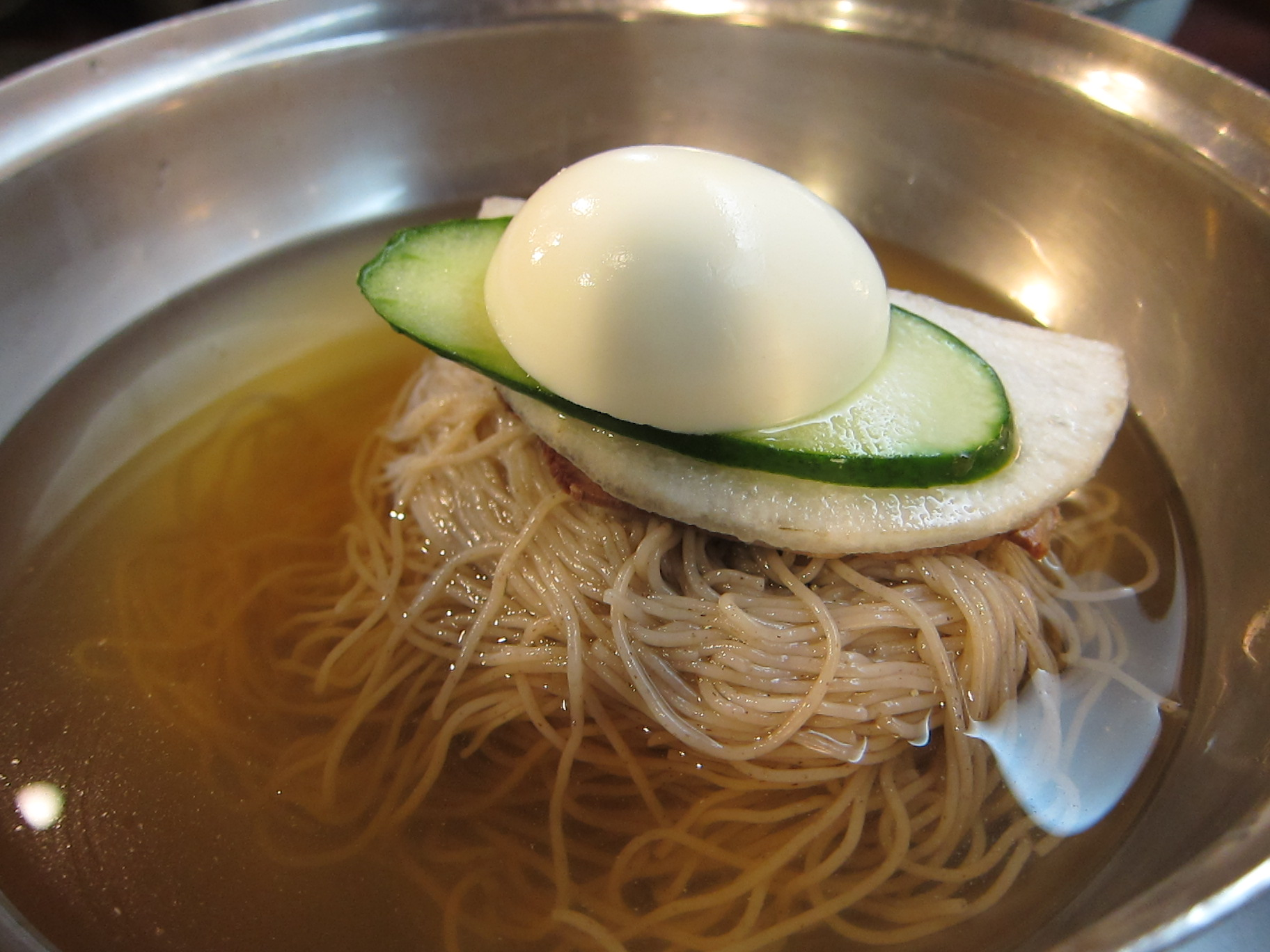
平壌式ムㇽレンミョン
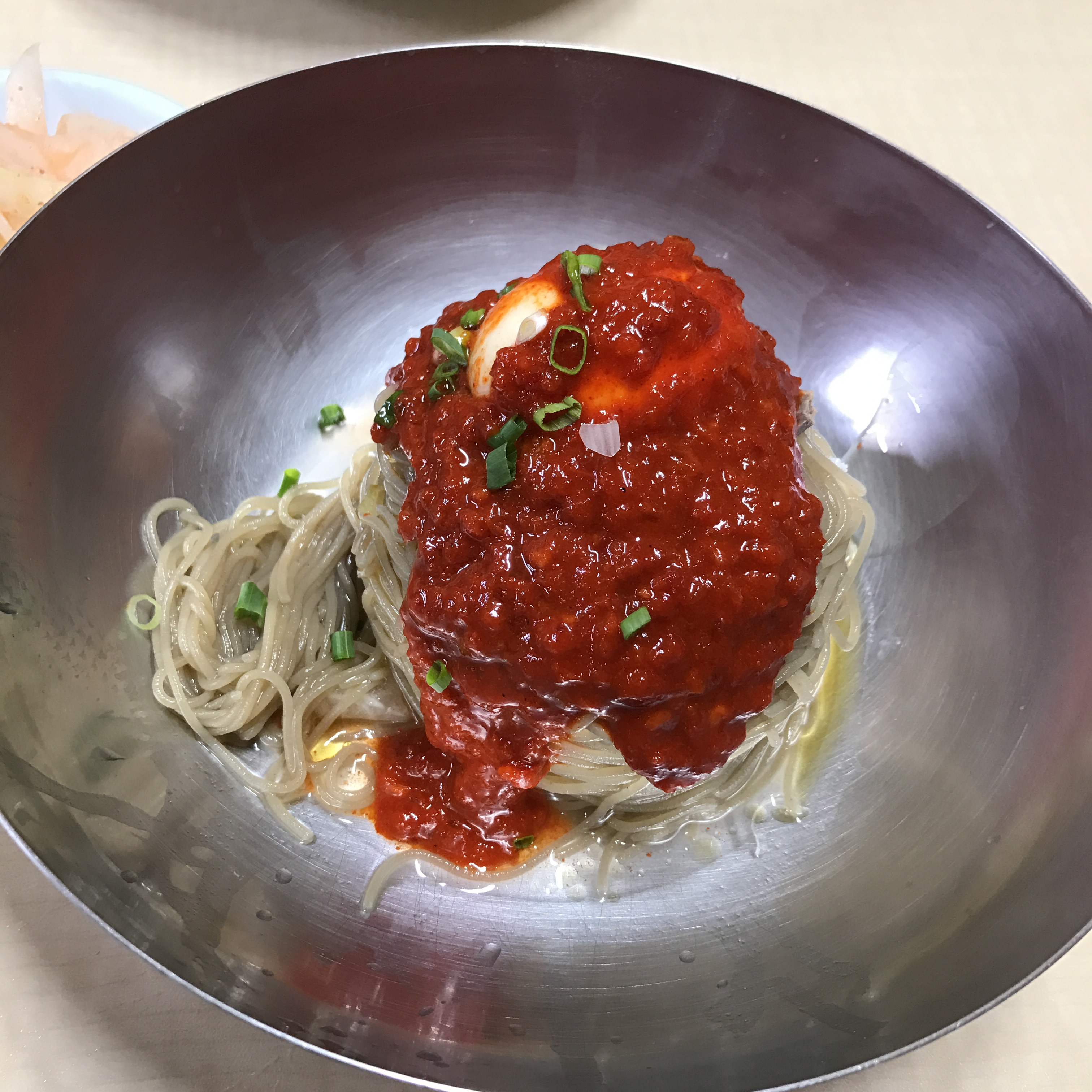
咸興式ビビンネンミョン
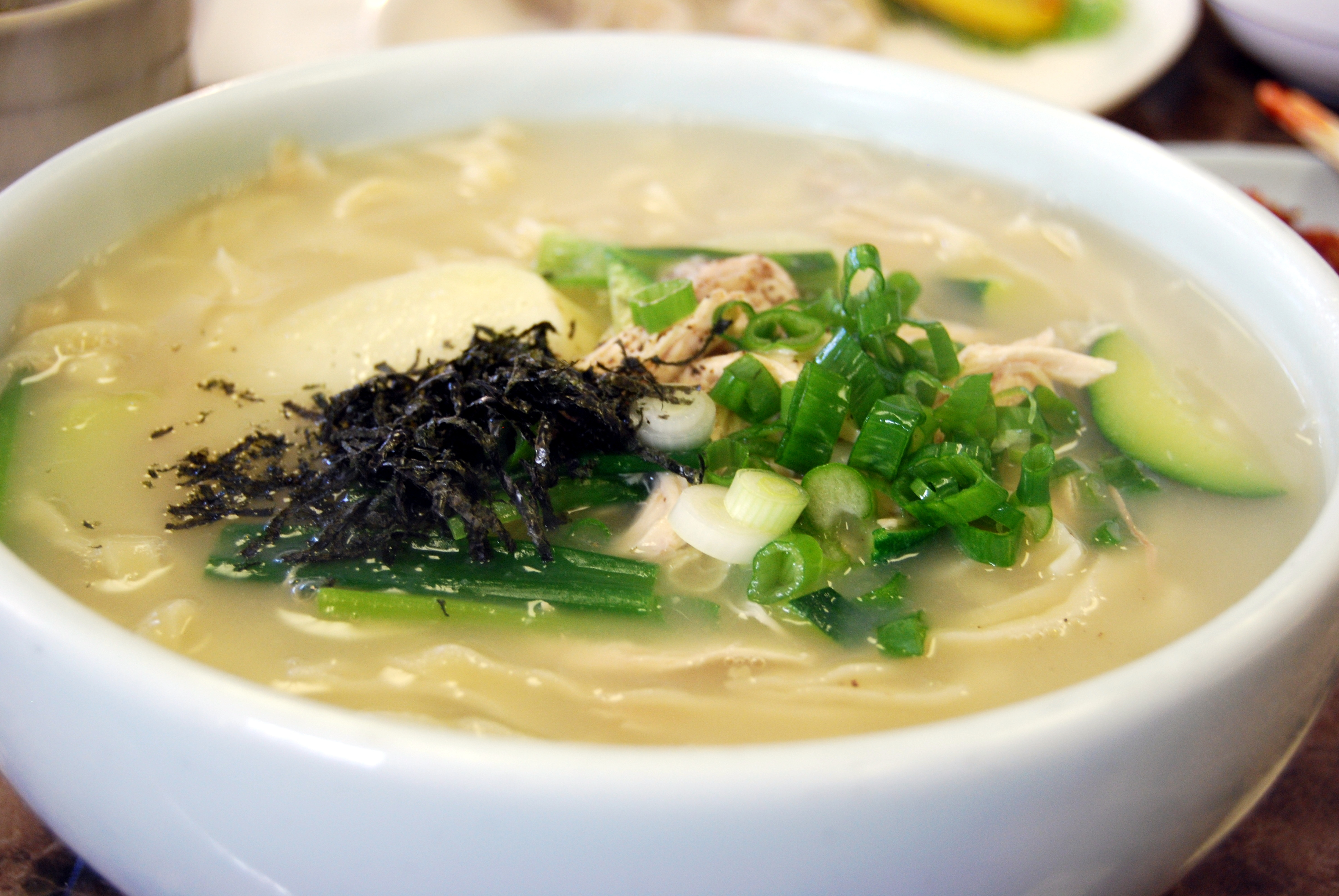
カㇽグㇰス
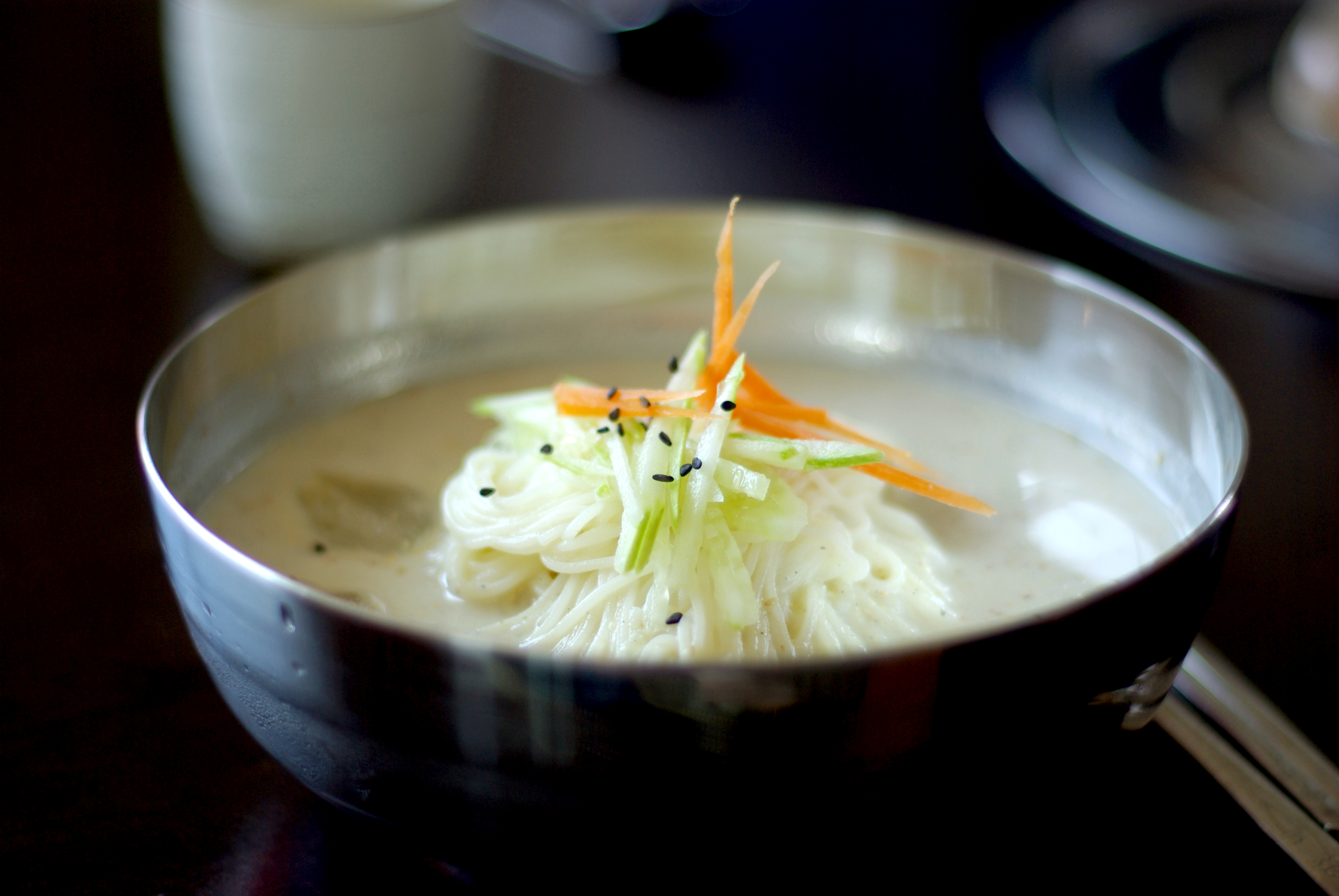
コングㇰス
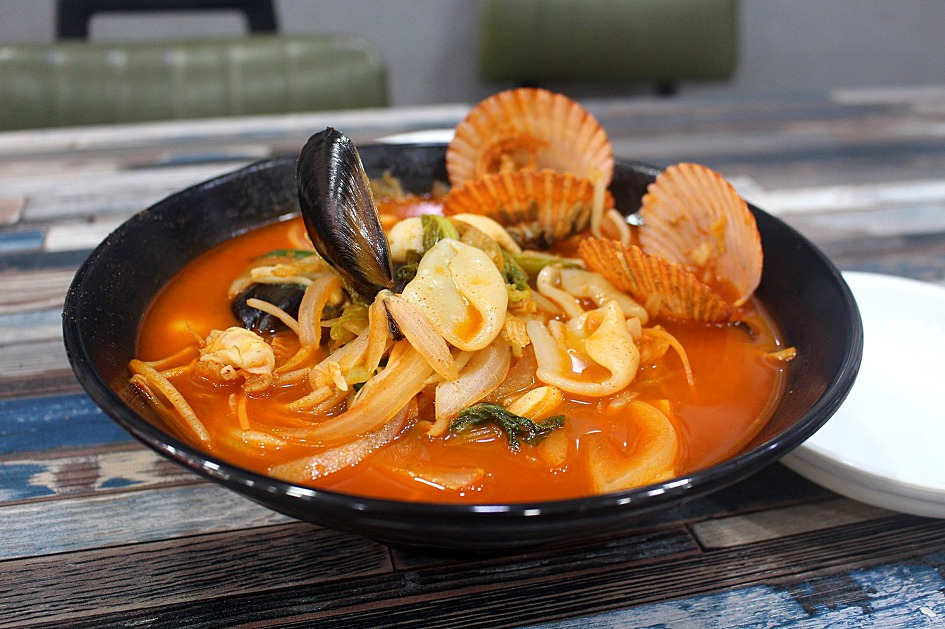
チャンポン

### 粉食（プンシク）類
- スジェビ：韓国風すいとん
- トック：餅や餅菓子のこと。炒め物や汁物などの料理にも使われる。
- トッポッキ：うるち米で作った餅を炒めたもの。スナックとして屋台の定番。
- マンドゥ（饅頭）：韓国風餃子。スープに入れるとマンドゥクク。肉まん風のものもある。
- ラミョン（ラーメン）：国民食と言えるが、店でもインスタントが普通。
- ティギム：衣をつけた揚げ物の総称。天婦羅に似ている。具材はゲソ、サツマイモ、マンドゥなど。

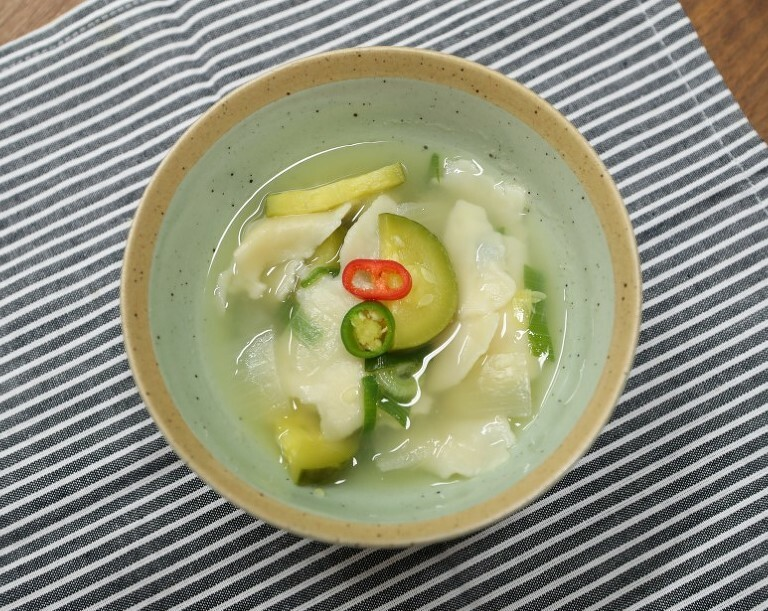
スジェビ
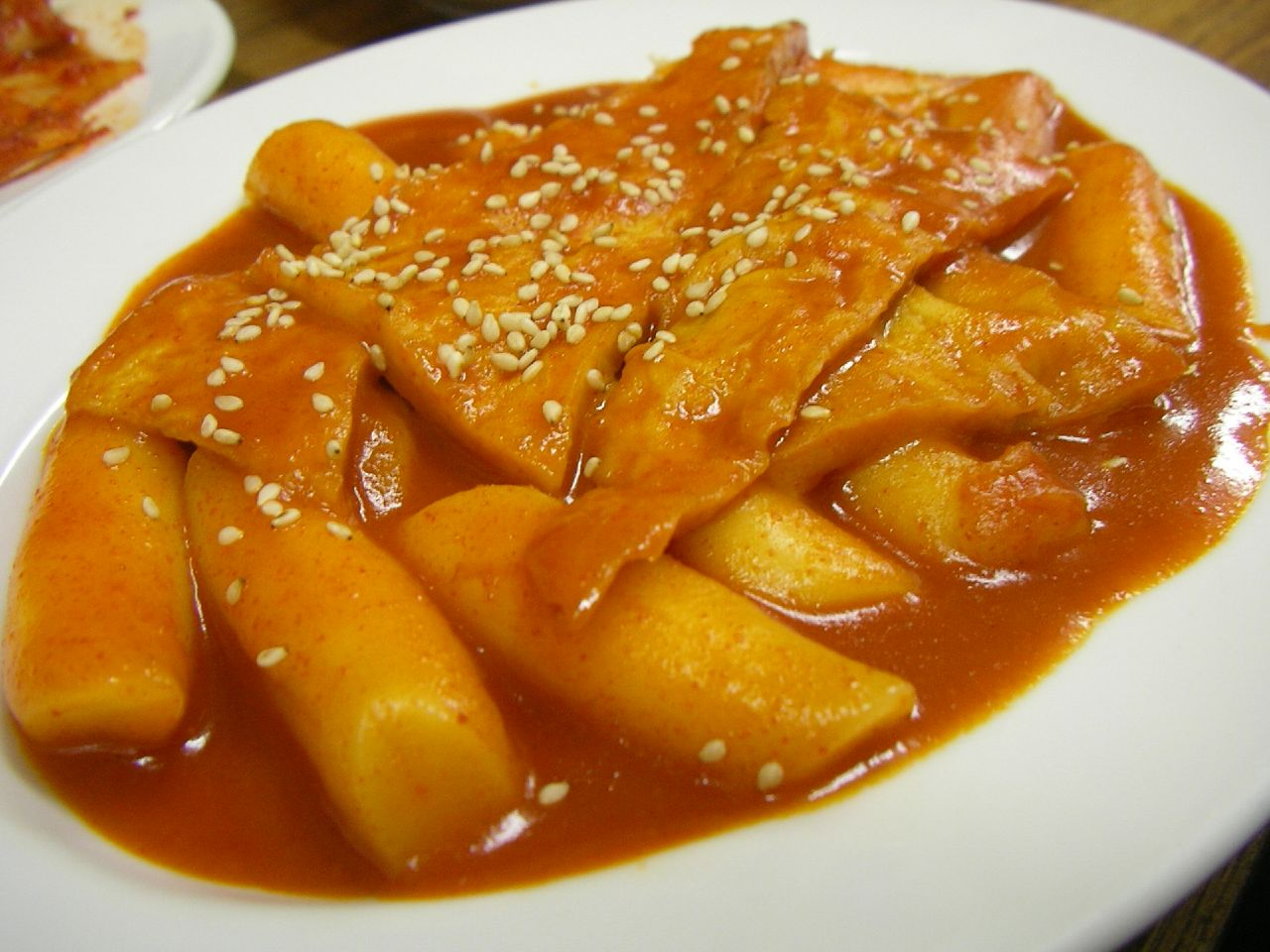
トッポッキ
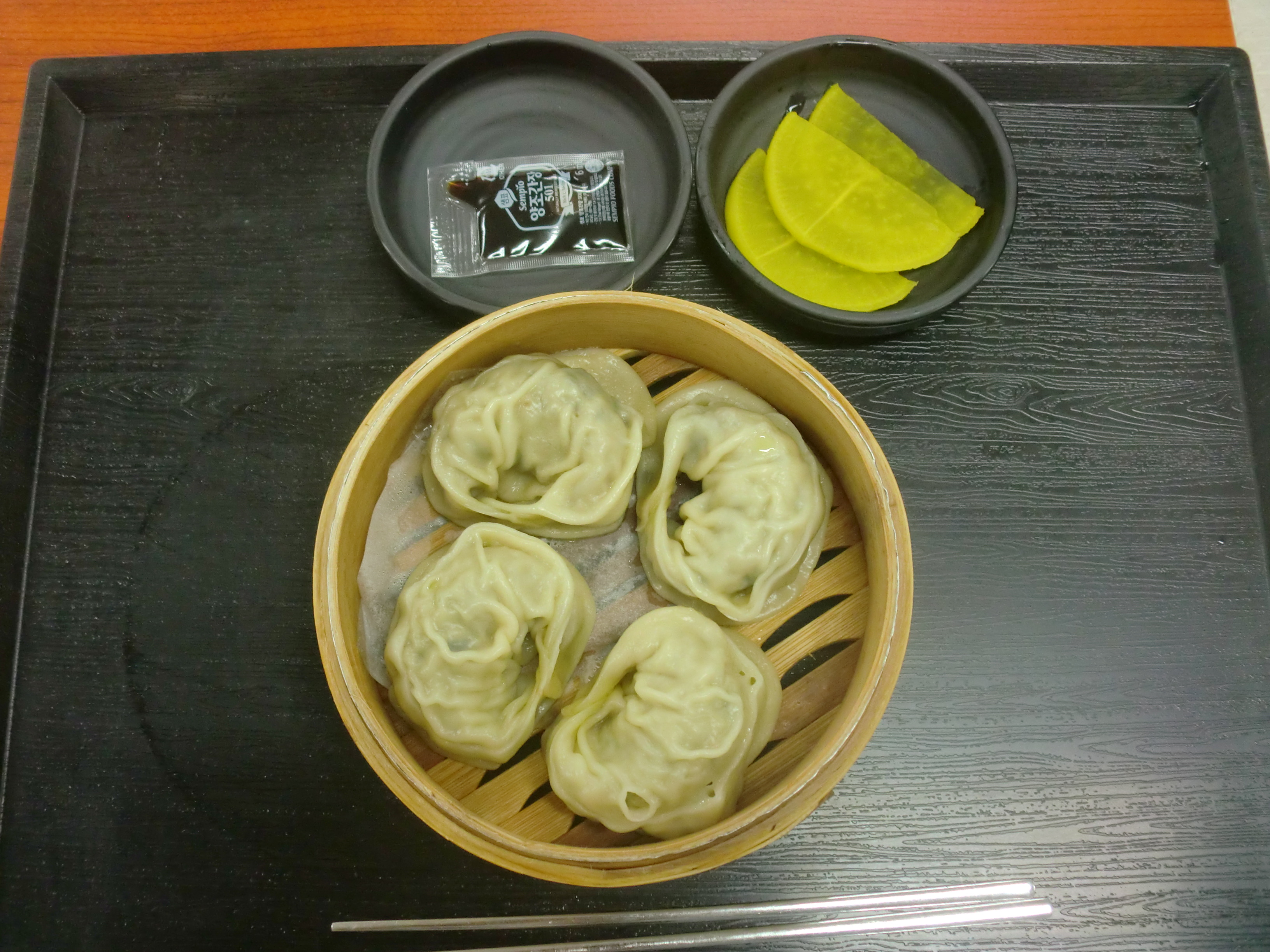
マンドゥ
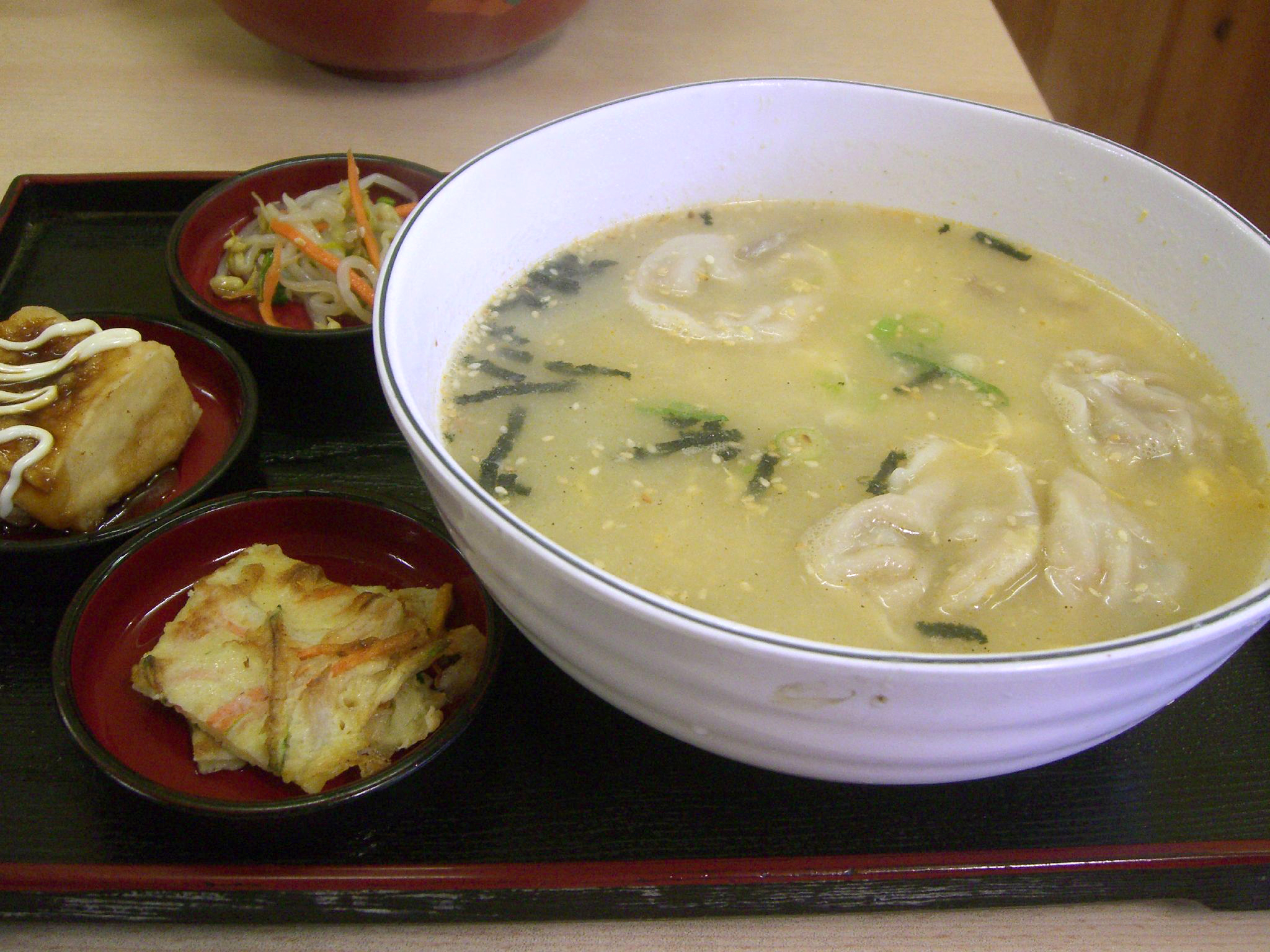
マンドゥクッ

### 宮廷料理
- クジョルパン（九節板）：小さなクレープ様のチヂミで野菜などを巻いて食べる。
- シンソルロ（神仙炉）：中央を煙突が貫いた形の、熱効率のよい形状の一人用鍋で供する宮廷鍋料理。

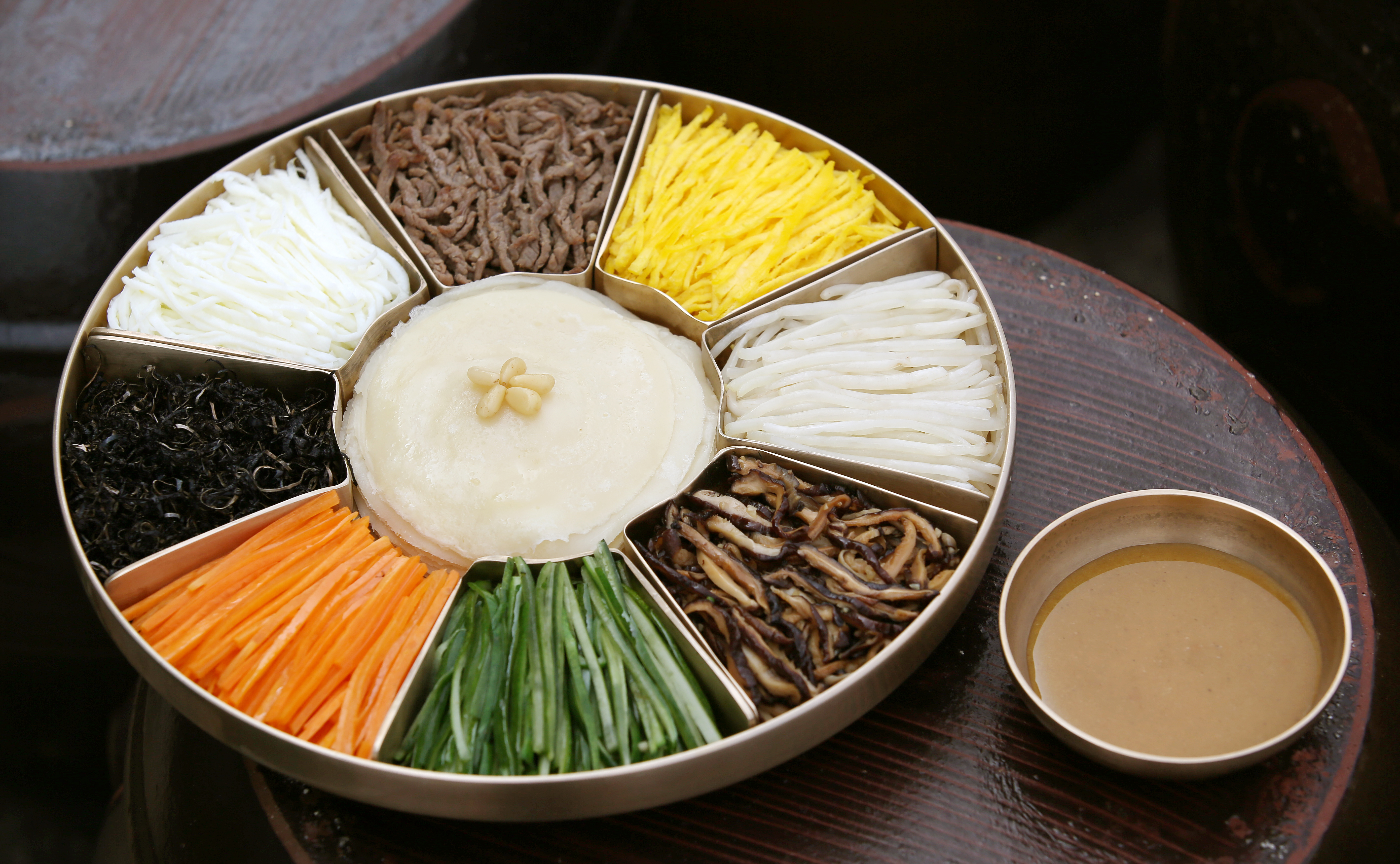
クジョルバン
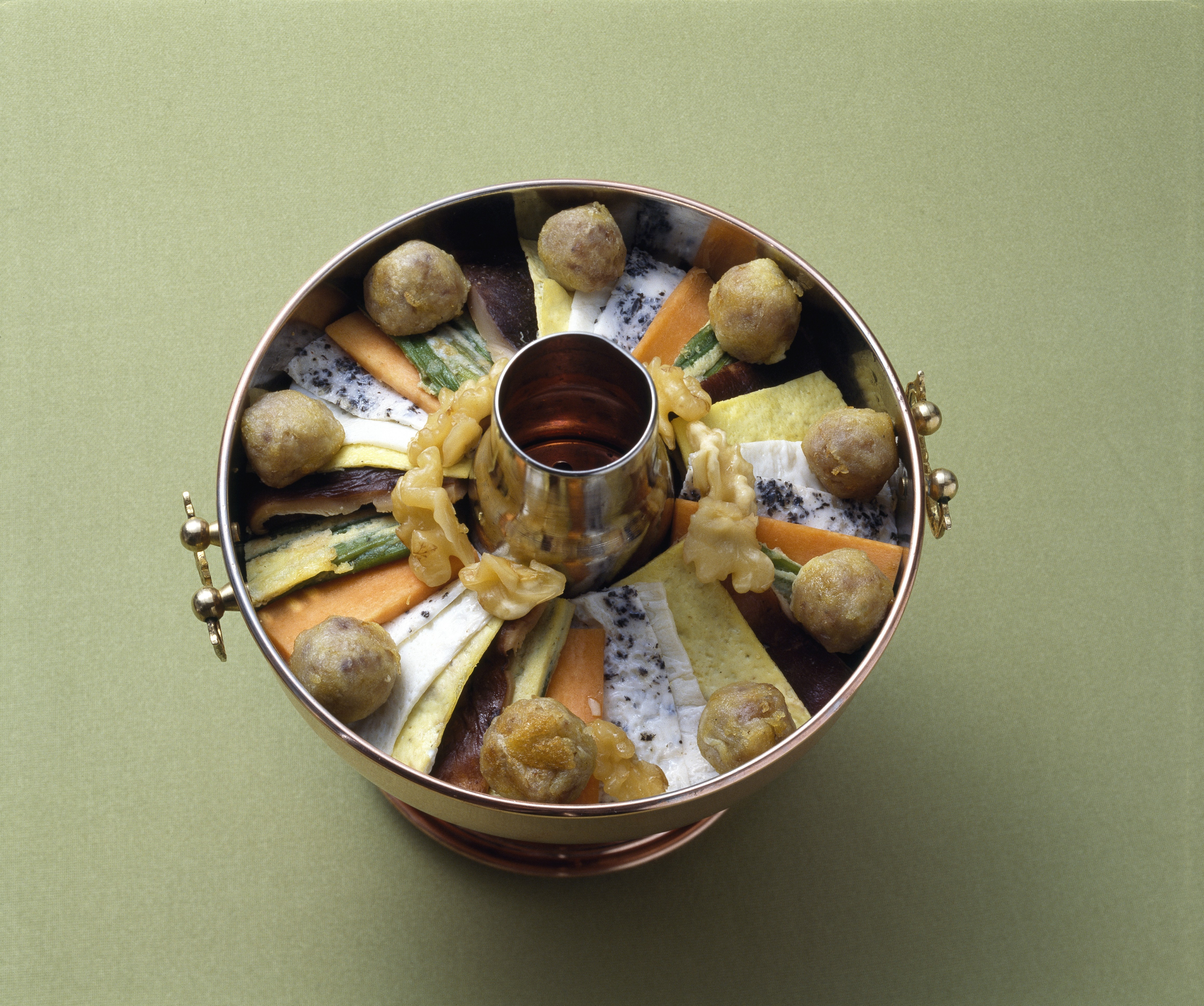
シンソルロ

### その他（食材など）
- 韓国海苔：お土産でおなじみ。ごま油と塩で味付けされたものが主流。
- スンデ：韓国風腸詰。豚の血を使うため黒い。そのまま、あるいは調理して食べる。
- チョッカル：塩辛、魚醤。カタクチイワシのミョルチジョッ、小エビのセウジョッなどがある。
- チョッパル：茹でた豚足。酒肴の定番。「豚を溶かす」と言われるセウジョッ（アミの塩辛）をつけて食べる。
- ポンテギ：カイコのさなぎを煮た伝統的な間食。
- ミスッカル：蒸したり煎ったりした穀粉を混ぜ合わせたもの。
- ムㇰ：ソバ、緑豆、ドングリなどの粉で作る寄せもの。野菜と和えるか、薬念のタレをつけて食べる。
- ユッス（肉水）：肉の茹で汁。出汁として利用する。

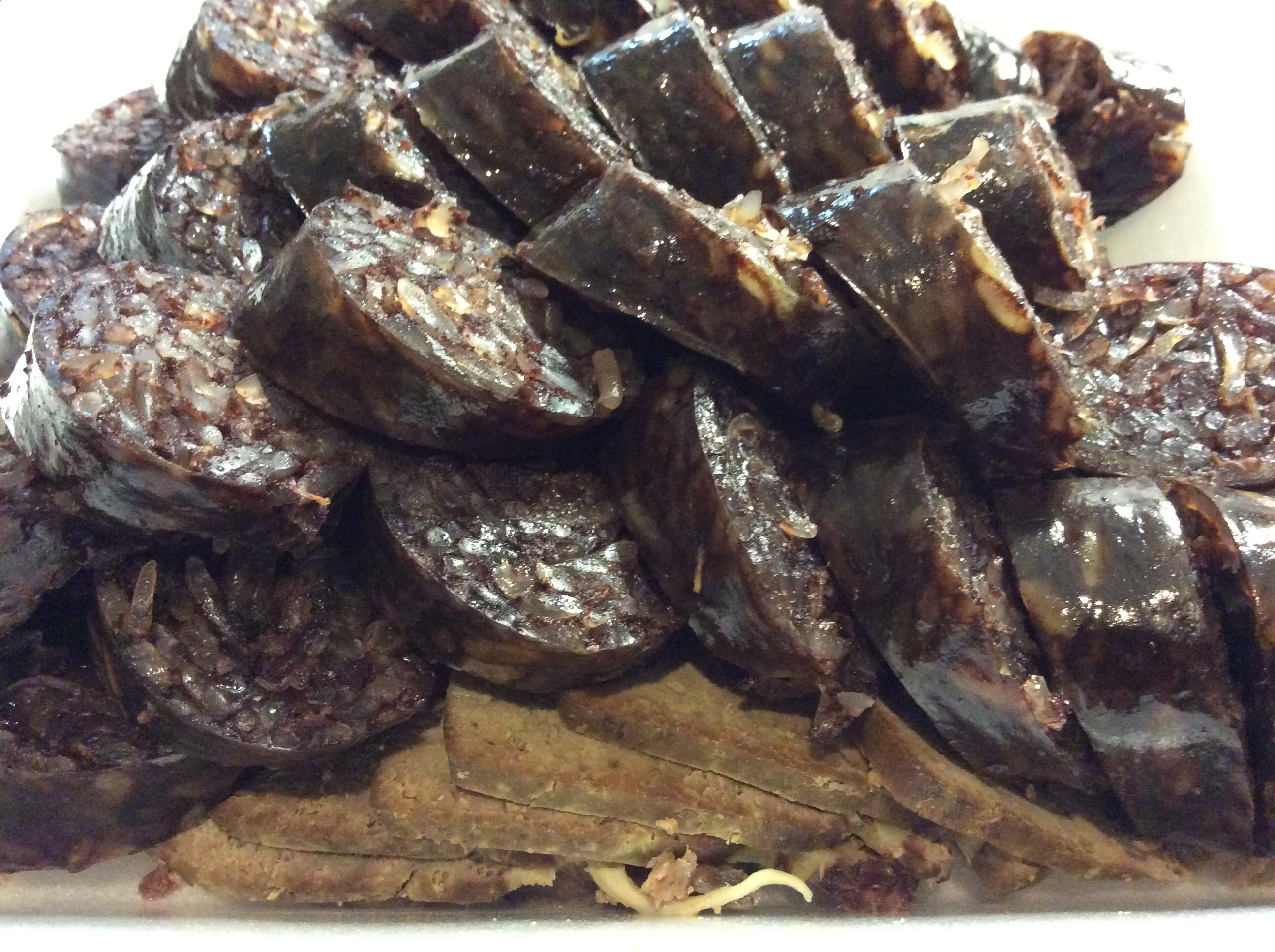
スンデ
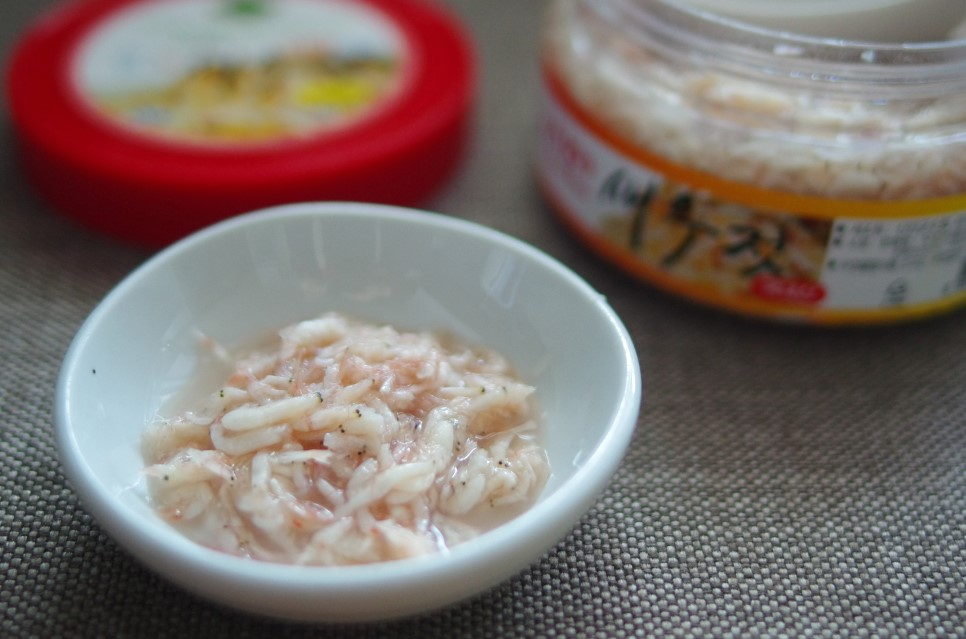
セウジョッ（小エビの塩辛）
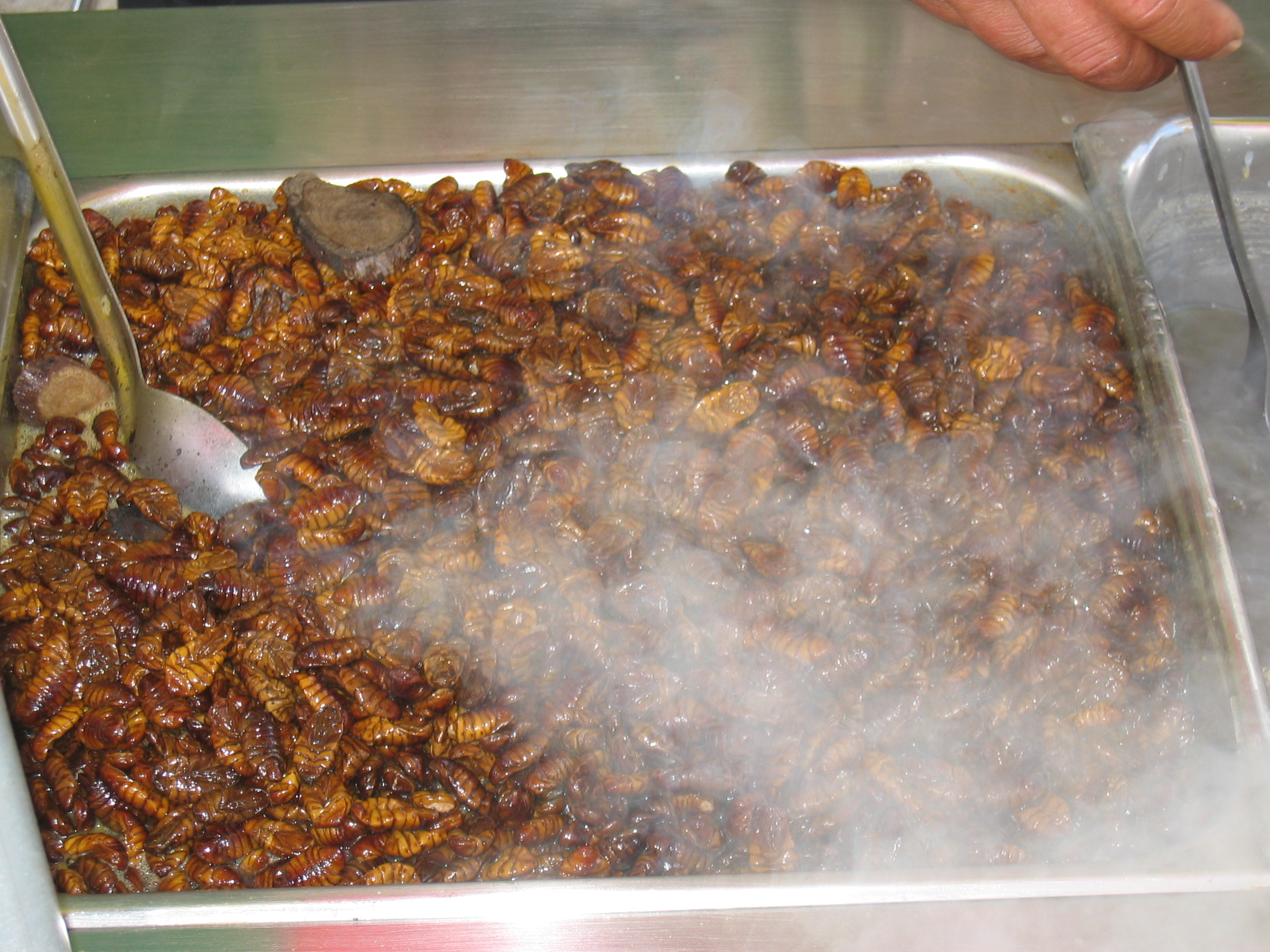
ポンテギ
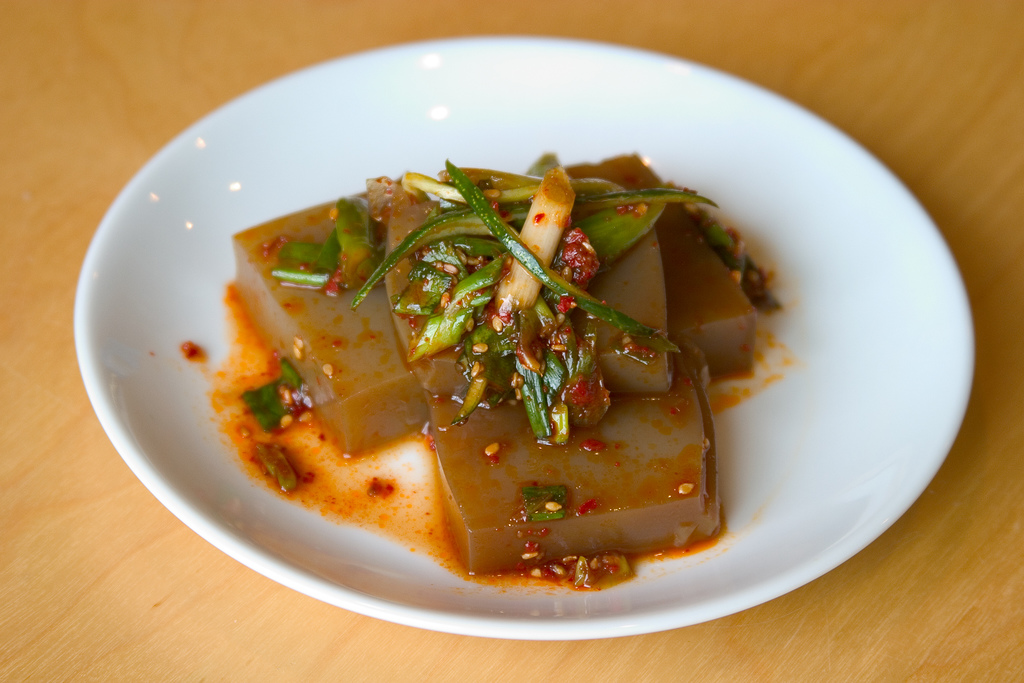
トトリムㇰ(ドングリのムㇰ)

### 菓子類
韓国の伝統菓子を総称して韓菓という。韓国では、甘さ控えめの味付けが好まれる傾向がある。
- トック：餅の総称。搗き餅、蒸し餅など種類が豊富。
- ソンピョン : 松葉と共に蒸して香りをつけた餅
- クルタレ：蜂蜜を細い糸状に伸ばして胡桃などを包む菓子。別名ヨンスヨム（竜髭）。
- ケランパン：直訳すれば「鶏卵パン」。今川焼きに似ているが、中に鶏卵が入っている。
- ヤックァ（薬菓）：小麦粉に蜂蜜や胡麻油を練り込んで成形し、揚げた菓子。
- ヤクシク（薬食）：蒸したもち米と小豆、栗、ナツメ、カラメル、醤油、ごま油、シナモン、松の実を混ぜ合わせて蒸した菓子。
- パッピンス：小豆餡と果物などをトッピングしたかき氷。
- ホットク：小麦粉を溶いた生地で黒砂糖、蜂蜜、シナモンなどを包んで鉄板で焼いた菓子。
- プンオパン：韓国版たい焼き。「プンオ」とはフナの意。
- ホミルホドゥ（ホドゥグァジャ）：ライムギと小麦粉と砂糖を混ぜ合わせた生地のクルミ入り饅頭。「ホミル」とはライムギの意。「ホドゥグァジャ」とは胡桃菓子の意で、胡桃の香ばしいにおいがする。

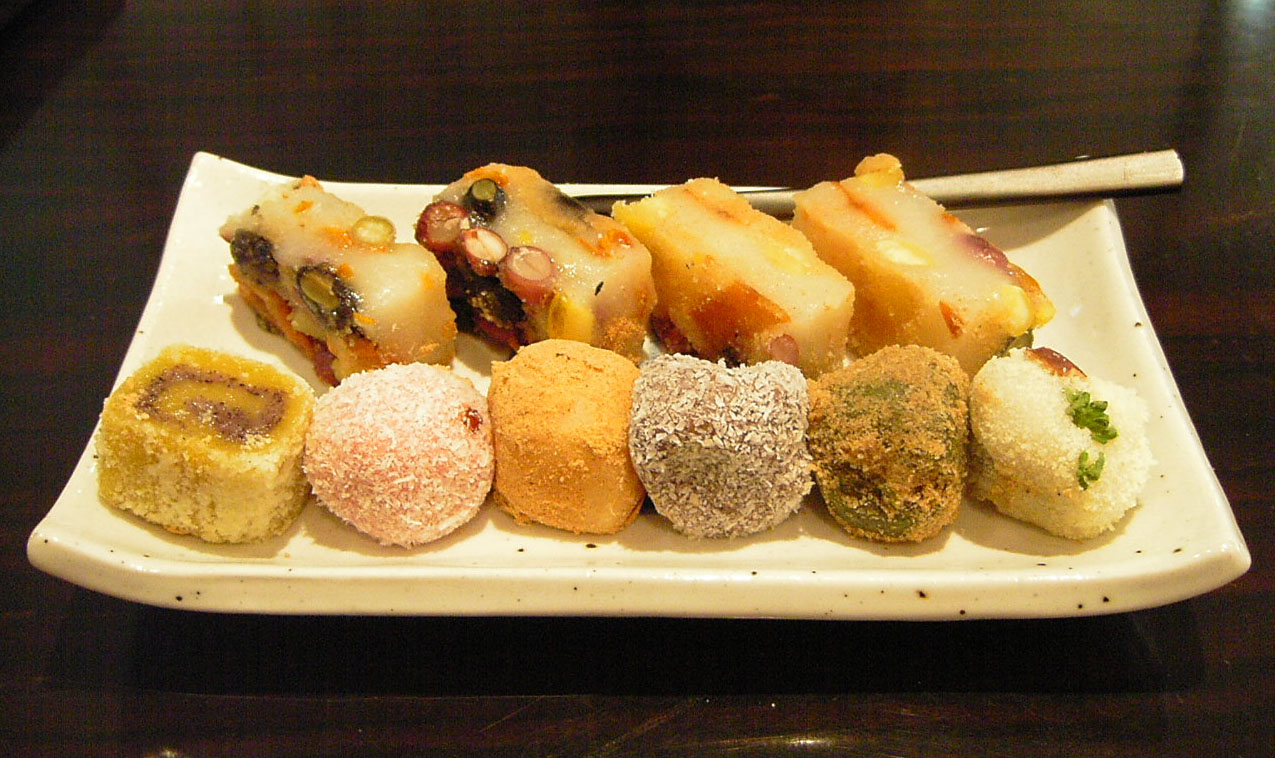
トック
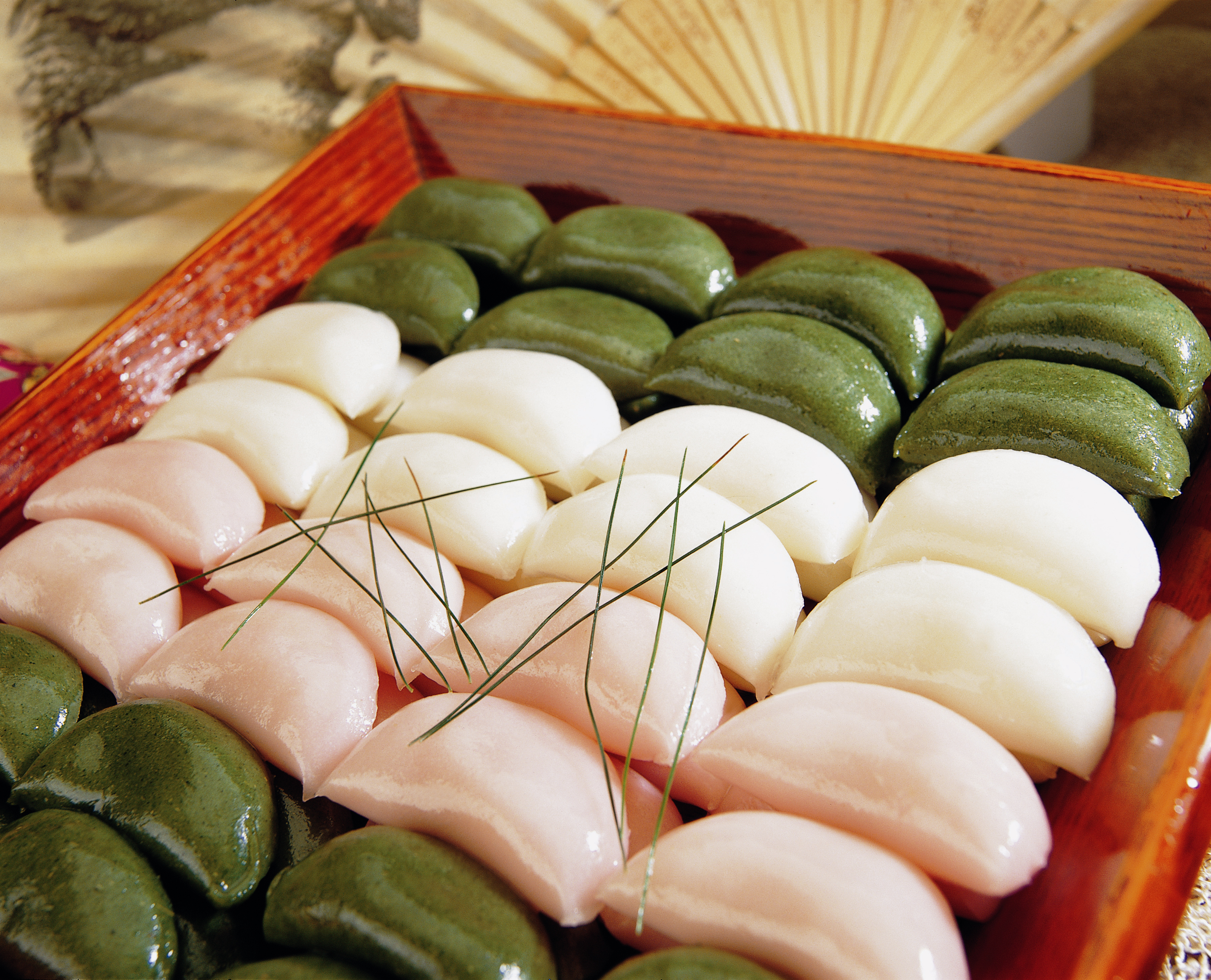
ソンピョン
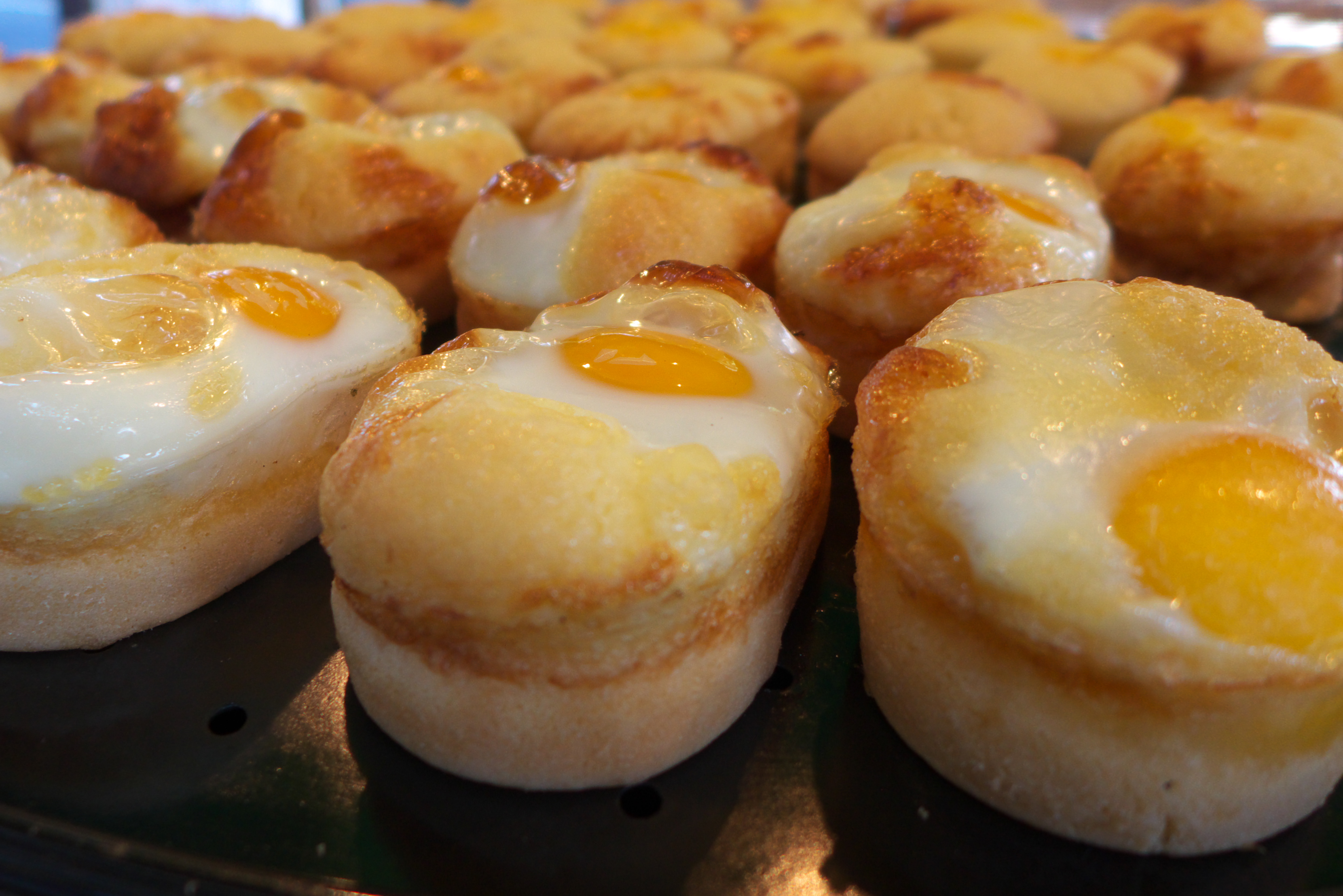
ケランパン
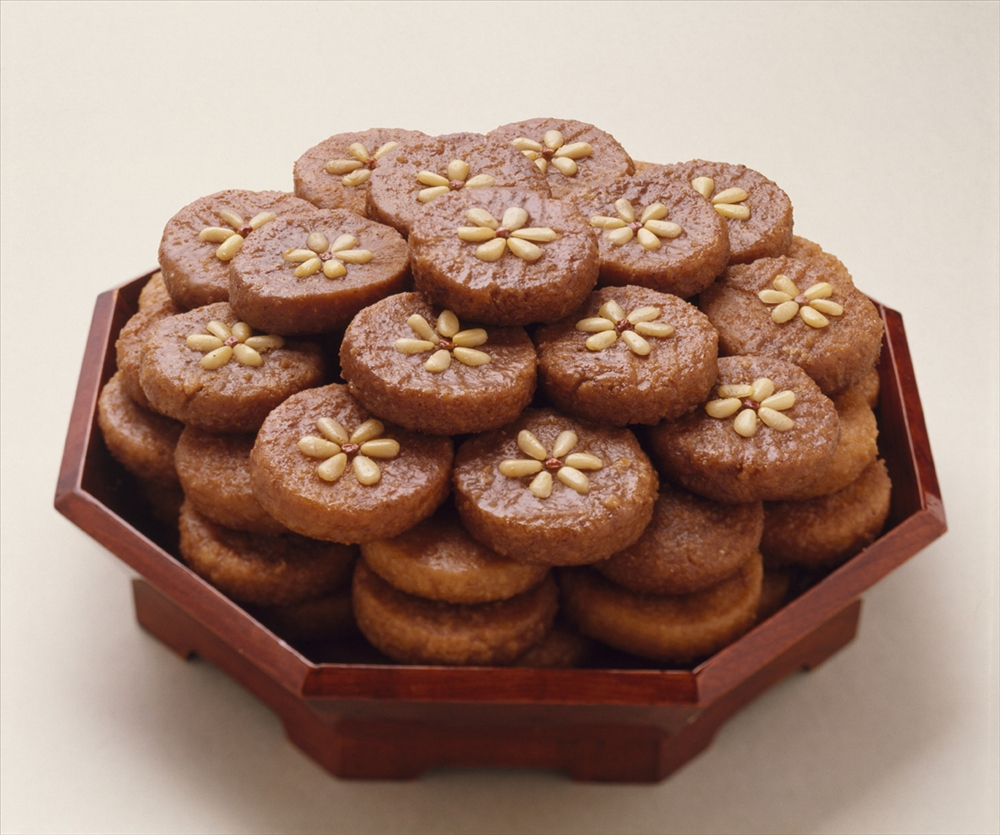
薬菓
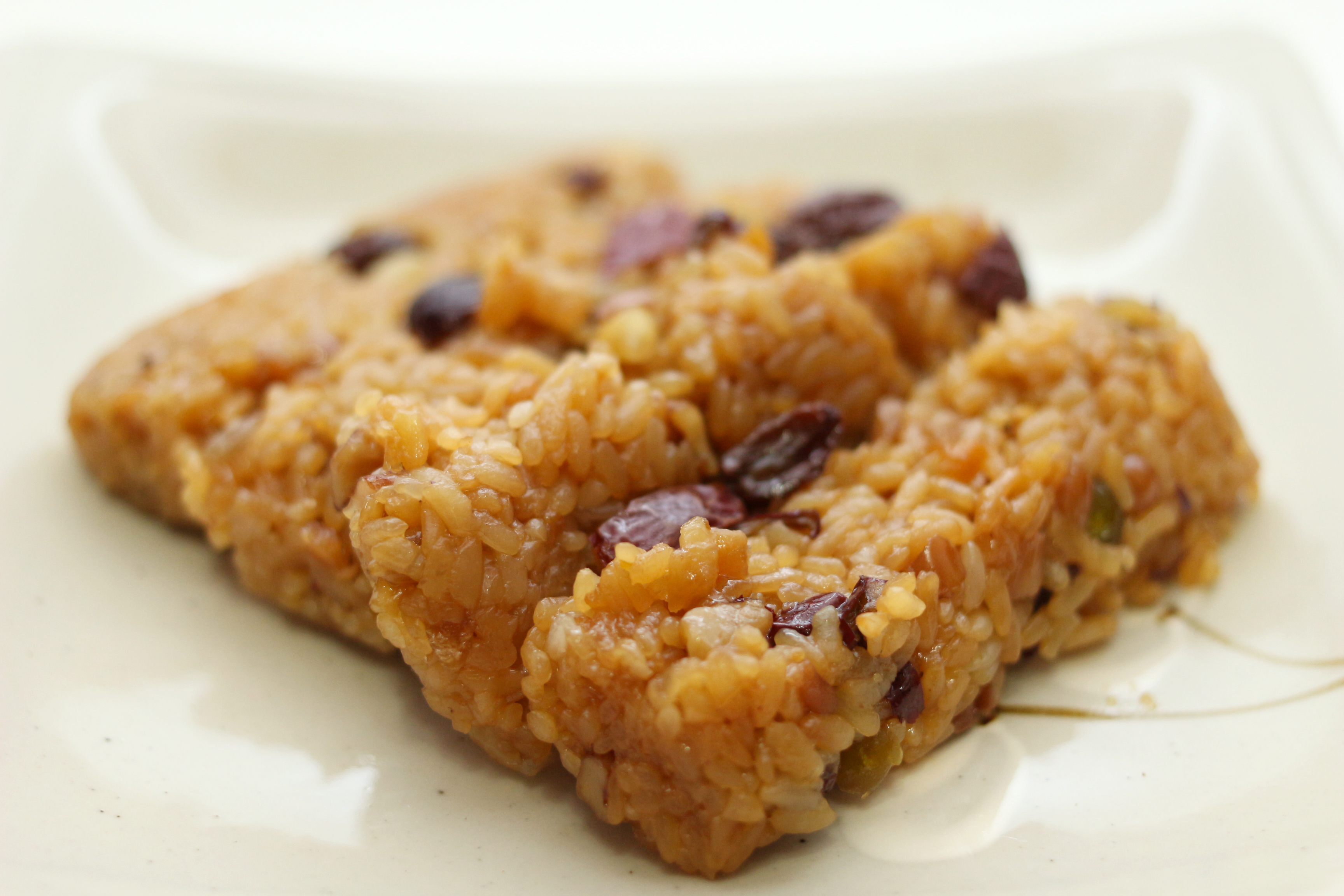
薬食
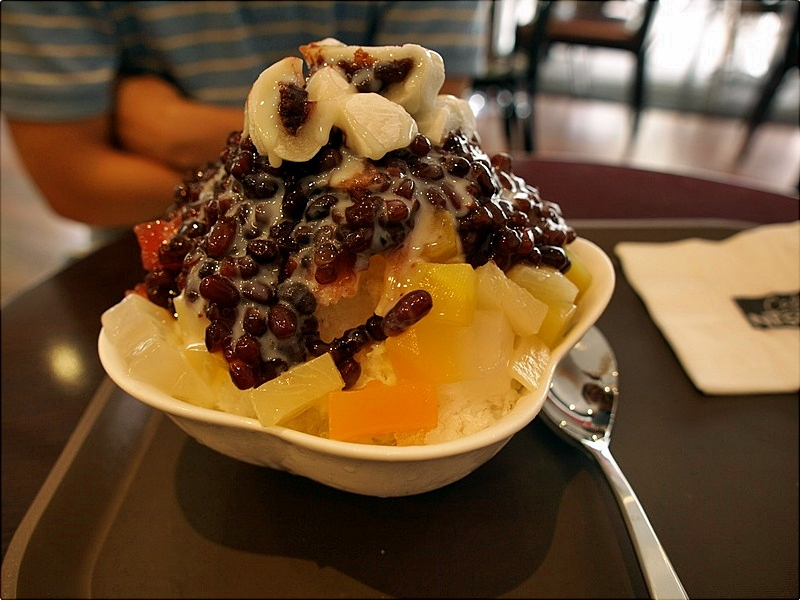
パッピンス
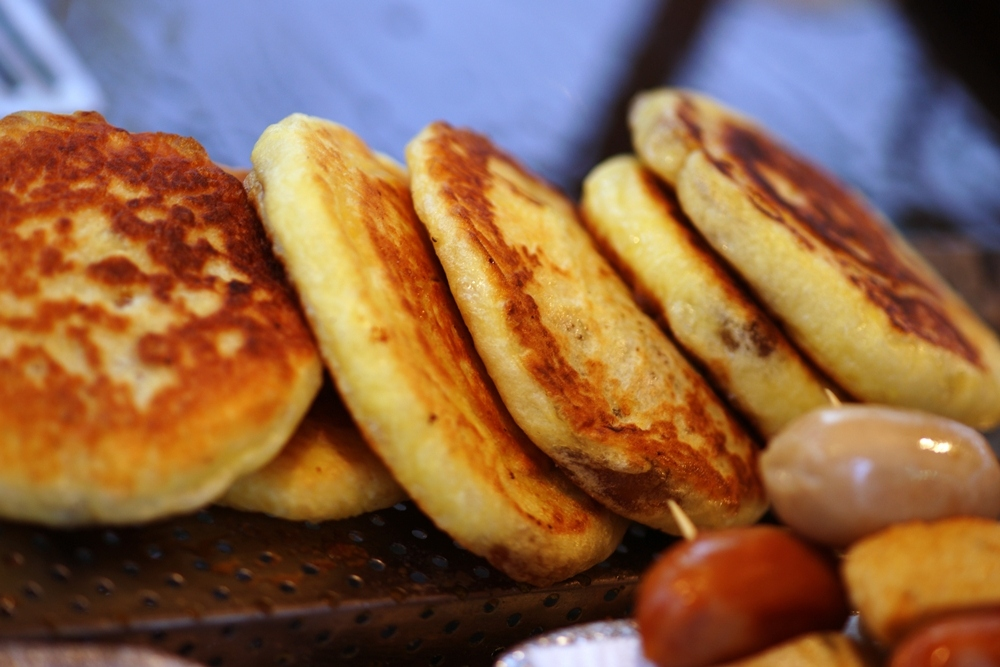
ホットㇰ

### 飲み物
- シッケ ： 甘酒の一種。食後のデザート飲料として好まれる。
- スジョングァ（水正果）：干し柿から作る冷たい飲み物。これも食後に。
- 茶：茶外茶が多い。ホットジュース風の甘いものもある。
- スンニュン：焦げ飯のついた釜で沸かした湯。かつては食後の口直しとして飲まれた。

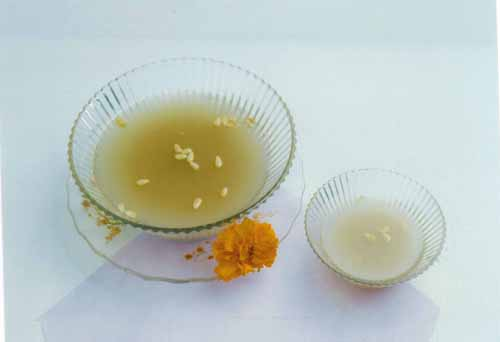
シッケ
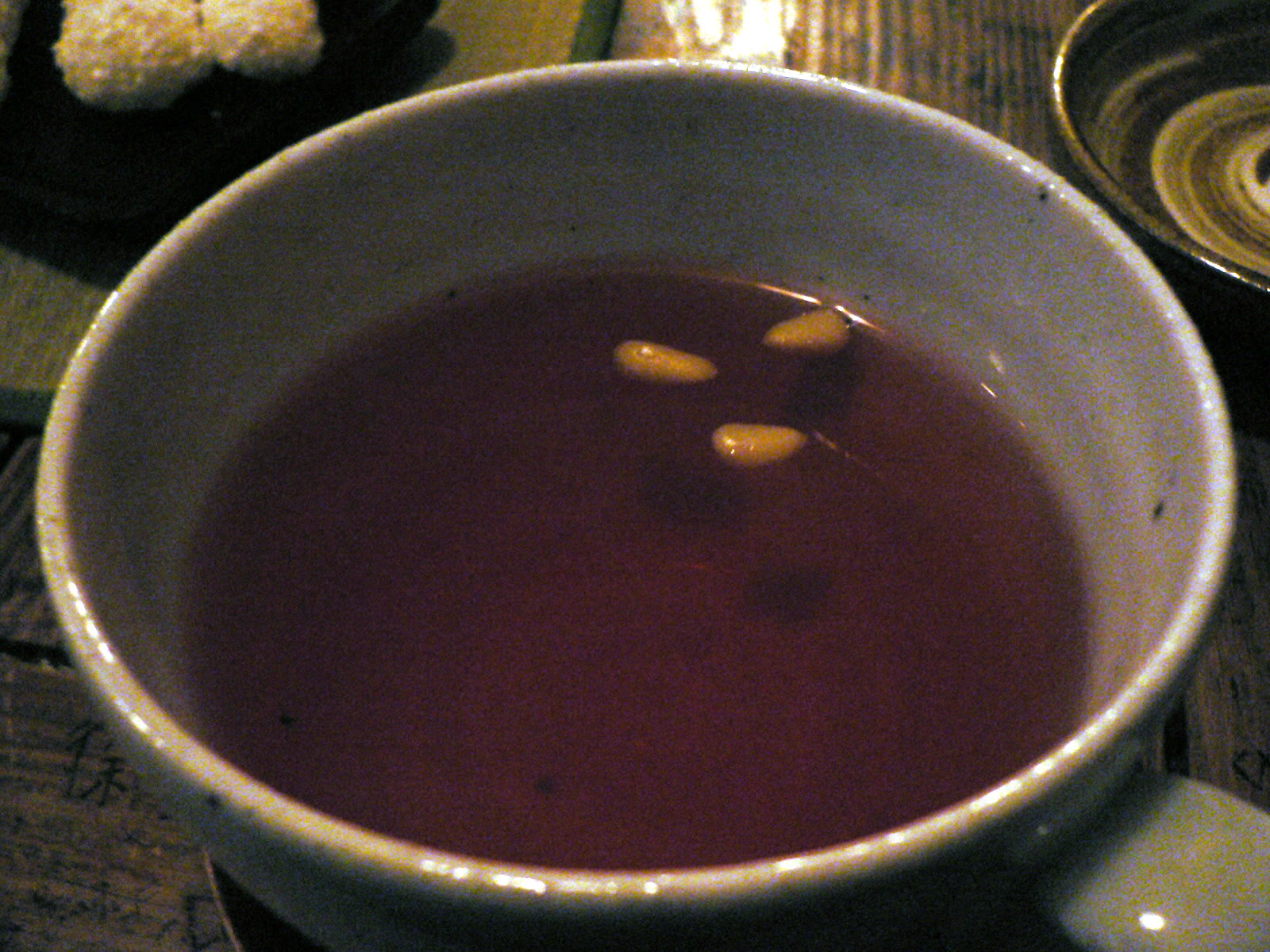
スジョングァ
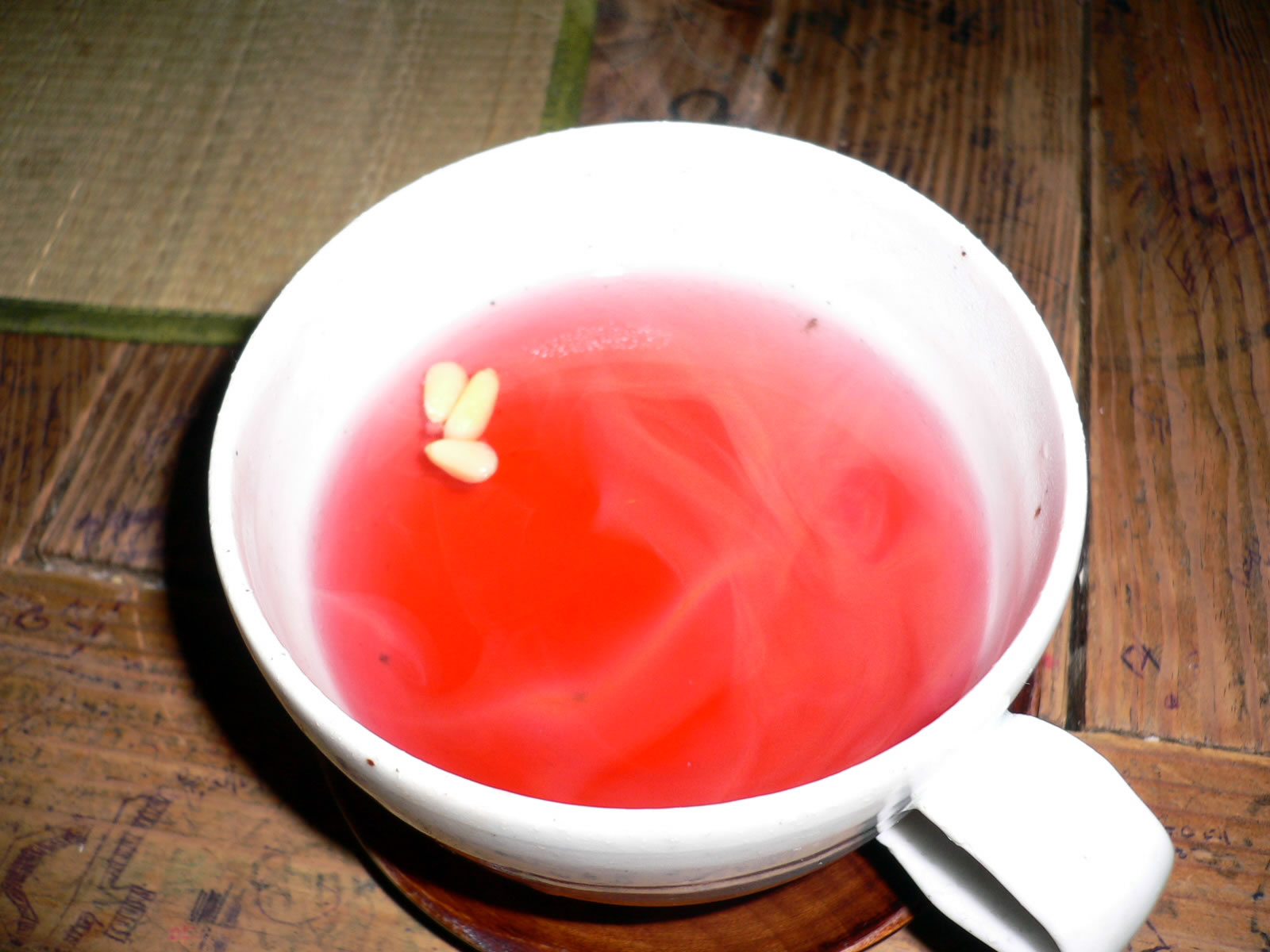
オミジャ（五味子）茶
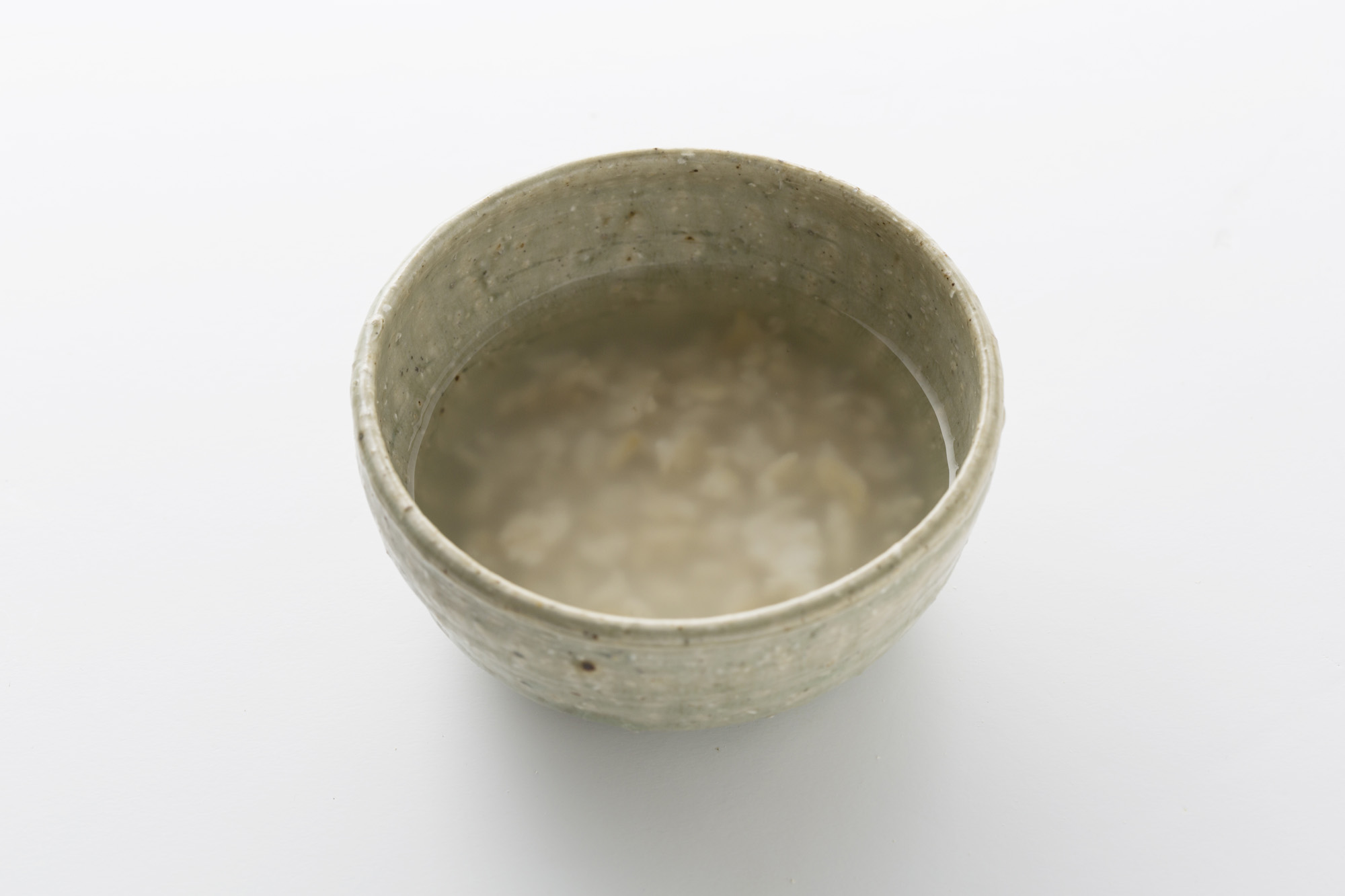
スンニュン

### 酒類
- 慶州法酒（キョンジュボッジュ）

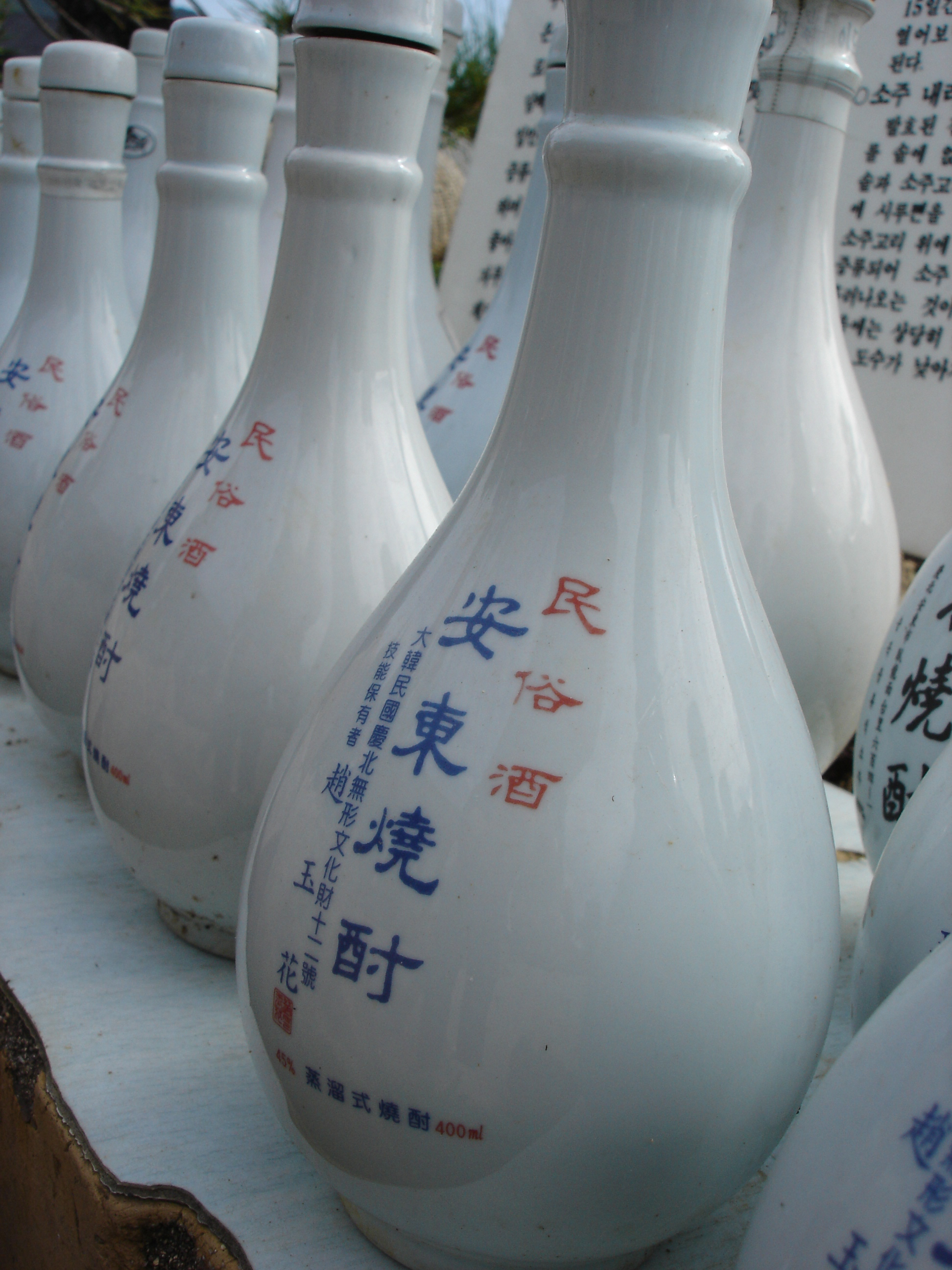
焼酎（ソジュ）
- 百歳酒（ペクセジュ）
- 爆弾酒（ポクタンジュ）
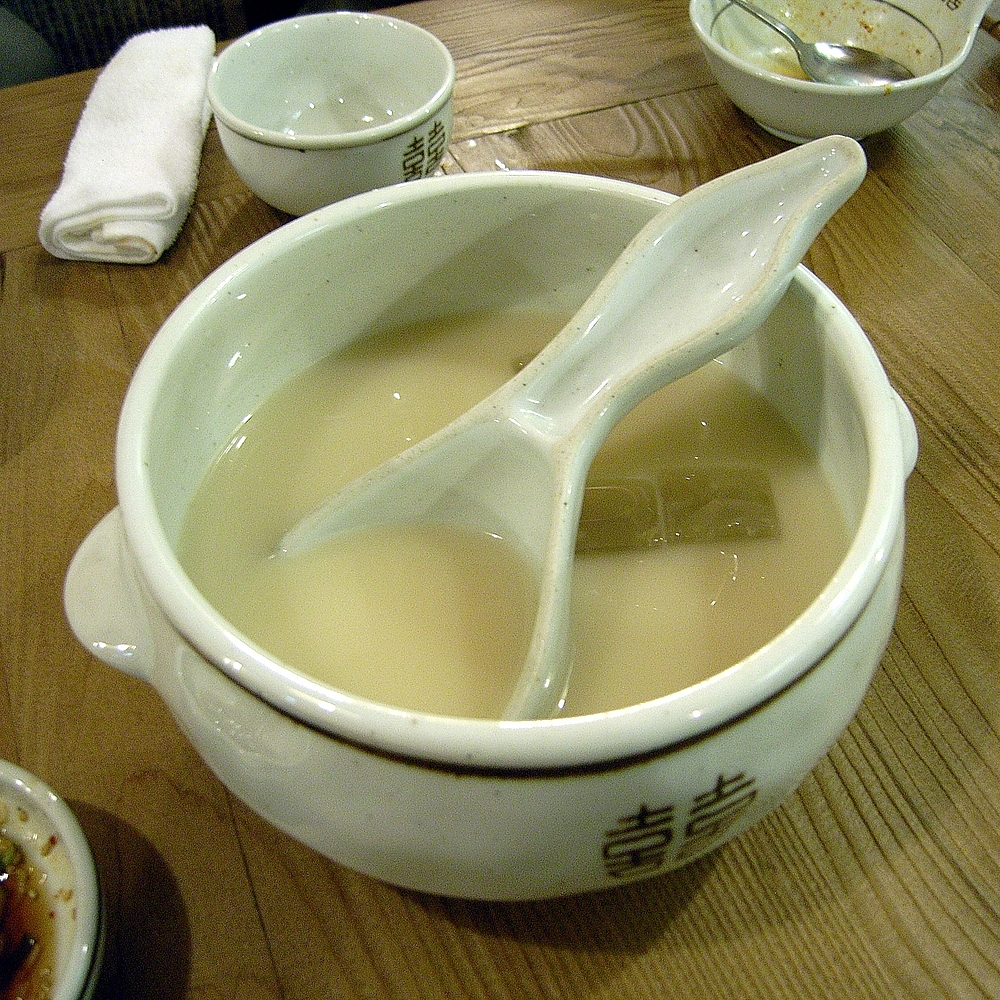
マッコリ
- 犬焼酎

- 安東焼酎
- マッコリ

## 日本における韓国料理
1945年以前の日本統治時代に移住してきた在日韓国・朝鮮人たちが、故国の料理を各家庭で作り、食べていたが、次第に各地で飲食店を開店する者が現れ、客に朝鮮料理を提供するようになった。そこで提供されてきた料理は、朝鮮料理をベースにしつつ、日本で独自に発展していったものもある。現在も、日本各地に「焼肉」「韓国料理」の名称で営業している飲食店が存在し、韓国式の流れをくむ店舗も少なくはない。
朝鮮料理のプルコギは、日本語で「火で炙って食べる肉」という意味であり、プルコギが在日韓国・朝鮮人の手によって、日本式の「焼肉」に変わり、日本食文化のジャンルとして日本人の口に定着することになる。 また「焼肉」といえば、コリアンタウン、ホルモン焼き、キムチ、冷麺などが連想され、このいわゆる「焼肉」食文化は在日韓国・朝鮮人が創始し、戦後の日本の食文化に定着させた。
在日韓国・朝鮮人の出身地はさまざまなことから、その料理には彼らの出身地の料理の影響が大きい。たとえば、済州島出身者の韓国料理店では、ほかの地方では見られないスズメダイのフェを提供するところがある。日本で定着しているものの中には、チヂミやチョレギ、チャンジャのように、ソウル標準語では使われない料理の名称がある。
現在、日本において韓国料理は身近なものになっており、たとえばキムチは、今ではコンビニやスーパーでも普通に手に入る食品になっている。1990年代以降には韓国ブームの高まりに伴い各地に韓国料理店が増加した。ビビンバ・チゲなどの料理も一般的なレストラン・居酒屋で提供されるようになっている。

## 関連文献
- 周永河 著、丁田隆 訳『食卓の上の韓国史　おいしいメニューでたどる20世紀食文化史』慶應義塾大学出版会、2021年12月25日。ISBN 978-4-7664-2784-4。